# Sculpture grecque archaïque
Sauf précision contraire, les dates de cet article sont sous-entendues « avant l'ère commune » (AEC), c'est-à-dire « avant Jésus-Christ ».
La sculpture grecque archaïque n'apparaît qu'à la fin de l'époque archaïque, entre la fin du VIIe  et le début du  Ve siècle AEC. La sculpture dite « dédalique » l'ayant précédée dans la seconde moitié du VIIe siècle AEC, à la fin de l'époque orientalisante. Auparavant, l'art de l'époque géométrique et plus encore celui de l'époque protogéométrique, ont constitué les premiers temps de l'art grec. La fin de la sculpture archaïque coïncide avec l'émergence du style sévère, la phase initiale de la sculpture grecque classique.
De cette période on conserve, aujourd'hui, un très grand nombre de sculptures et celles que l'on nomme « petite plastique », taillées dans le marbre mais aussi dans d'autres matériaux : calcaire, enduit et peint, bronze de plusieurs couleurs, terre cuite peinte, bois, ivoire et or qui, pour diverses raisons, ont plus ou moins disparu. Les sculptures en ronde-bosse de jeunes hommes, les kouroi (singulier : kouros), et celles de jeunes femmes, les korai (singulier : korè) caractérisent la production sculptée dans le monde grec de cette époque. De grands ensembles de décors de temples et de trésors (terme d'architecture), frontons ou frises, ont été préservés ou découverts, ainsi que des stèles funéraires, avec leur base ou leur couronnement sculptés. Partout la couleur qui subsiste sur les monuments et les sculptures prouve que toutes ces productions étaient multicolores et entretenues à l'occasion des fêtes.
Dans l'Antiquité grecque les statues étaient loin d'être des œuvres d'art, témoins du génie des artistes, mais elles étaient surtout l'expression de leurs commanditaires. Les élites grecques commandent à cette époque des sculptures de grande taille, parfois même colossales à des ateliers de sculpteurs. C'est une opération qui leur permet de se distinguer et de renforcer leur prestige. Les élites des différentes cités ayant ce même genre de stratégie se distinguent ainsi par un style propre à chaque cité. Athènes, les îles de Naxos, Paros, Argos et Samos, mais aussi bien d'autres centres produisent des sculptures qui se différencient ou rivalisent entre elles par le style. La représentation du corps humain, celle des animaux aussi sont alors transformées grâce à des initiatives artistiques prises localement et par des emprunts. Ce qui a pour effet de rendre ces représentations plus détaillées ou plus souples. Il s'agit de choix locaux et temporaires, et non d'une évolution progressive et généralisée. Après cette période, l'uniformisation qui s'est opérée après les guerres médiques, au Ve siècle et avec la montée en puissance d'Athènes, s'est élevée contre toutes ces différences et les a abolies.

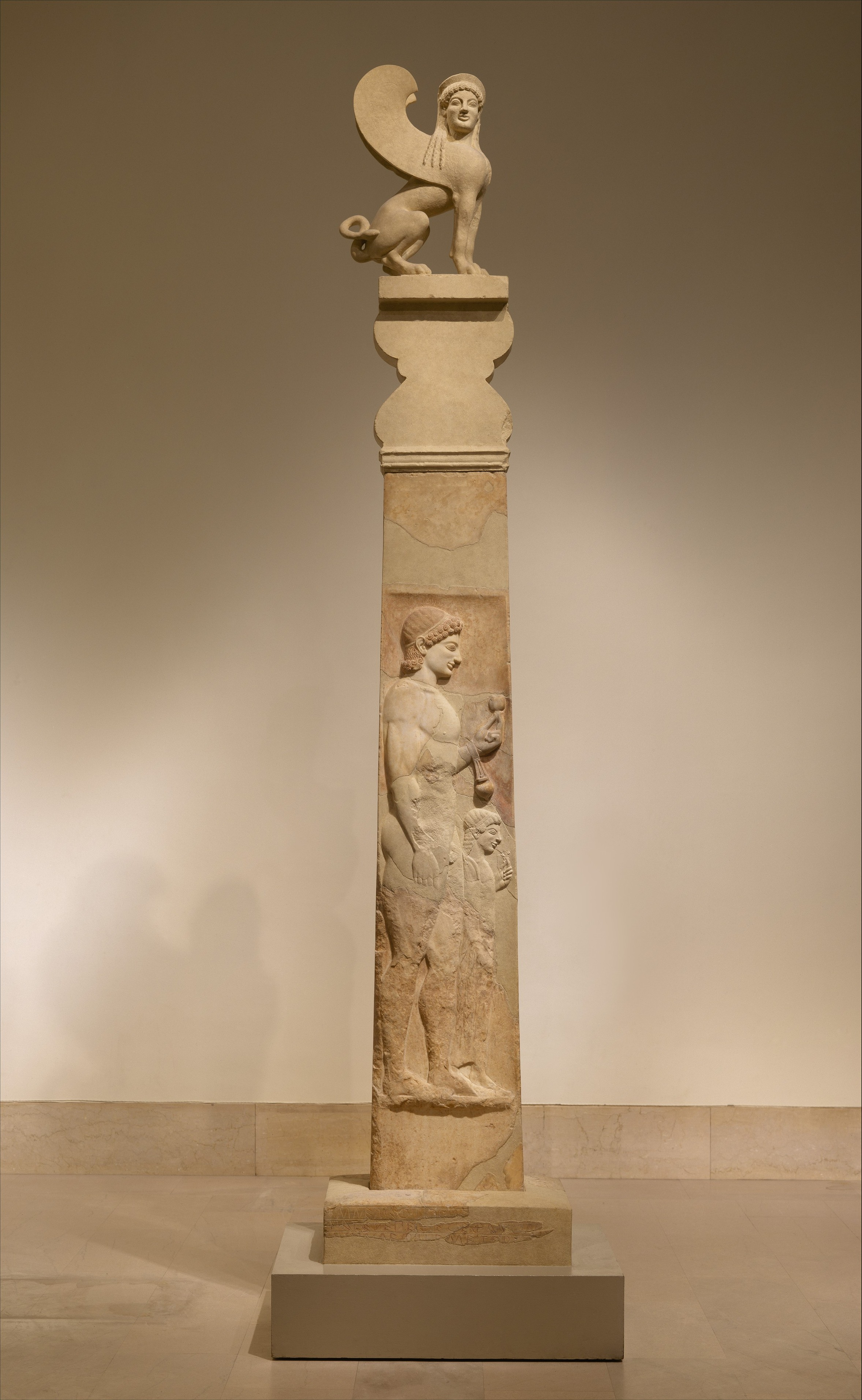
Stèle funéraire d'un jeune homme et de sa sœur, avec chapiteau et sphinge de couronnement. Attique, v. 530 AEC. Marbre, 4.23 m. Base inscrite, fût sculpté et peint, chapiteau seulement peint, sphinge sculptée et peinte. (Peinture: sous forme de traces).
The Metropolitan Museum of Art.

## Les commanditaires et les lieux
Dans tout le monde grec archaïque, les divers aspects de la sculpture (ronde-bosse, relief), ses matériaux et ses formats (depuis la statuette jusqu'au format colossal) montrent la puissance et la richesse des élites, hormis, peut-être, les statuettes déposées comme ex-voto dans les sanctuaires. Les sculptures génératrices de prestige étaient un mode de reconnaissance sociale parmi d'autres, comme l'élevage de chevaux, le luxe vestimentaire, l'homosexualité masculine et la participation aux grands concours panhelléniques. L'aristocrate devait inlassablement travailler à construire et à conforter son image sociale s'il ne voulait pas perdre son rang. Son statut n'étant jamais définitivement acquis.
Dans ce contexte général, chaque commanditaire revendique alors, par la commande de sculptures, son appartenance à une élite propre à un lieu, une cité (du continent, des Cyclades, de l'ouest de l'Asie Mineure, dans les secteurs géographiques et culturels dépendants comme Chypre et dans les "colonies grecques"). Chaque cité, entendue comme les élites qui la constituent, est soucieuse de se singulariser aux yeux des autres. Ces confrontations se manifestent particulièrement dans les centres panhelléniques, Olympie, Delphes, Corinthe, Némée. Le jeu des rivalités, entre cités, entre sculpteurs comme entre commanditaires, s'accommode assez bien de quelques emprunts. Par exemple, on utilise volontiers le marbre d'un île plus ou moins lointaine, quel qu'en soit le prix, voire telle solution pour représenter un corps puissant et qui réjouisse autant les hommes que les dieux. Dans ce jeu de rivalités et d'emprunts la figuration anthropomorphique, mais aussi celle des animaux, va aller en se rapprochant du détail observé sur le vivant. Mais tout au long de la période, ce sont les distinctions locales qui prédominent avant que le « style sévère », au début du Ve siècle, vienne assurer la domination de la référence mimétique au modèle vivant sur les styles locaux et régionaux.
Par ailleurs, une autre évolution se manifeste sur une plus longue durée. Une étude portant uniquement sur les monuments funéraires qui présentent des figures humaines, relève qu'à l'époque archaïque les figures féminines sont particulièrement rares, comparativement aux figures d'hommes. Mais ensuite le rapport s'inverse, et l'on voit dans la seconde moitié du IVe siècle qu'elles deviennent majoritaires, sans que l'on puisse actuellement savoir ce que signifie cette évolution.

## Débuts de la sculpture archaïque, dite «dédalique»

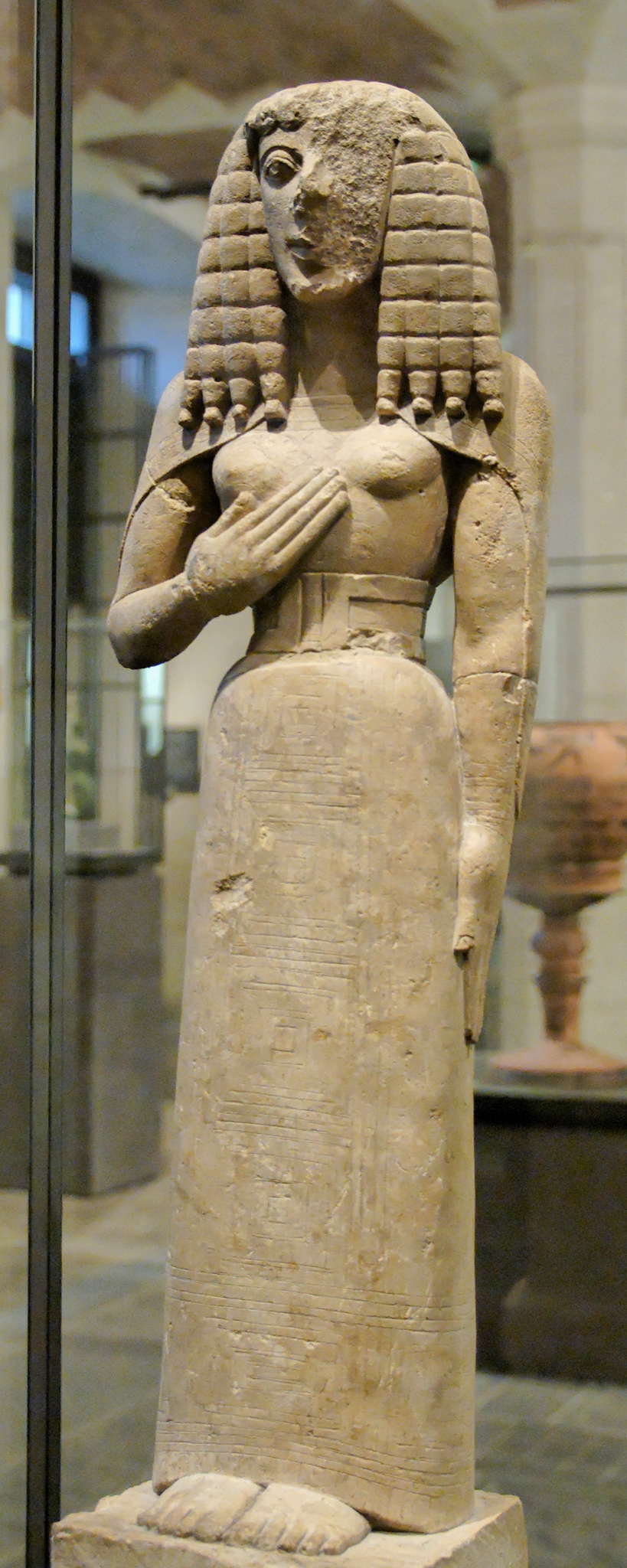
La « Dame d'Auxerre ». Calcaire, H. 75 cm. Crète, 640-620. Louvre
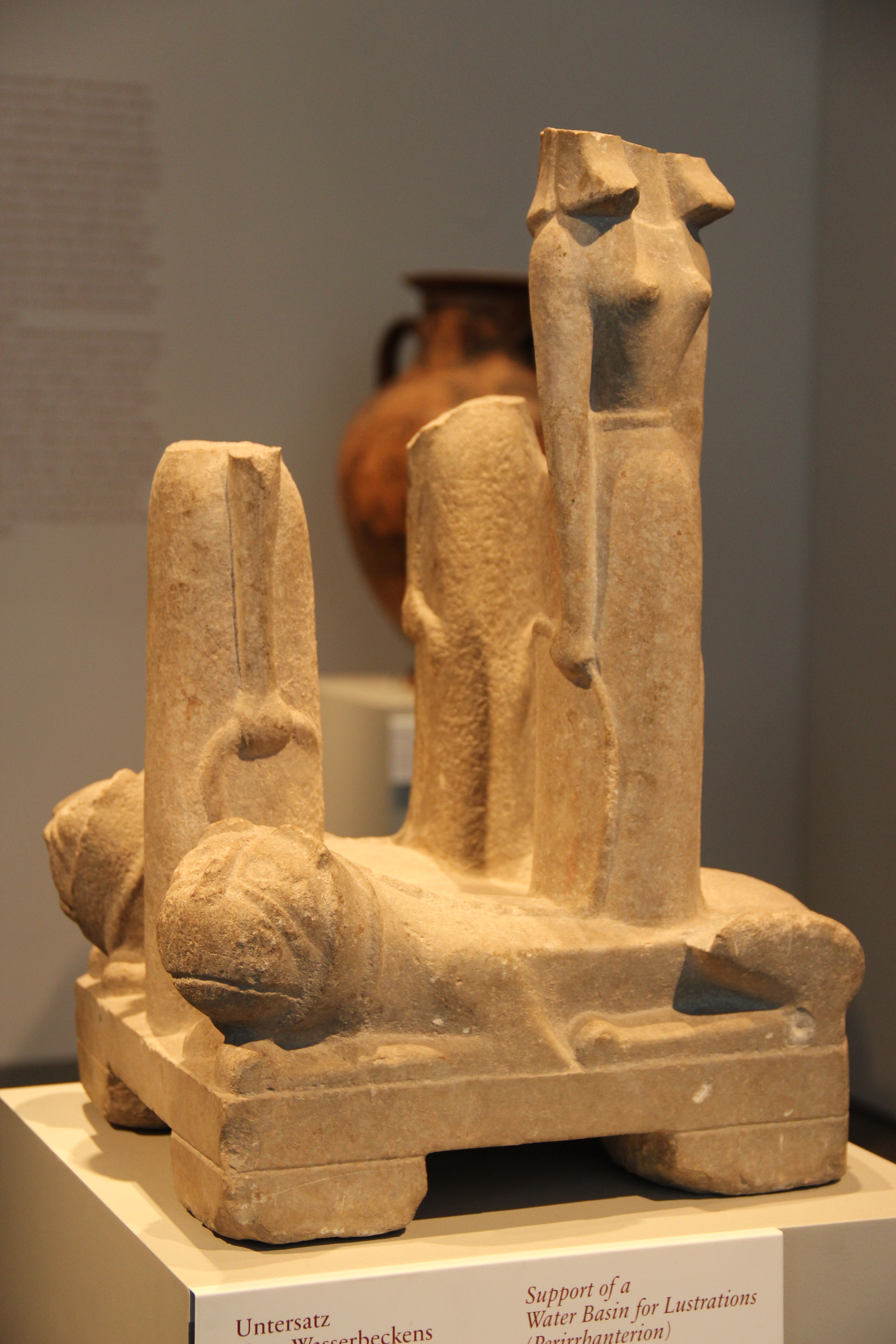
Piédestal de bassin. Maîtresse des animaux et lions. Temple d'Héra, Samos v. 630. Marbre H. 52 cm. Berlin
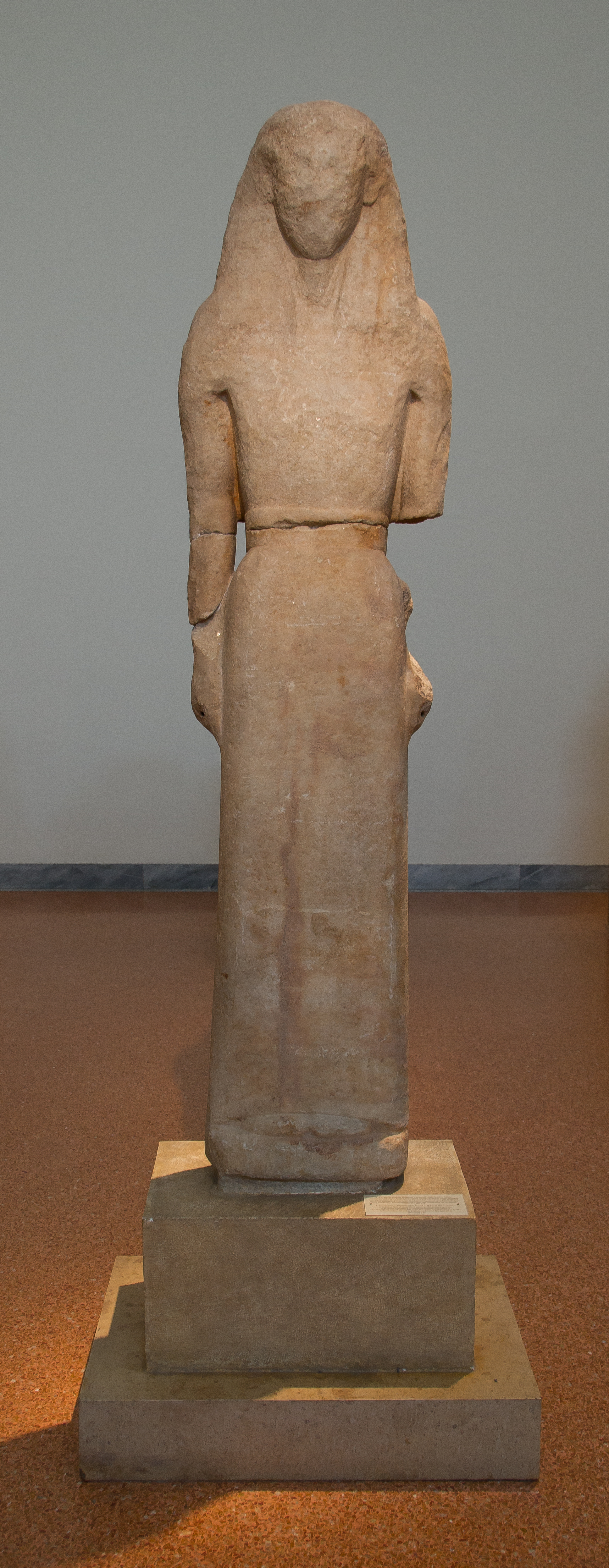
Corè dédiée à Artémis par la Naxienne Nicandrè à Délos, 640-630. Marbre, H. 175 cm, épaisseur 17 cm[5]. Musée national archéologique d'Athènes (MNArch Athènes)
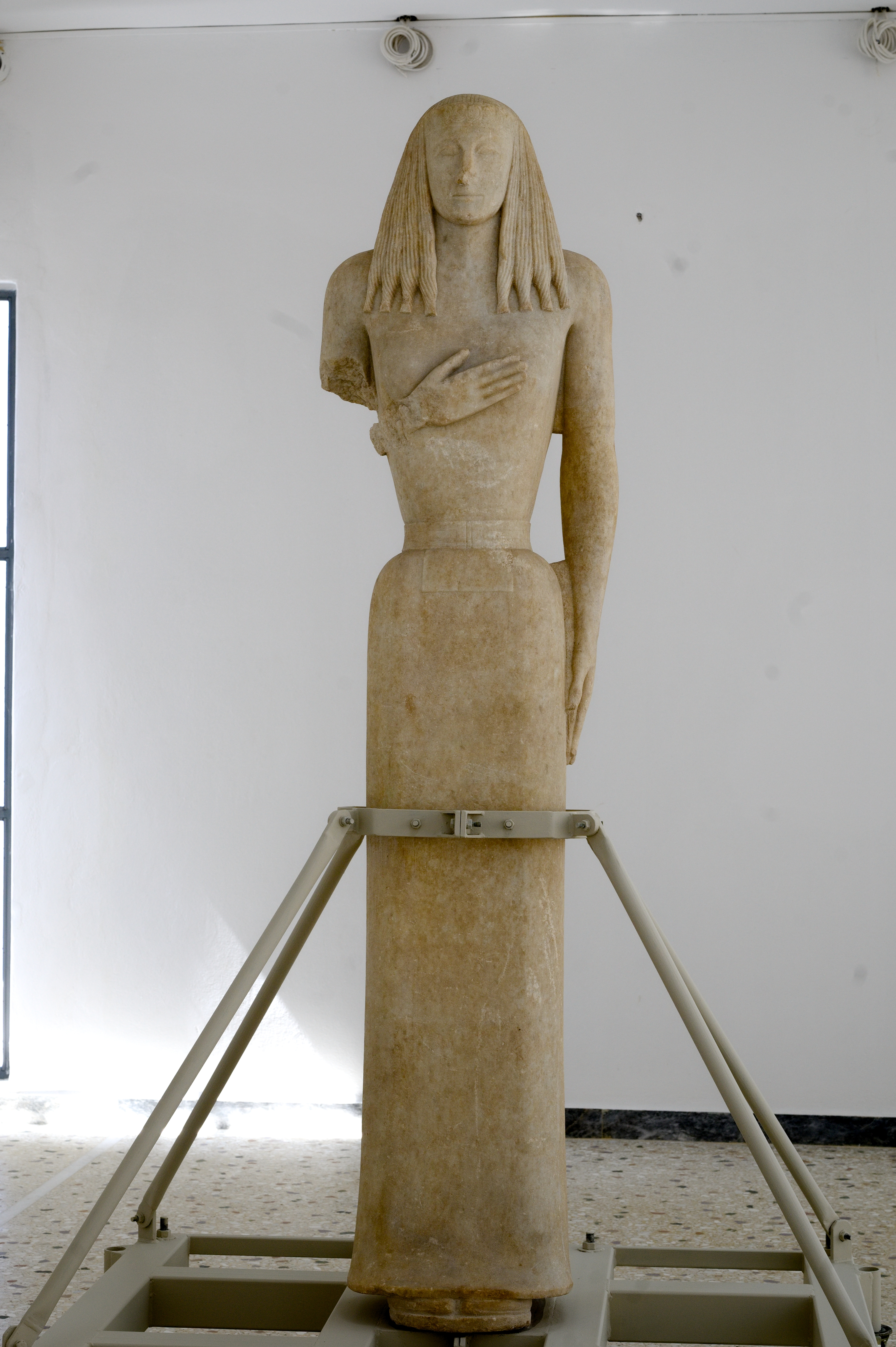
Coré de Théra. Vers 640. Marbre de Naxos, H. 2,48 m. Musée archéologique de Théra[7].

La Dame d'Auxerre (640-630), statuette en calcaire tendre, haute de 75 cm, possède les traits les plus caractéristiques que l'on a attribué au style dit « dédalique » crétois. La Crète conserve, en effet, la majorité des sculptures dans ce soi-disant style. Le phénomène du « style dédalique » doit être considéré, localement et non généralement, comme un moment essentiel au cours de l'époque orientalisante, pendant la seconde moitié du VIIe siècle.
Dans les mêmes années, mais venue des Cyclades, la Korè de Nicandrè (v. 640-630) à Délos est l'une des plus anciennes grandes statues grecques (H. 1,75 m) en marbre, ici en marbre de Naxos, elle et un élément révélateur de ces innovations de l'époque archaïque. La korè de Nicandrè suit quasiment le « second canon » égyptien - mis au point au cours de la XXVe dynastie égyptienne, dynastie d'origine nubienne - bien que ce soit un canon masculin en Égypte. Certains parmi les premiers kouroi archaïques, au début du VIe siècle, ont suivi ce second canon égyptien. Le kouros de New York, vers 590-580, en fait partie.
Il faut évoquer une découverte récente[évasif] et très semblable, la Korè de Théra (Santorin, Cyclades), haute de 2,30 m, et taillée, elle aussi, dans un marbre de Naxos. Elle effectue le même geste que la Dame d'Auxerre. Elle se trouve dans un état de conservation excellent et datée, elle aussi, vers 640 comme la Korè de Nicandrè, à Délos. Ce sont les plus anciennes statues en marbre, grandeur nature, qui soient connues. Ces statues, de faible épaisseur, semblent presque des reliefs découpés.

### Travail de la pierre jusqu'en 600
L'inspiration principale du renouveau de la statuaire grecque dans la première moitié du VIIe siècle est le Proche-Orient. On a peu de témoignages des relations de la Grèce et de l'Égypte mais l'on peut présumer que l'Égypte est le moteur de ce renouveau. La ressemblance de la statuaire égyptienne et de la première statuaire grecque tend à prouver le  contact. D’après Diodore (I, 98), deux sculpteurs samiens, Rhoikos et Théodoros (milieu du VIe siècle), avaient réalisé indépendamment, à partir de la technique égyptienne de la grille, deux parties d'une même sculpture.
Francis Croissant précise que les sculpteurs grecs avaient été amenés à observer sur place les techniques de taille et de repérage nécessaires à la mise en application de la grille égyptienne. Il est cependant assez difficile de situer ce moment, en se fondant sur l'ouverture de l'Égypte aux Grecs. L'ouverture aux Grecs du domaine-du-port dans la ville égyptienne de Naucratis, par Amasis, se fait durant le règne d'Amasis, vers 560. Mais les Grecs commerçaient en Égypte auparavant, probablement depuis Psammétique Ier (r. 664-610). L'archéologie montre que les Grecs s'installèrent à Naucratis dès la fin du VIIe siècle.
Peu après le milieu du VIIe siècle des sculpteurs de Naxos commencent à travailler le marbre, probablement grâce à la facilité de son extraction dans l'île, et avec des outils plus résistants, non plus en bronze mais en fer. Ce matériau étant plus dur que le calcaire, en usage à cette époque et ensuite, la sculpture en apparaîtra d'autant plus prestigieuse - comme cela a pu l'être en Égypte. Sur le plan technique de la taille, la référence à l'Égypte aurait pu être utile aussi pour le travail des pierres plus ou moins dures. Naxos semble avoir conservé ce monopole pendant au moins une génération. Ces premières statues en marbre atteignent la taille humaine. À la fin du siècle les tailleurs de pierre et les sculpteurs de Naxos sont capable d'élever le temple d'Apollon à Délos, entièrement en marbre, y compris la toiture.

### Autour de 600: premières figures en ronde-bosse de grande taille
Le premier kouros connu, le kouros du Dipylon, devait mesurer entre 2,30 m et 2,45 m ; un groupe de statues similaires peut être constitué, à partir de fragments, à des dimensions un peu inférieures, 2,10-2,20 m. Mais il faut remarquer qu'après 550, c'est-à-dire, plus généralement, depuis le milieu jusqu'à la fin du siècle, un autre groupe se rapproche un peu plus d'une taille humaine très grande : le kouros de Kroïsos, celui d'Aristodikos, celui de Mérenda (et la korè Phrasikleia) s'élèvent à 1,90-1,95 m, de même l’Apollon du Pirée en bronze, à la fin du siècle.
Mais il a existé aussi des tailles exceptionnellement colossales, comme le kouros d'Ischès, de Samos, qui mesure 4,75 m, bien que les pieds soient perdus. Les groupes colossaux qui ont été "à la mode" dans les années 600, reviennent progressivement à la taille naturelle au cours du VIe siècle. Ce gigantisme des premiers temps pose question. Les dimensions à proprement parler « colossales » sont sans rapport avec l’échelle humaine, comme celles du kouros d'Ischès, ou plus encore du Colosse des Naxiens, qui mesurait entre 8,50 et 9 m. Les quelques éléments qui en subsistent permettent de penser que c'était un Apollon, aux bras maintenus écartés du corps par des tenons (où la pierre n'a pas été retirée), et qui serrait un arc dans une main. Ce n'est ensuite qu'à la fin de l'archaïsme et avec le style sévère que s'instaure la tradition qui réserve le format « colossal » aux figures du divin.

### Autour de 600: ce qui est en jeu dans ces dimensions spectaculaires
Concernant les dimensions de ces statues à figure humaine, on peut les comparer à la taille moyenne pour les hommes de cette époque : 1,65-1,70 m, et à celle des femmes de cette époque : 1,55-1,60 m. Elles sont donc très supérieures à la taille humaine ordinaire. Les plus grands des géants humains atteignent, dans les textes antiques, environ 2,50 m. L'archéologue Antoine Hermary (2006) a publié une étude sur Le corps colossal et la valeur hiérarchique des tailles dans laquelle la taille « potentiellement divine » est distincte de la taille colossale. La taille « potentiellement divine » peut être envisagée en s'appuyant sur plusieurs sources. Dans l'Odyssée (VI, 101-109) [fin du VIIIe siècle], Nausicaa, une princesse phéacienne, se distingue de ses servantes, aussi bien que la déesse Artémis lorsqu'elle se déplace dans la montagne avec les Nymphes (divinités subalternes), qu'elle dépasse « de la tête et du front ». Dans un texte probablement un peu plus tardif, les hymnes homériques à Aphrodite, la déesse prend tout d'abord, aux yeux du jeune Anchise, la taille et l'aspect d'une jeune vierge séduisante, mais quelque chose laisse au jeune homme l'indice qu'il rencontre une déesse. Néanmoins, le Troyen s'unit à elle, mais lorsque la déesse le réveille il la voit dans toute sa majesté : « Sa tête atteignait le faîte bien construit de la pièce » (v. 173-174). Cette dimension « potentiellement divine » l'auteur l'envisage entre 2,20 m et 2,40 m. Les tailles correspondantes pour les statues masculines, sont dès la fin du VIIe siècle, entre 2,30 m et 2,50 m. Plusieurs, encore plus grandes, sont soit inachevées et soit restées dans les carrières, dont l'une à Naxos mesure 5,55 m. Les kouroi les plus grands s'élèvent alors, pour le « Colosse des Naxiens » de 8,50 m à 9 m et pour le kouros dédié à Héra par Ischès à l'Héraion de Samos, à 4,75-4,80 m. On atteint alors des tailles qualifiées de « colossales ».
Les tailles colossales n'auraient été pratiquées que sur une seule génération, entre 590 et 560 environ. Les relations entre Samos étant alors très bien attestées par les témoins archéologiques dans l'île et dans le port de Naucratis en Égypte. Les sculpteurs auraient eu en tête les modèles égyptiens, monumentaux. À Samos, ce kouros d'Ischès, d'une telle hauteur dans un bloc monolithe et sans l'appui supplémentaire que les égyptiens conféraient à leurs sculptures en ronde-bosse, représente bien une prouesse, un acte quelque peu téméraire aussi.
Mais du côté des Grecs, entre eux, il y avait aussi rivalité, une rivalité qui opposait Samos à Milet et Naxos, et dans laquelle l'inscription sur la base du kouros de Samos :  « je suis de la même pierre, statue et base » rend perceptible la prouesse dont le commanditaire, issu de l'élite, et le sculpteur sont particulièrement fiers. Car, en fait, la production de sculptures à l'époque archaïque apparaît aujourd'hui, moins comme « le renouvellement constant d'une production artistique que comme l'expression de commanditaires soucieux d'offrir à la communauté l'image de leur réussite ». Et « loin d’être les simples marqueurs d’un ordre privilégié, ces modes de reconnaissance sociale étaient avant tout les instruments par lesquels se redéfinissait année après année la hiérarchie communautaire. »
Par ailleurs la présence de grands marbres, taillés dans le marbre de Naxos, en ronde bosse, représentant des lions ou des lionnes, dans une attitude agressive à l'entrée d'un sanctuaire, comme à Délos à l'époque archaïque, serait significative de la puissance des dieux ; placés sur de hauts supports à l’Acropole d’Athènes, et peut‑être tournés vers l’entrée du sanctuaire, ils soulignaient ainsi la puissance redoutable de l’Apollon Délien et de sa sœur Artémis, Potnia Thérôn.

## Autour de 600-570

### Les premières statues archaïques
Le marbre ne s'est pas imposé partout et en toutes circonstances. Les sculptures en ronde-bosse taillées dans le calcaire local, le πῶρος (pôros) correspondent à l'usage de matériaux locaux de bonne qualité jusqu'à la deuxième moitié du VIe siècle. De même, le bois a été largement utilisé, bien qu'il n'en subsiste que de rares témoins, mais des évocations dans les textes anciens, dont le bois d'ébène et des parties en ivoire. Le fait est qu'au cours de la seconde moitié du VIIe siècle le marbre, plus résistant mais aussi plus coûteux à extraire, à sculpter et devant être transporté, fut exploité à Naxos et Paros mais peu exporté. Il le fut bien plus au VIe siècle.
Le marbre ne permettait plus d'utiliser des outils semblables à ceux utilisés pour le bois et le calcaire. Des outils bien plus résistants et plus coûteux, en fer et non plus en bronze, étaient nécessaires,. Les  donateurs, issus des élites grecques, ont de plus en plus fréquemment recours à des matériaux importés, rares et chers, et à des sculpteurs étrangers, au VIe siècle. Mais cela se fait progressivement, le calcaire reste utilisé tout au long du siècle pour le décor des bâtiments de prestige. À Delphes, les tympans du temple d'Athéna Pronaia, le temple B édifié vers 510, sont encore en calcaire local (tuf calcaire). En calcaire de Corfou aussi, un petit fronton décoré d’une scène de banquet, vers 500, témoigne d'une qualité remarquablement soignée et originale. Au sanctuaire d’Apollon Ptoios en Béotie, on a dédié au dieu, vers 540, plusieurs kouroi en calcaire de grande qualité, parallèlement à des kouroi en marbre.
Par ailleurs, il avait fallu découvrir le marbre en question. Et il est probable que c'est la présence d'un tel matériau à Naxos, d'un accès relativement aisé, qui en favorisa l'exploitation pour des sculptures exportées comme la korè de Nicandrè à Délos ou celle découverte récemment à Théra. Notons, qu'à cette époque, peinture et sculpture ne sont pas des expressions artistiques strictement distinctes.
Quoi qu'il en soit, ces réalisations fort coûteuses invitent à une lecture qui ne relève pas de l'histoire de l'art traditionnelle. Ainsi Francis Croissant (1998) restitue dans leur contexte politique et social l'offrande des premières korès cycladiques. De même, Alain Duplouy (2006) évoque ces commandes comme faisant partie des modes de reconnaissance sociale en Grèce, entre les Xe et Ve siècles. Parallèlement, la notoriété de certains sculpteurs, liée à des commandes prestigieuses où ils auraient excellé, a été relevée dès le début du VIe siècle.

### La korè et le kouros

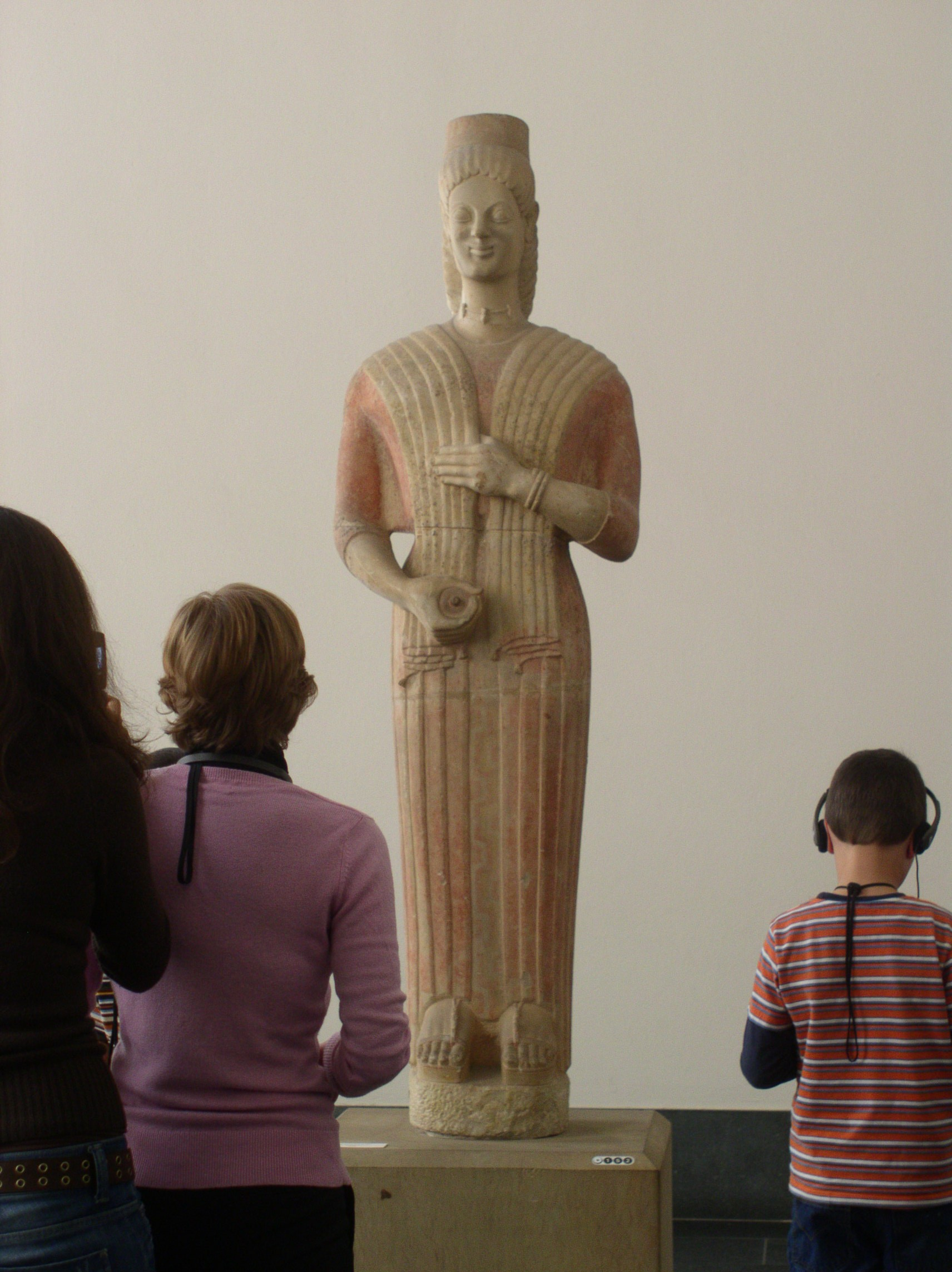
Statue funéraire du type korè, dite « Déesse de Berlin ». Sud de l'Attique, 580-560. Marbre de l'Hymette, H. 1.77 m, sans la couronne et la plinthe. Altes Museum

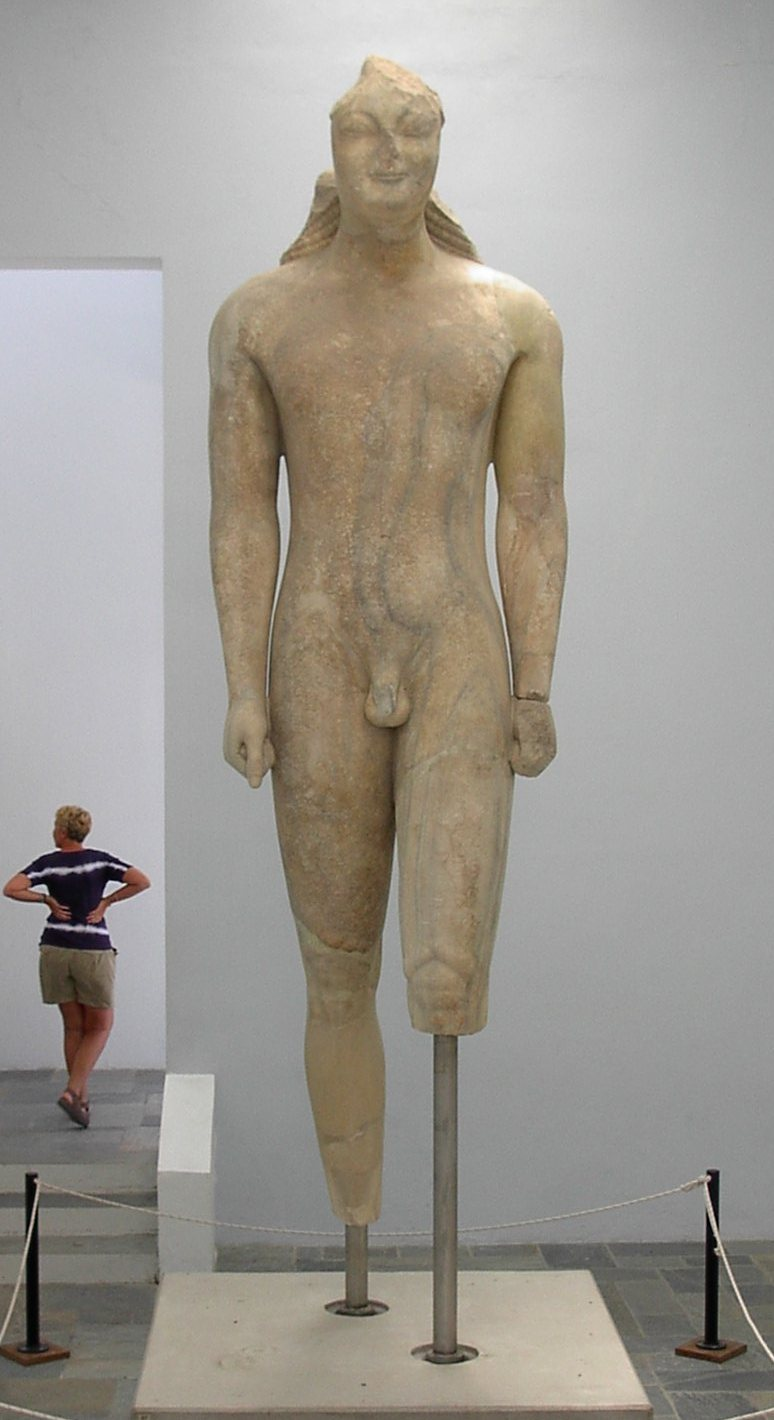
Kouros de Samos, v. 570. Marbre de Samos, H. 4.75 m. MArch Vathy (Samos)

#### Généralités
« La véritable signification de ces deux types de statue nous échappe, actuellement, en totalité ».
Les korai et les kouroi les plus anciens et leurs antécédents, depuis l'époque géométrique et à l'époque orientalisante, se caractérisent par leur attitude statique, dirigée vers l'avant, et leur verticalité. La korè est vêtue et immobile. Le kouros est nu ; il a bien une jambe devant l'autre, ce qui évoque le mouvement, mais toutes deux sont tendues de manière semblable ; la plante du pied reposant à plat sur le sol. Au siècle suivant, à la période classique, les athlètes auront une des jambes fléchie, puis le pied correspondant ne reposera plus que sur la pointe.
Dans tous les cas la pierre utilisée, le style employé pour traiter la sculpture permettent, quand cela est possible, d'identifier le lieu (la cité ou la région) où elle a été sculptée. Or, à cette époque, de nombreuses entités locales, que l'on assimile à des cités et dans une certaine mesure à leurs "colonies", se distinguent les unes des autres, non seulement par le style de leurs sculptures et de leurs céramiques mais aussi sur d'autres plans de la société et de la culture. Les archéologues décèlent ainsi des procédés de stylisation localisés. Une supposée "évolution linéaire", telle qu'elle a été utilisée par G. Richter de 1942 jusqu'en 1960, ne reflète pas cette réalité là. Avec les sculptures archaïques, les archéologues d'aujourd'hui, à la suite des travaux de Ernst Langlotz (en) publiés en 1927, reconstituent des groupes, classés en fonction de formes proches. Ils font surgir ces singularités qui permettaient aux cités qui les produisaient de se distinguer les unes des autres.
Kouros et korè ne sont pas deux types statuaires complémentaires et ils ont une histoire séparée. Le kouros dérive des représentations de guerriers de l'époque géométrique alors que la korè apparaît sans que l'on puisse se l'expliquer, sans antécédent dont on dispose actuellement..
À Délos, la korè dédiée à Artémis par la Naxienne Nicandrè, en marbre de Naxos, apparaît très tôt en 640-630. Elle a été placée en plein air, dans l'espace du sanctuaire d'Apollon, et probablement peinte. Elle est curieusement presque sans épaisseur: seulement 17 cm ! Un quasi haut-relief. Elle reprend le « type » de la korè dédalique de la Dame d'Auxerre: frontalité, verticalité stricte renforcée par les plis verticaux du vêtement. Toutes les deux ont ces masses de cheveux en tresses serrées qui encadrent le visage souriant. Les sculpteurs vont inventer ensuite une formule dérivée : quelques tresses longues qui viennent ondoyer sur les épaules. Les couleurs résiduelles ont permis d'imaginer l'intensité colorée de ces figures immobiles dans le paysage grec de l'époque,.

#### Korè et kouros dans les histoires de la sculpture archaïque grecque
L'histoire de ces motifs a fait couler beaucoup d'encre tant elle est attachée à l'histoire de l'art grec lui-même. Francis Prost, en 2004, a su évoquer par quelques mots tout l'enjeu de cette écriture de l'histoire. « L’histoire de cet art est, depuis J. J. Winckelmann au moins, conçue comme une odyssée, celle de la figuration du corps humain, partie de formes schématiques et maladroites pour aboutir au naturalisme hellénistique en passant par l’idéalisme classique. Ces reconstitutions finissent par encadrer notre pensée au point d’en devenir transparentes à force d’être énoncées comme des évidences. » Une telle reconstitution sous forme d'une lente évolution a été construite sous une forme linéaire, de manière apparemment méthodique, par Gisela Richter (1882-1972). Cette méthode a été, depuis longtemps, contestée et abandonnée. Sur le point chronologique il est tout à fait significatif que des solutions totalement différentes ont été mises au point à la même époque en des lieux différents. Il suffit de comparer le kouros de New York (Attique) et le kouros d'Ischès (Samos), approximativement contemporains.
On classe les sculptures aujourd'hui selon des correspondances ou des oppositions en s'attachant aux formes. Ce qui fait apparaître des systèmes de conventions. Ainsi la représentation d'un corps (kouros, korè ou autre figure humaine) semble construite selon une méthode ou par des procédés de stylisation. Le sculpteur n'a pas le projet de copier fidèlement la réalité d’un corps humain, mais il sélectionne certains éléments qui lui semblent significatifs avec lesquels il élabore un langage formel. Ce langage est partagé avec d'autres sculpteurs qui lui sont proches, pour diverses raisons. À la suite des styles apparus dans la céramique des cités et de leurs "colonies" à l'époque orientalisante, essentiellement au VIIe siècle, il a pu sembler logique de localiser plusieurs de ces "langages" dans le domaine de la sculpture grecque, au VIe siècle de l'époque archaïque, et de découvrir des rivalités stylistiques entre certaines cités dynamiques.
Le triomphe de la mimèsis, imitation de la nature permettant une discrète idéalisation, au Ve siècle, peut être vu comme une définition univoque de l’art qui s'est élevé contre ce qui exprimait des différences communautaires, contre les styles, contre toutes ces identités, exprimées au VIe siècle, par les cités, à travers des corps sculptés ou peints. Ce moment de triomphe correspond à la montée en puissance de l'hégémonie d'Athènes, après les guerres médiques.

### Les centres
Des particularismes "régionaux" sont ainsi à observer. Les kouroï argiens sont très massifs, robustes, et graphiques. Les kouroï pariens sont plus ronds et souriants, avec une structure générale en T. Les kouroï ioniens sont, parfois, vêtus et plus en chair. Leurs yeux sont fins et étirés, et leur nez est large. Les kouroï béotiens ont la mèche en fourchette sur le front, l'arcade sourcilière très étendue et haute, les yeux larges, et les commissures du sourire très nettes.

#### Naxos, 600-570

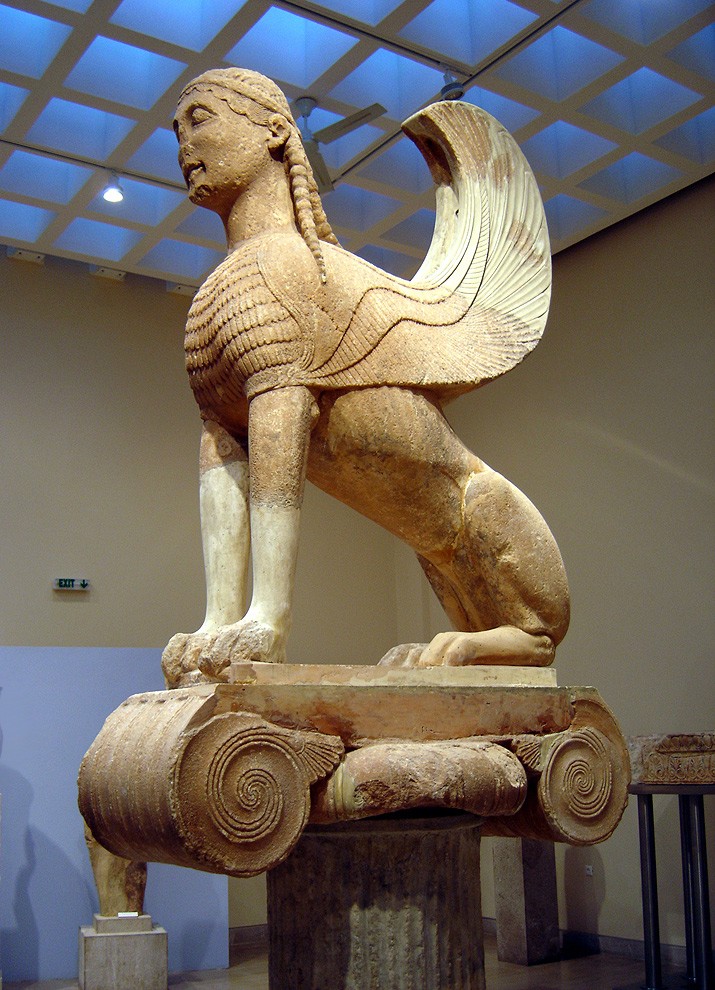
Colonne votive des Naxiens, 570-560. Sphinge colossale. Marbre de Naxos,
H. 2.22 m, sur une colonne ionique ≈10 m. Sanctuaire d'Apollon de Delphes.
MArch Delphes

C'est d'abord à Naxos, au moment où s'était développée la sculpture à l'époque orientalisante, que la maîtrise du marbre se manifeste, peu après le milieu du VIIe siècle. Naxos a continué à dominer la production grecque jusque vers 560-550.
Des statues colossales, autour de 600-570, semblent se mesurer aux productions égyptiennes, mais l'absence du support qui part du dos jusqu'au socle et que l'on trouve dans la statuaire égyptienne, en pierre, laisserait supposer que les sculpteurs grecs n'avaient pas vu leurs modèles et qu'ils s'appuyaient sur des descriptions de non-spécialistes. La fragilité de ces statues, sur leurs deux seules jambes va poser de sérieux problèmes aux sculpteurs grecs, et aux naxiens en particulier. Presque toutes ces statues sont brisées à hauteur des chevilles. Les premiers kouroi, du cap Sounion, sont très proches par l'attitude du petit bronze dédalique de Delphes, probablement crétois, mais sans l'échelle colossale et en bronze.
Ce type, qui apparaît pour nous avec les kouroï du cap Sounion, va prendre de multiples formes locales en Grèce, tout au long du VIe siècle.
Le sculpteur en vient, dès cette époque, à signer son œuvre. Ainsi un certain Euthykartides, sculpteur venu de Naxos, signe fièrement la base d'un kouros surdimensionné qu'il offre dans le sanctuaire d'Apollon à Délos. Peu après, des céramistes à Athènes, déposent sur l'Acropole des offrandes faites en leur nom. Tous ont participé à la gloire des membres des élites grecques qui leur passent de nombreuses commandes. Ce sont ces commanditaires qui définissent, en fait, les standards en matière d'esthétique à cette époque. Au sein des artisans, la division et la spécialisation du travail se renforce alors. Une hiérarchie naissante donne plus de visibilité à certains sculpteurs, qui, ayant conscience de leur valeur, peuvent s'imposer dans le cadre des pratiques sociales aux côtés de ces élites.

#### Attique, 600-570

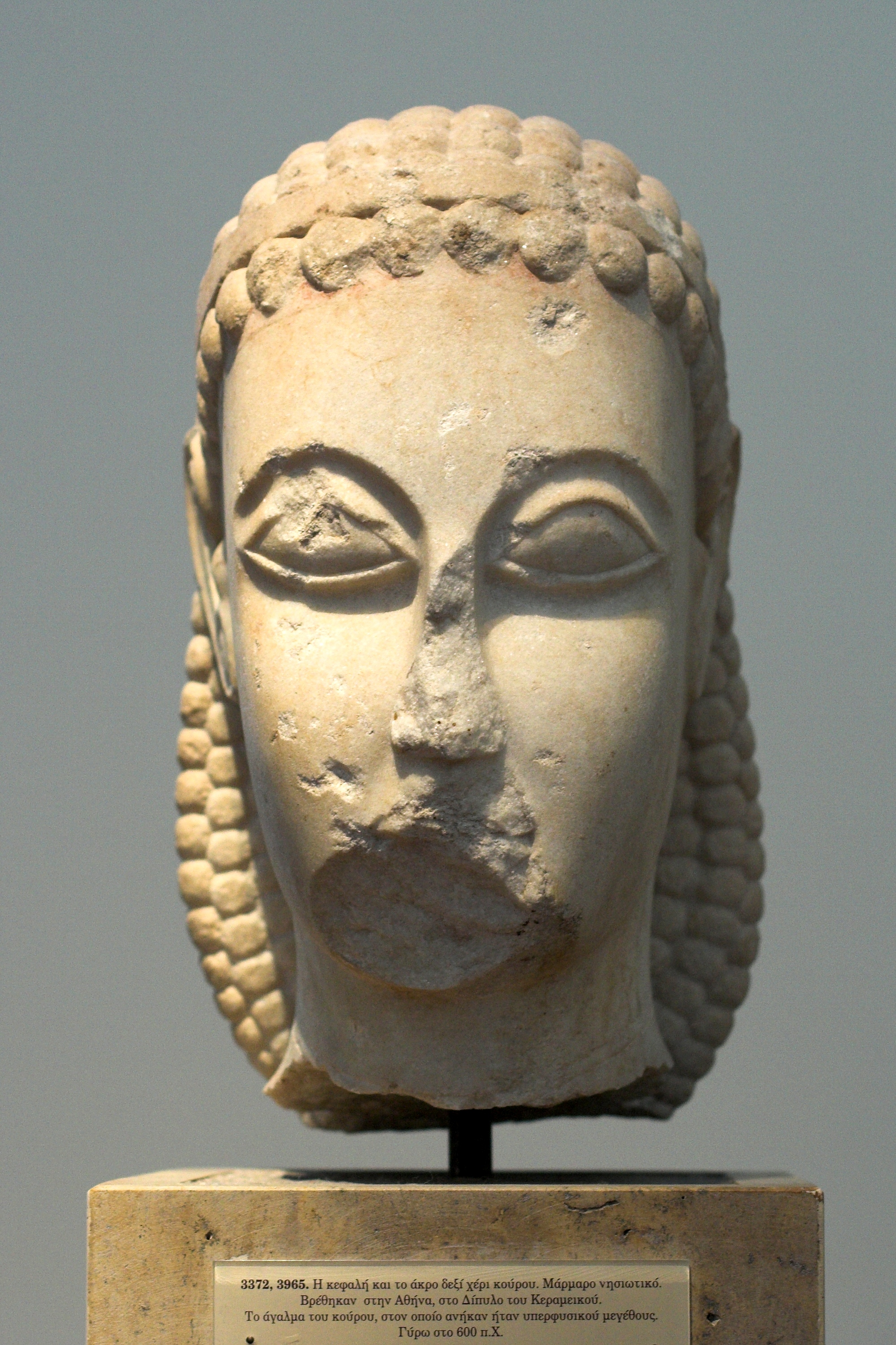
Kouros du Dipylon, vers 600, H. 44 cm ; statue probablement de taille colossale. Marbre de Naxos (?) MNArch Athènes[49].
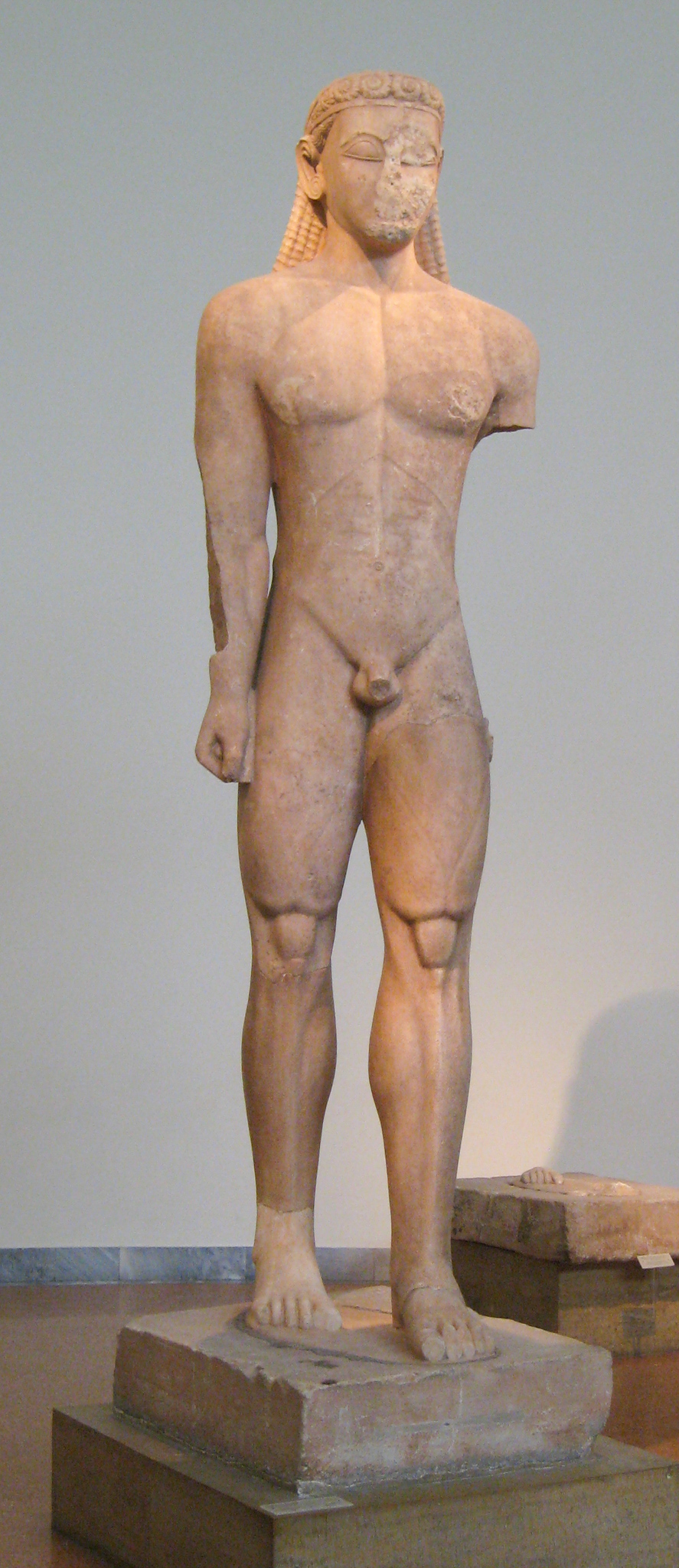
Kouros colossal du cap Sounion (très peu après 600). Marbre de Naxos. H. 3,05 m. MNArch Athènes
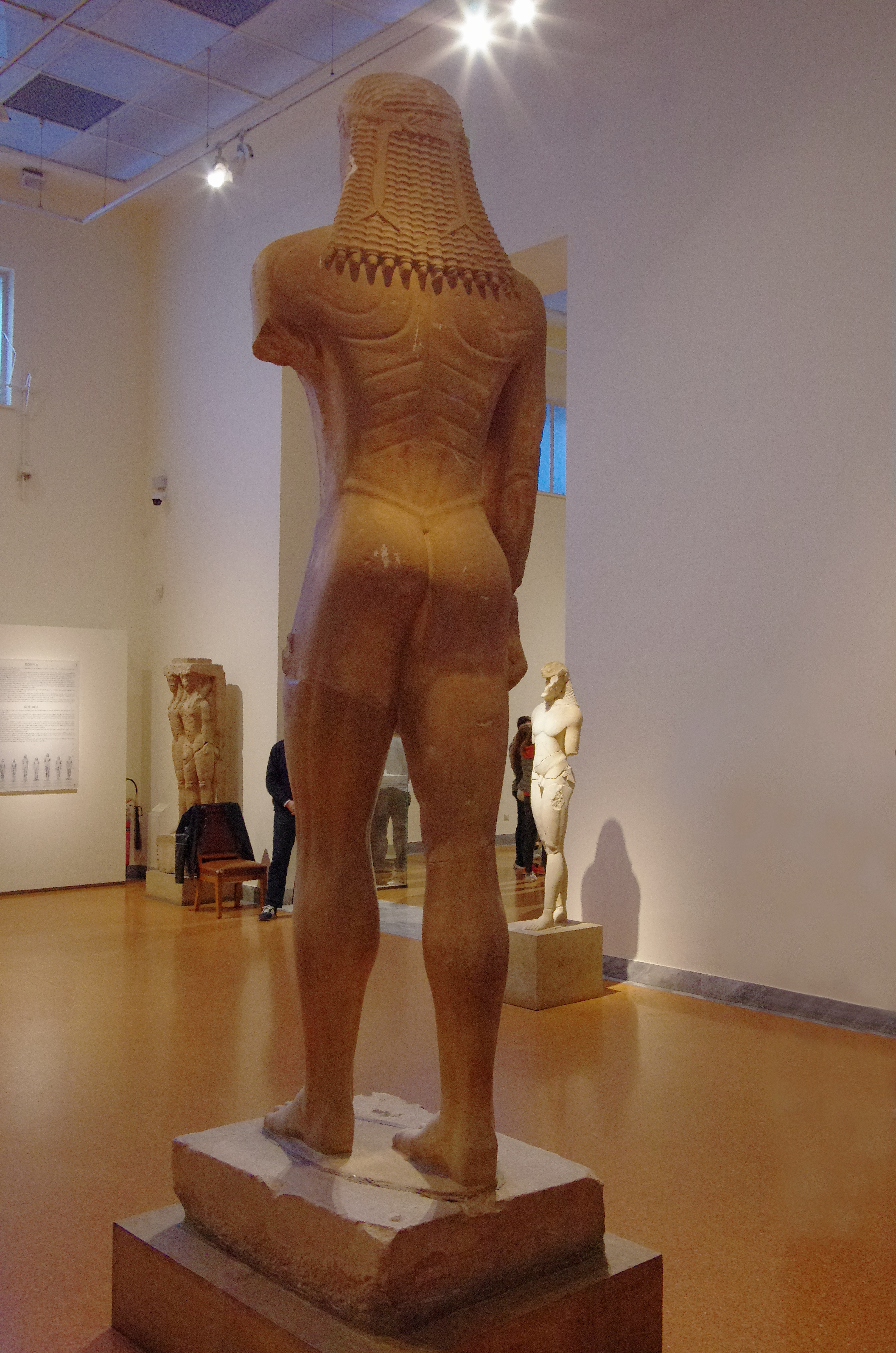
Kouros colossal du cap Sounion. Dos
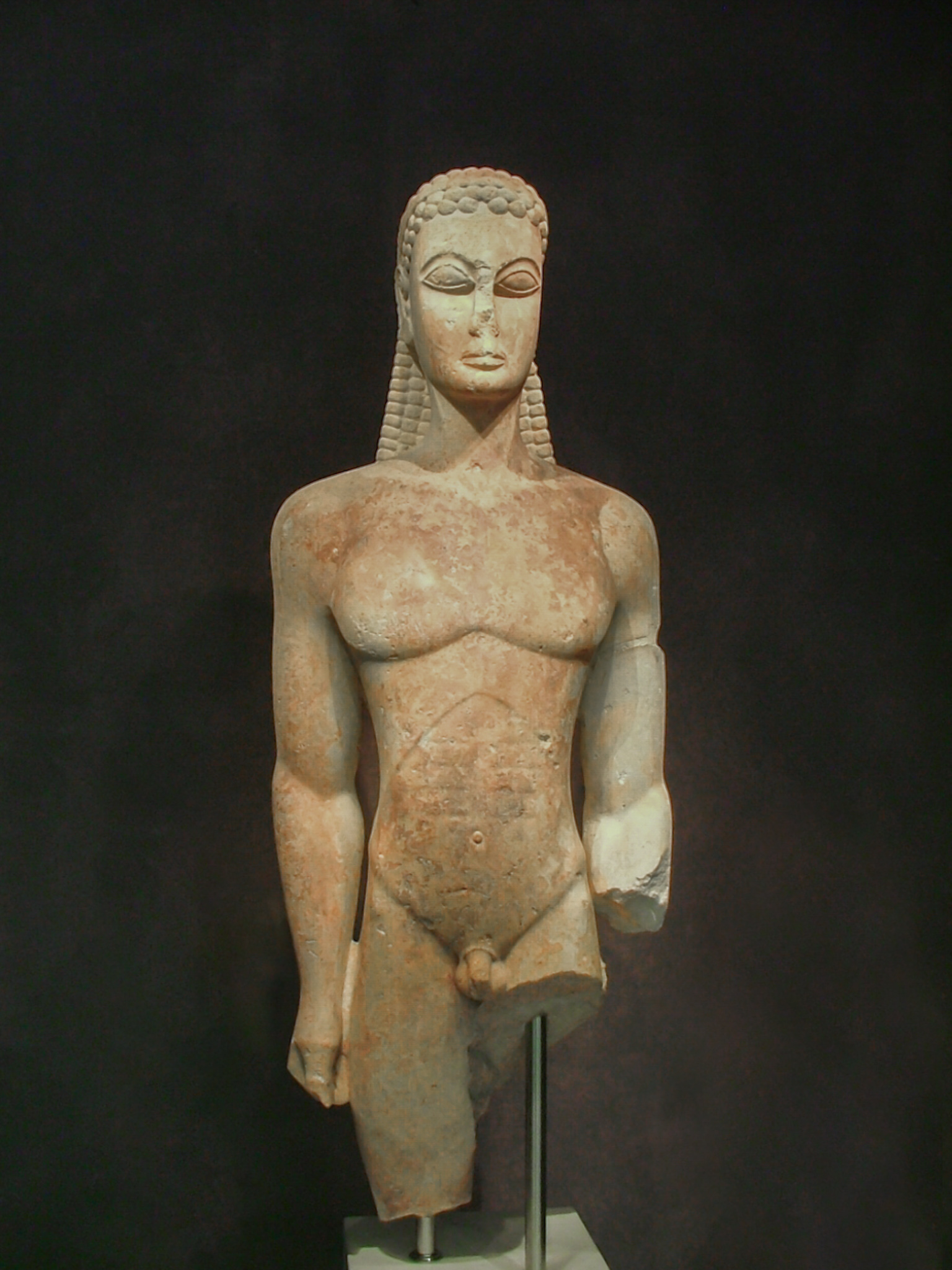
Kouros de la Porte Sacrée, cimetière du Céramique. Découvert en 2001[50] MNArch Athènes
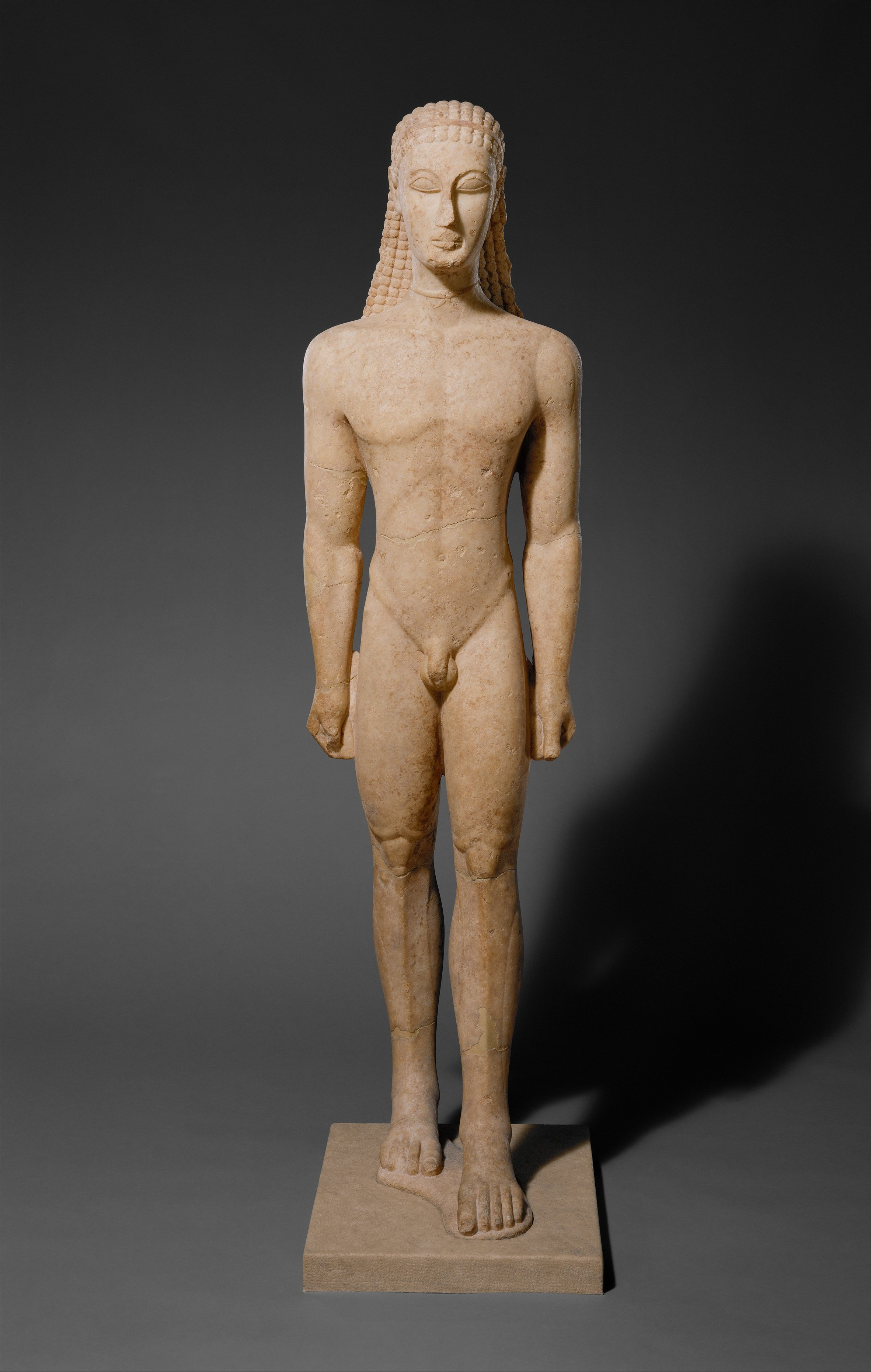
Kouros de New York, 590-580, H. 1,94 m. Marbre de Naxos. Attribué au même atelier que le kouros du Dipylon. The Met.[51],[52].
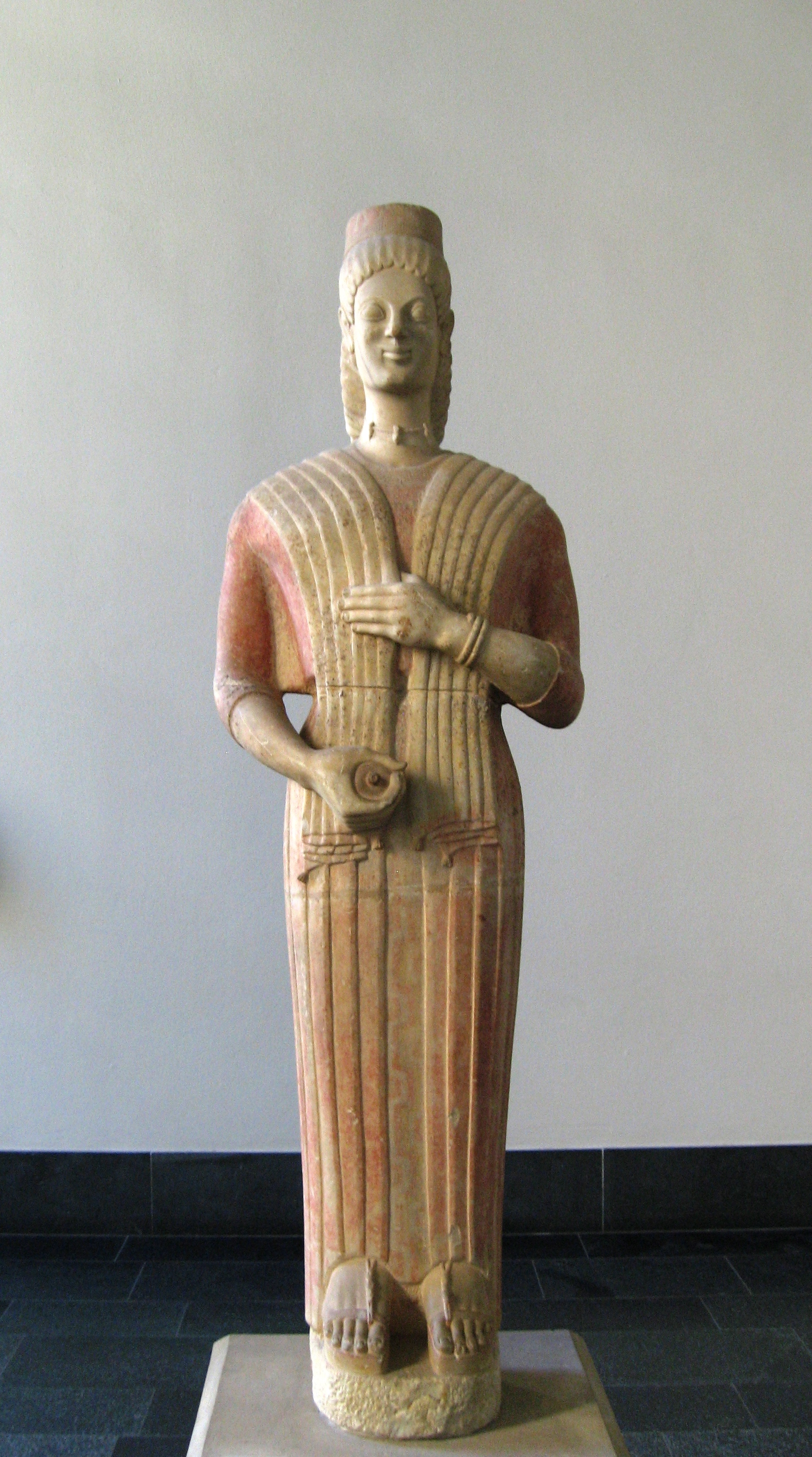
Statue funéraire. Sud Attique, v. 570. Marbre de l'Hymette, H. 192,5 cm. avec couronne et plinthe, sinon 1,77 m. Pigments. Altes Museum.

Le kouros du cap Sounion n'est pas une sculpture funéraire mais un ex-voto qui provient du sanctuaire de Poséidon. Plusieurs autres statues similaires avaient été placées dans ce sanctuaire. En Attique à cette époque, les solutions retenues par les sculpteurs étaient très différentes, en particulier pour les divisions indiquées sur l'abdomen par de simples lignes. Comme pour la korè de Nicandrè, les cheveux sont rejetés sur les épaules et non sur le buste de la korè naxienne. Ils produisent un bel effet décoratif dans le dos où la musculature est sommairement signifiée par des lignes. Le visage, au galbe allongé, se dégage comme sur l'écran des cheveux soigneusement coiffés en lourdes mèches. L'énormité des yeux, plus visible sur le kouros découvert au Céramique, porte l'héritage des traditions du  VIIe siècle.
Réalisé en marbre de Naxos, ce kouros témoignerait du monopole qu'a exercé Naxos dans ce domaine, mais le style en fait une sculpture locale, proche du kouros de New York et du kouros découvert en 2002 au Céramique : seul le bloc de marbre a été importé. Bernard Holtzmann évoque un « transfert de technologie » à ce propos. Les carrières de marbre de l'Hymette n'étaient pas encore en activité.
Sculptée vers 570 dans ce marbre de l'Hymette, en Attique, la statue funéraire dite « Déesse de Berlin », qui a conservé en partie ses couleurs, indique que cette recherche d'autonomie de l'Attique n'a pas tardé à porter ses fruits. Les couleurs de la korè de Berlin se sont conservées, en effet la riche famille de la défunte a enterré la statue peu de temps après son exposition aux intempéries, comme cela se pratiquait au sein de l'élite de cette région à cette époque.

#### Paros, 600-570

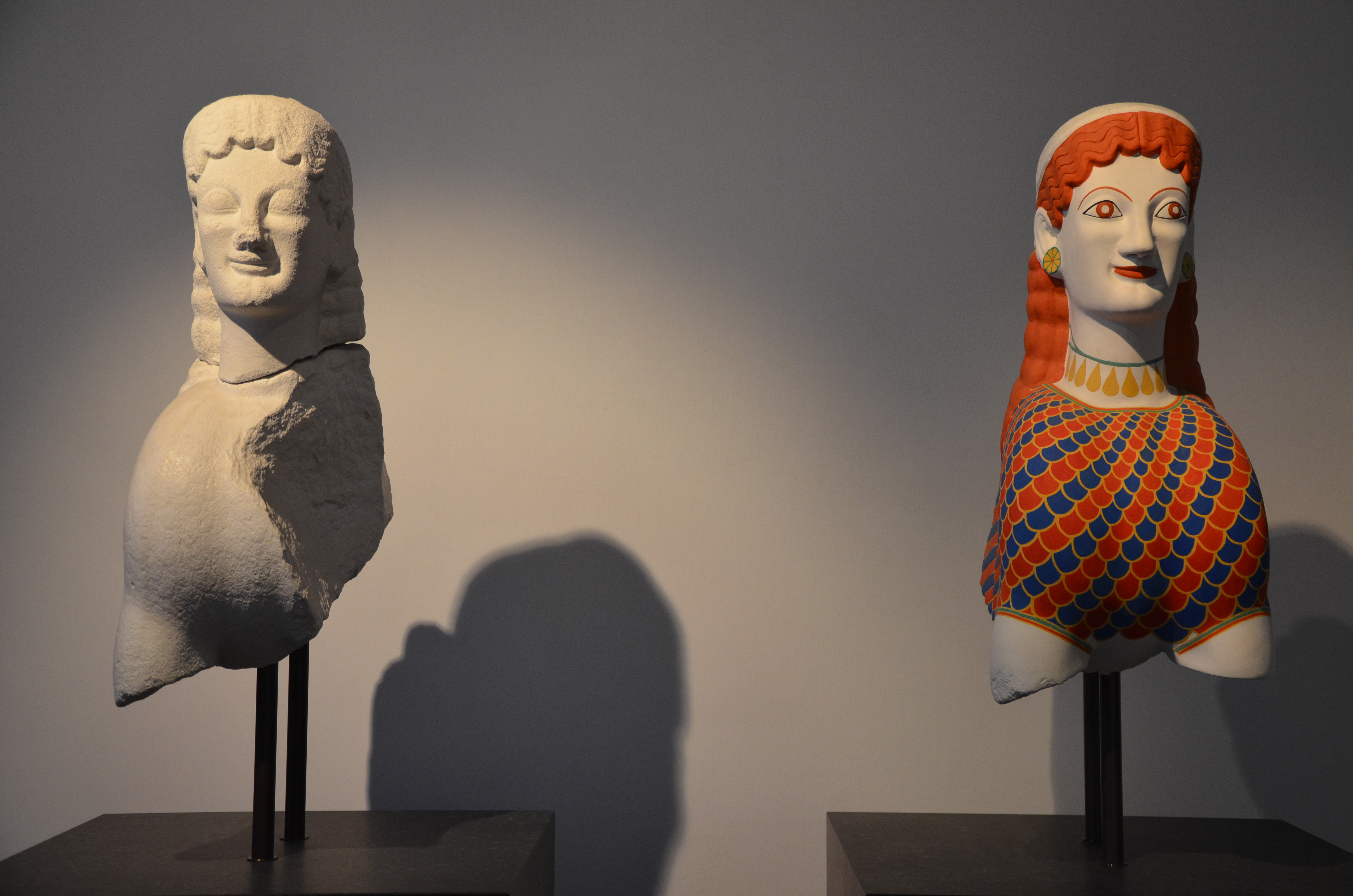
Tête de sphinge, « Tête Wix » et sa copie mise en couleurs. Thasos, colonie de Paros. 570-560. « Monument pour un héros ? »[55]. Ny Carlsberg Glyptotek
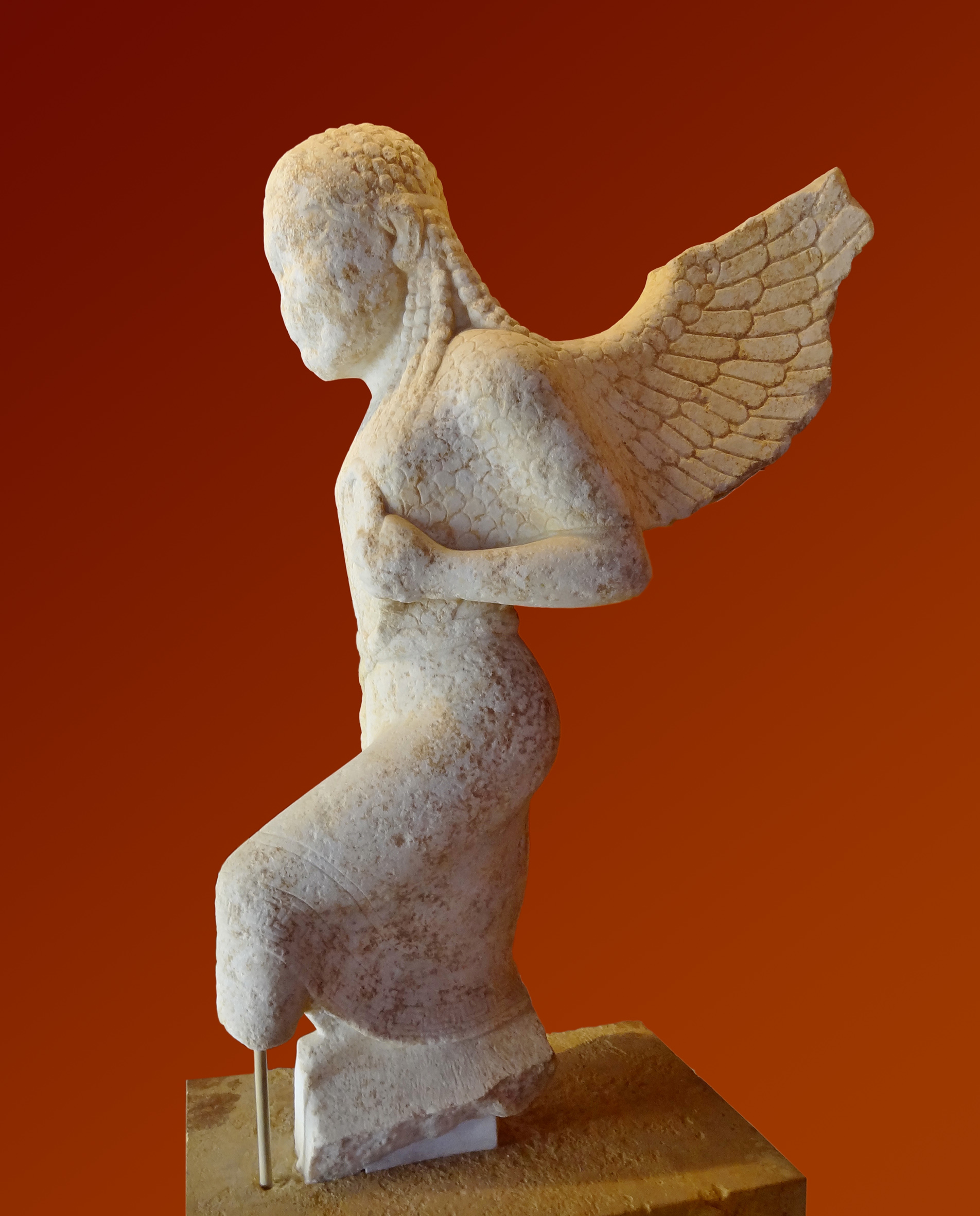
Gorgone gardant un monument funéraire. Paros, peu après 570. Marbre, H. 135 cm. Musée archéologique de Paros

La « Sphinge Wix » marque, à Thasos, colonie parienne, le moment de l'essor des ateliers insulaires à Paros, Samos et Chios, qui mettent fin à la supériorité absolue de Naxos, la première à avoir su travailler le marbre. Il s'agit d'une sphinge, une figure monstrueuse féminisée. En effet "le sphinx", égyptien, est un monstre féminin dans l'imaginaire grec. La « Sphinge Wix » pouvait indiquer une tombe, perchée au sommet d'une stèle. Au sommet d'une colonne ionique, elle aurait indiqué la tombe d'un héros - comme le sphinx des Naxiens, à Delphes, qui avait été le signe de la prééminence de Naxos dans les années 570-560. À la fin du siècle on rencontrera aussi des sphinges aux angles aigus de la toiture de certains temples, en figures d'acrotère. Ces figures monstrueuses, aux couleurs vives, devaient se voir de loin.
La Gorgone du musée archéologique de Paros semble avoir protégé l'enclos funéraire d'une famille de l'élite locale. Elle  aurait été assise, mais les jambes dans la pose de la « course agenouillée », typique de cette période archaïque, suggèrent qu'elle est prête à s'envoler, ou qu'elle vient d'atterrir. Le bras gauche replié et le corps tendu vers l'avant accompagnent, en tout cas, un mouvement. Elle porte une tunique courte, sans un pli ; mais le sculpteur a gravé son buste en le couvrant d'écailles, et ses ailes avec des plumes. Comme pour la Sphinge, des couleurs éclatantes en faisaient un signal que l'on ne pouvait ignorer.

#### Samos, Ionie, Grèce orientale, 600-570

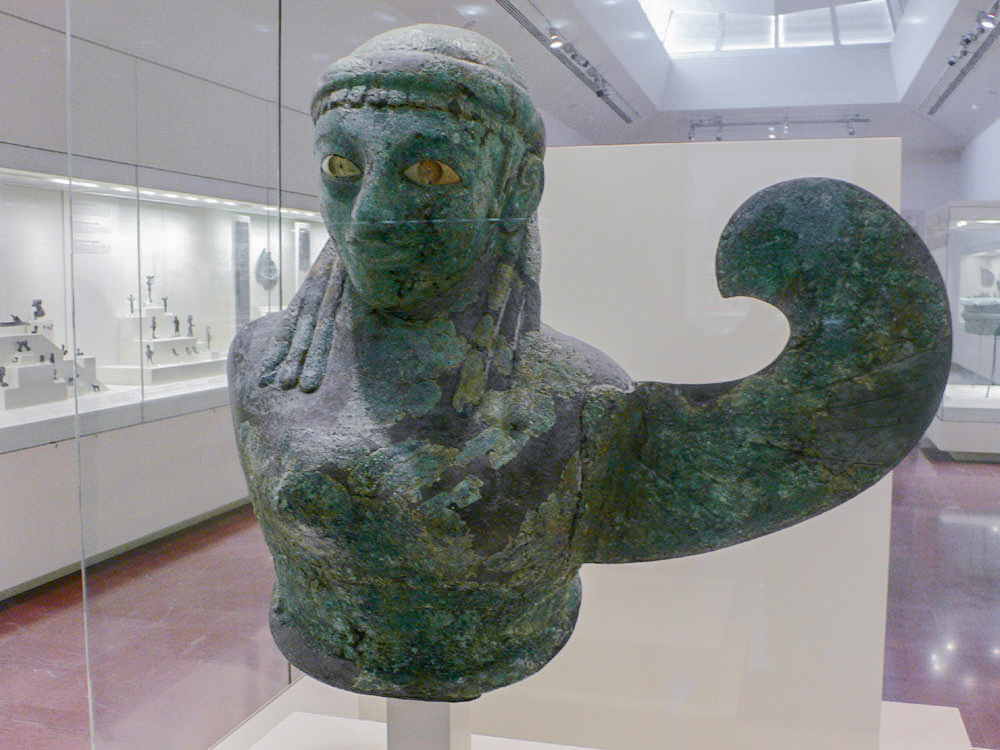
Buste en tôle de bronze, sphyrélaton. Déesse ailée avec une seule aile. H. 53,5 cm. Selon Claude Rolley : Ionie (Samos ?), 590-580 (datation : musée d'Olympie, 2009)
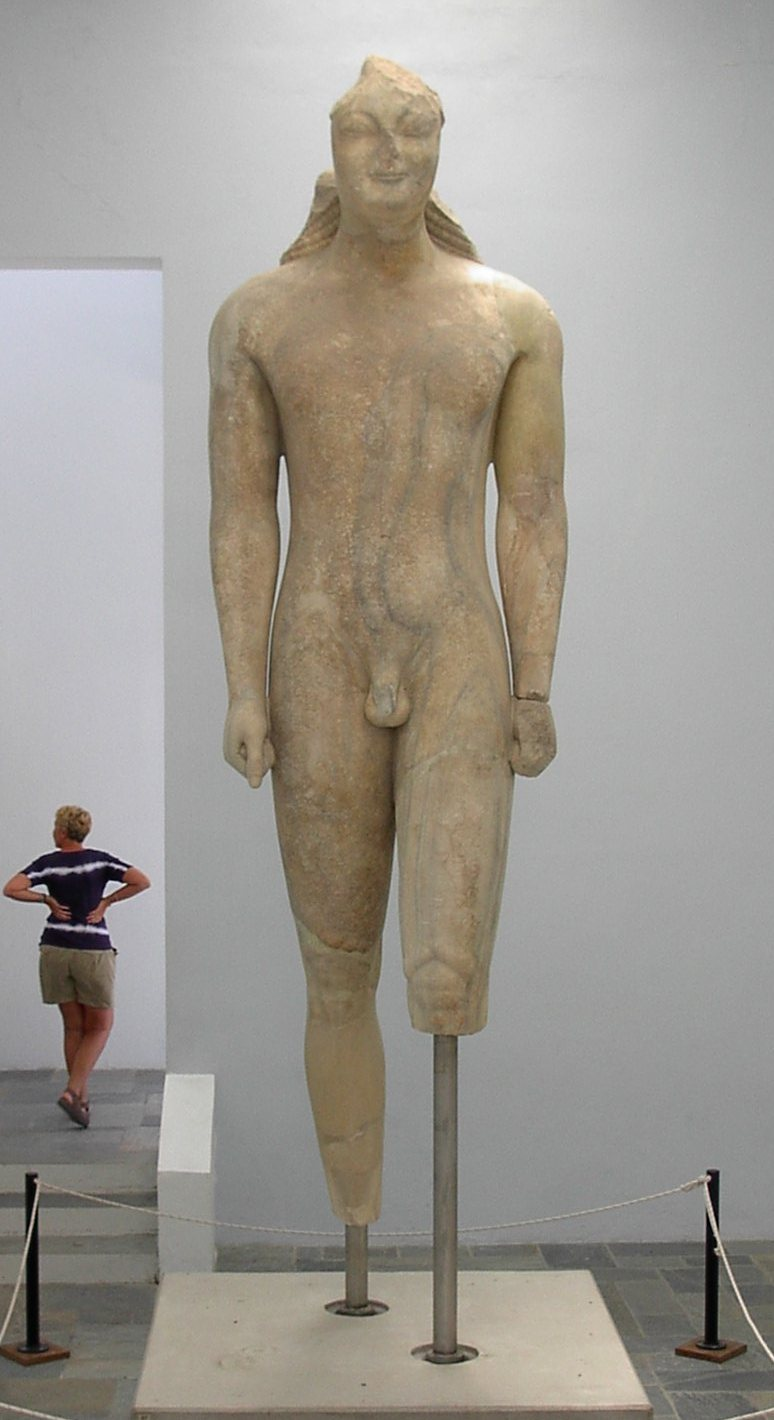
Kouros de Samos, v. 570. Marbre de Samos H. 4,75 m. MArch Vathy (Samos)

La technique de sculpture en tôles de bronze martelées sur une âme en bois, sphyrélaton, est apparue à la fin de l'époque géométrique et lors du passage à l'époque orientalisante. On en a conservé un exemple remarquable avec la triade de Dréros. Cette technique subsiste pendant toute l'époque archaïque, surtout, semble-t-il, en Ionie. La déesse ailée réalisée, apparemment, en Ionie, en serait un bon exemple. Plusieurs matériaux entraient dans la composition de ces sculptures, en particulier dans le traitement des yeux,, comme pour leur donner "vie".
À Samos plusieurs ensembles de statues ont été offerts à Héra par certains membres des élites. Au Louvre, la célèbre "korè" de Chéramyès, presque cylindrique est l'image d'une des filles de l'un d'entre eux. Un manteau de laine (himation) à larges plis transversaux recouvre la tunique en lin (chitôn) aux plis fins, verticaux. La position des bras semble une attitude conventionnelle qui se retrouvera sur les autres koraï. Le même plissé fin se retrouve sur une statue en marbre de Naxos, dans la nécropole de Théra. Ce qui semble prouver que le type samien est issu d'une modernisation d'un prototype créé à Naxos au dédalique final (subdédalique) et déjà en marbre.
Dans le sanctuaire d'Héra deux kouroi colossaux identiques ont été offerts à la déesse. L'un d'eux a été reconstitué après la découverte de fragments essentiels, le torse et le visage, en 1980 et 1984. L'offrande est celle d'un samien. L'option esthétique retenue par le commanditaire et le sculpteur diffère considérablement des choix effectués ailleurs, en Attique et à Argos. Les jointures sont soigneusement effacées, sauf aux genoux, et la musculature n'apparaît quasiment pas. Enfin la jambe gauche, qui avance, n'est pas parallèle à l'autre, au contraire, elle est tournée vers la droite. Ce refus du modèle athlétique est bien caractéristique des ateliers de Grèce de l'Est (Samos, Milet, Éphèse). Dans les formes douces et larges du visage la bouche souriante et les yeux semblent comme vigoureusement tracés.

#### Argos, 600-570

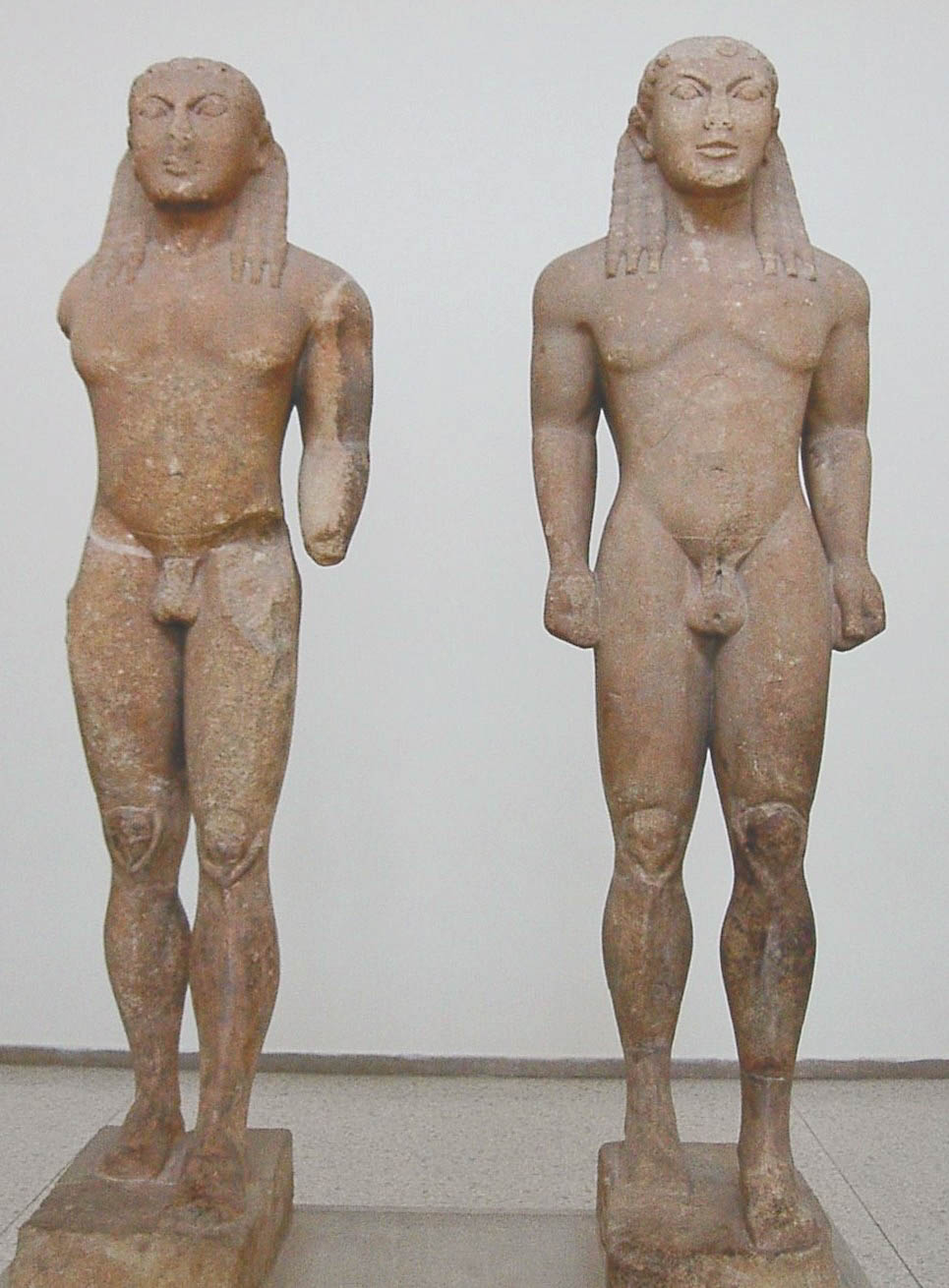
Cléobis et Biton, v. 580. Marbre de Naxos, sans la base 1,97 m. Style d'Argos. Musée archéologique de Delphes
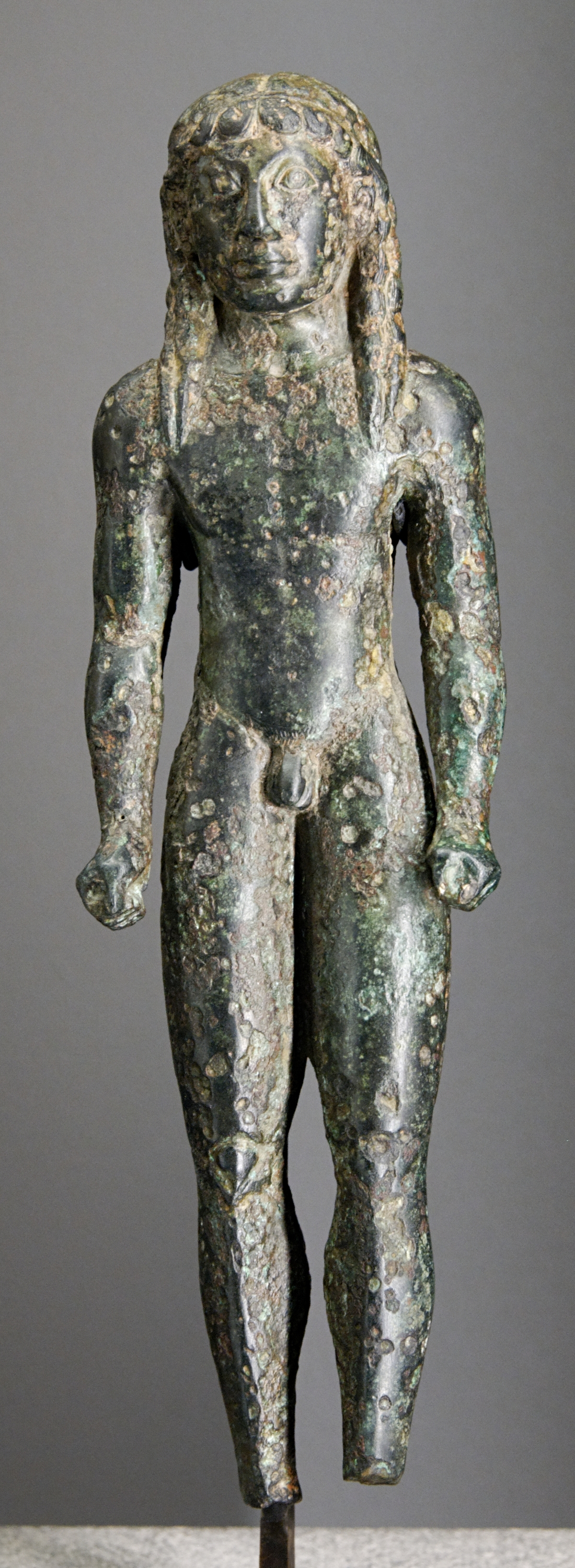
Statuette votive d'un sportif. Bronze, H. 17 cm. Style argien, v. 575-570. Louvre

Dans le sanctuaire d'Apollon d'Argos, les kouroï jumeaux (590-580) ont été identifiés, avec quelques doutes, à Cléobis et Biton, les fils d'une prêtresse d'Héra. La base des statues porte la signature d'un sculpteur d'Argos, [Poly ?]médès. Cet atelier de sculpture a néanmoins utilisé un marbre de Paros, ce qui semble indiquer la fin du monopole de Naxos dans la sculpture en marbre. Le format est toujours plus grand que nature (H. 1,97 m sans la base). Les corps, à la carrure massive et comme gonflée, semblent tendus dans un effort héroïque, en mouvement. Cette composition pourrait parfaitement convenir à une offrande célébrant le courage des deux frères en train de tirer le char de leur mère de la ville d'Argos au temple d'Héra, et qui en avaient été récompensés par la faveur divine d'un sommeil éternel (Hérodote I, 31).

#### Corinthe, 600-570

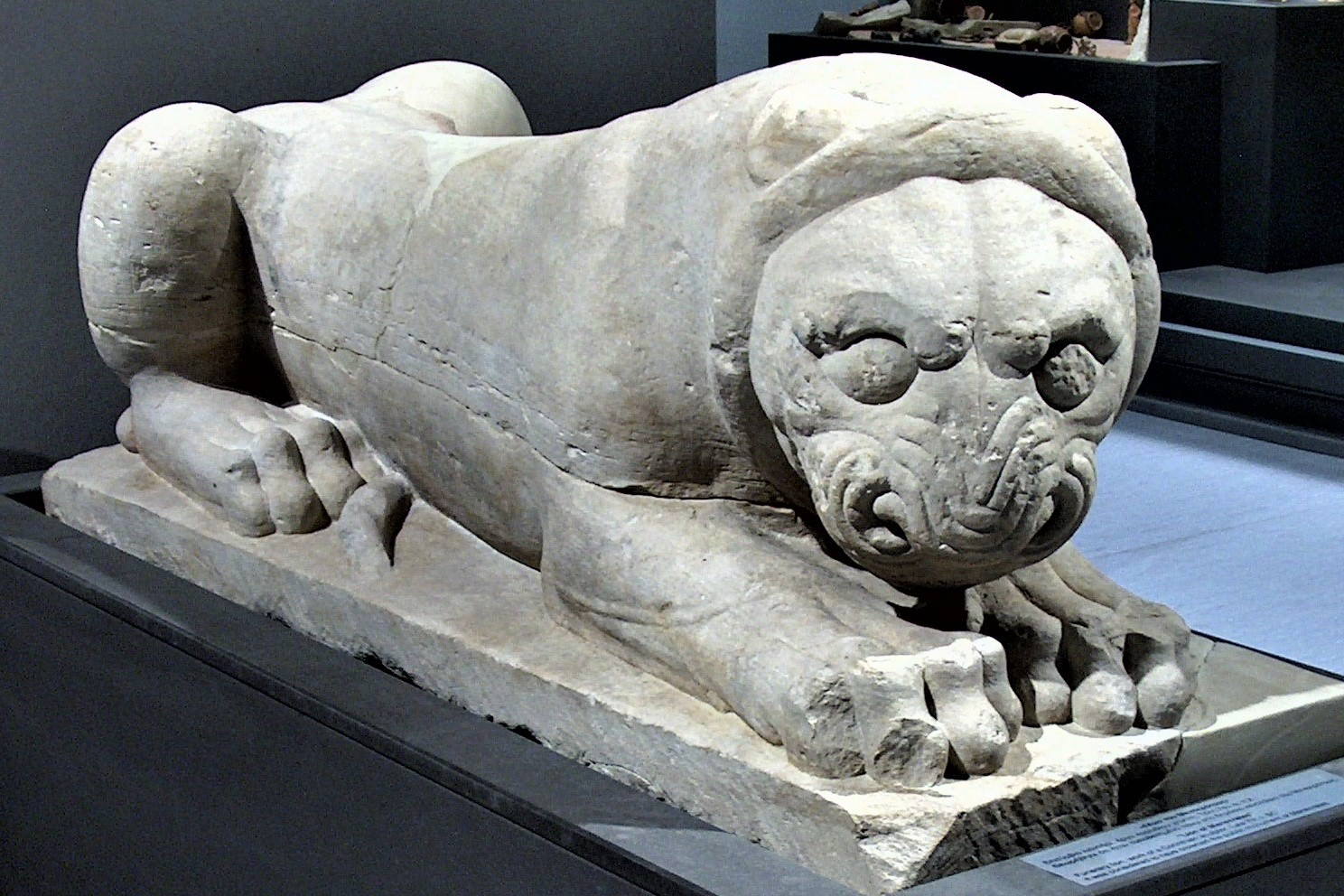
Lion, marqueur de tombe, du cénotaphe de Ménécratès, peu avant 600. Calcaire. Corfou (Corcyre), Colonie corinthienne. Musée de Corfou
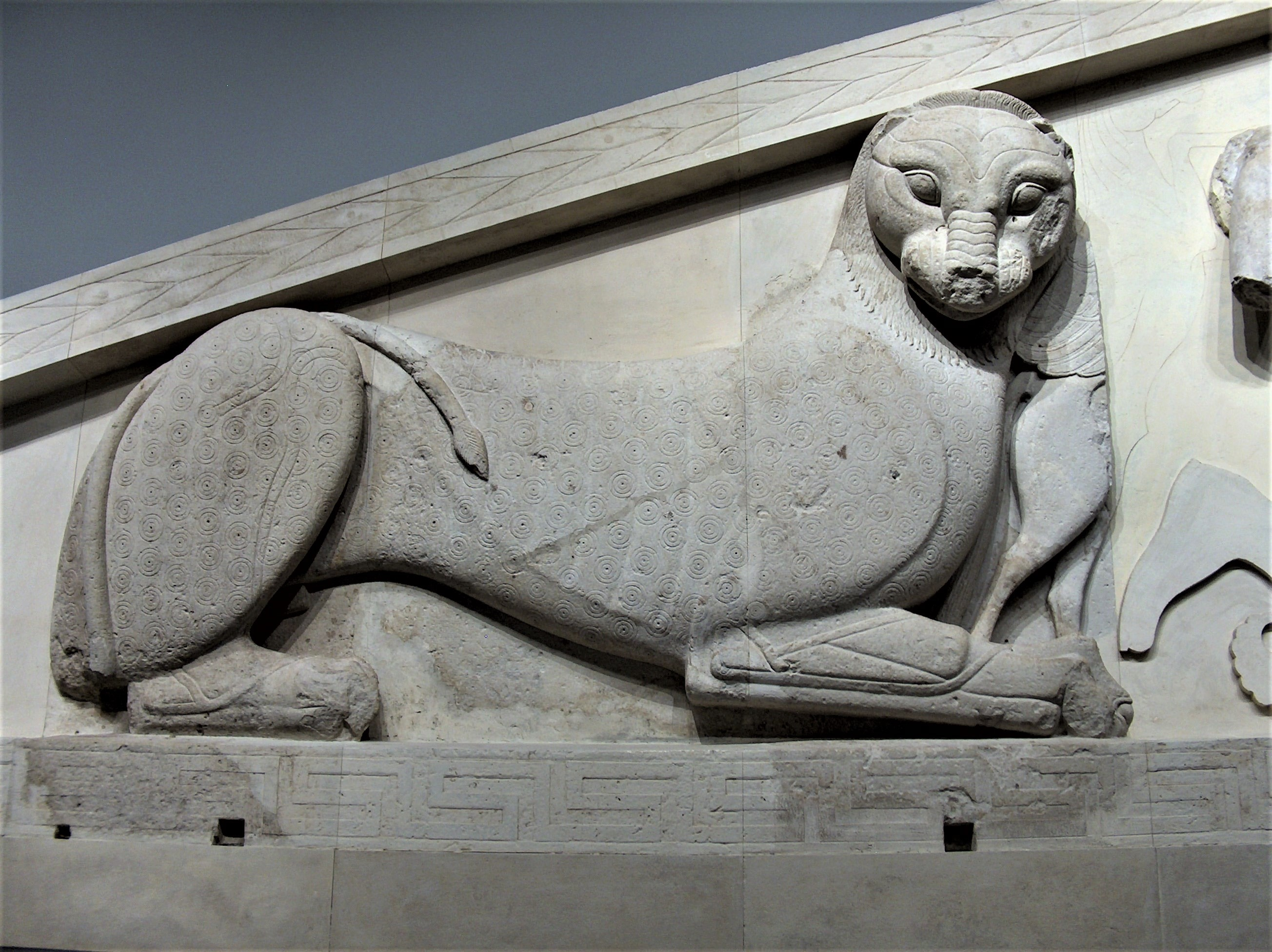
Panthère. Fronton. Temple d'Artémis, v.590-580. Corfou. Calcaire.
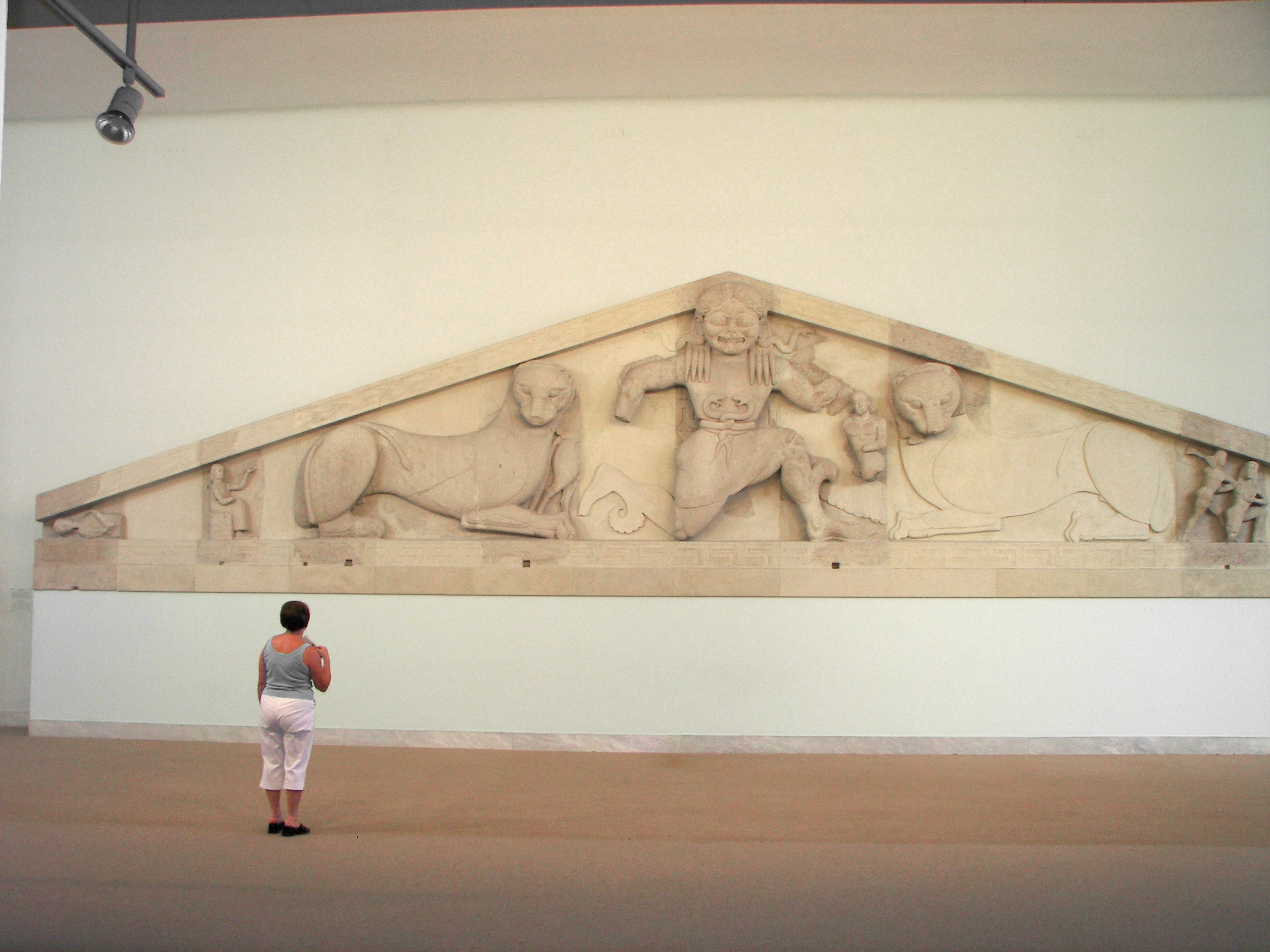
Fronton de la Gorgone. Temple d'Artémis, v.590-580. Corfou, conquise par Corinthe en 733. Calcaire. 22 × 3,15 m. Musée archéologique de Corfou
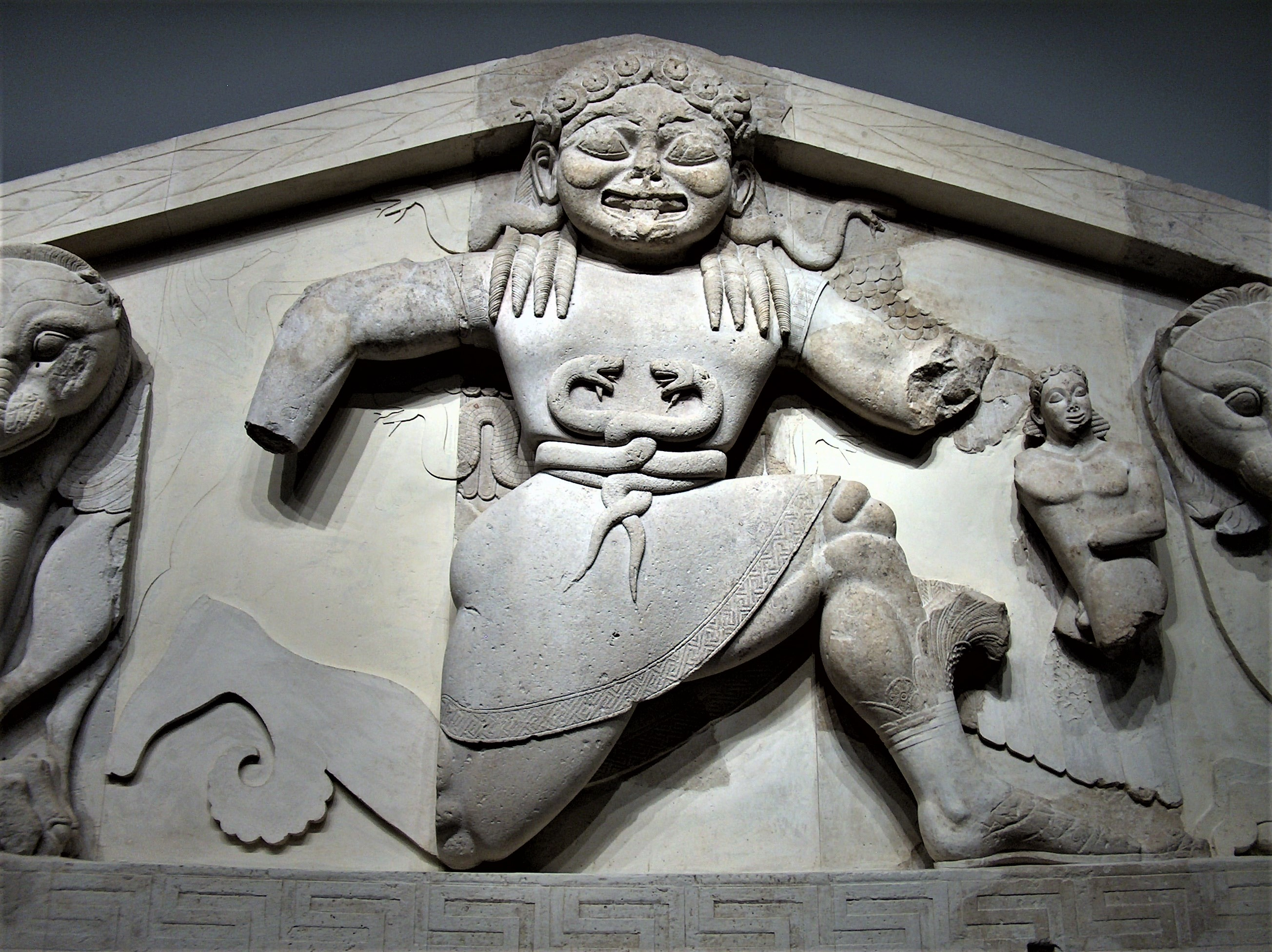
Gorgone du fronton du temple d'Artémis

Corinthe, l'un des plus importants centres d'art de l'époque archaïque s'était emparé de Corfou fondée par Érétrie. Selon Pindare (518-438) l'idée de décorer le fronton des temples serait d'ailleurs à l'initiative de Corinthe. Le centre du fronton ouest du temple d'Artémis à Corfou, vers 590, représente une Gorgone colossale (H : 2,79 m) dans la pose de la course, le corps étant de profil et la tête, au pouvoir médusant, bien de face. La présence de cette figure en tant que « Maîtresse des fauves », « Maîtresses des oiseaux », est proche en ce sens de la déesse Artémis, laquelle semble la forme grecque de la Potnia Theron de l'époque orientalisante.
Si le marbre s'est presque généralisé pour la ronde-bosse, les ensembles en pierre calcaire (porôs) et la terre cuite peinte resteront d'usage pour les décors architecturaux jusqu'à la fin du VIe siècle.
Par ailleurs, cette énumération de rondes-bosses en marbre ne doit pas faire oublier les autres formes et matériaux. Dans l'Antiquité, encore à l'époque de Pausanias, au IIe siècle de notre ère, Corinthe était évoquée en raison d'un coffre très célèbre, en cèdre avec des figures appliquées en ivoire et en or, dans lequel un nourrisson - futur premier tyran de Corinthe - avait été caché, le petit Cypsélos. Offrande des Cypsélides au sanctuaire d'Olympie, le coffre était couvert d'inscriptions, et c'est l'auteur de ces inscriptions que la tradition avait retenu et non l'auteur des reliefs. Cette famille y avait aussi déposé un grand Zeus en sphyrélaton d'or martelé.

## Autour de 570-530

### Généralités
|  |  |  |

À l'époque archaïque, la sculpture qui est actuellement connue servait principalement à orner les sanctuaires ou à commémorer les morts. On prend aujourd'hui en compte autant les statues que la petite plastique (les petites sculptures quel qu'en soit le matériau) et même dans un état très fragmentaire, comme à Delphes. Les décors architecturaux ont été sculptés le plus souvent dans le calcaire mais aussi modelés en terre cuite, et enfin réalisés en marbre. Ils étaient généralement peints.
La sculpture du milieu du siècle s'est développée principalement dans deux cités sous le contrôle de tyrans :
- le sanctuaire d'Héra à Samos ; Samos (Grèce orientale) où régnait le tyran Polycrate.
- à Athènes, où l'Acropole prit une place importante durant le VIe siècle av. J.-C. Le tyran Pisistrate y régna avec ses fils de 560 à 510 et dota l'Acropole de monuments et de nombreuses statues (surtout après la mort du père en 527). En 480 les Perses détruisirent l'Acropole : les Athéniens eurent l'heureuse idée d'ensevelir les statues brisées (la profusion de statues réalisées en Attique peut nous induire en erreur sur la place de l'Attique au cours de cette période).

Les diverses formes d'art grec ont, en général, intégré les références orientales au cours de l'époque orientalisante, au siècle précédent.
La diaspora des artistes de Grèce orientale est très importante pour le développement de la statuaire en Grèce continentale : les Grecs orientaux fuient progressivement les côtes ioniennes sous les invasions des Lydiens (sous le règne de Crésus, r. 561-547) puis des Perses (entre autres Cyrus le Grand, r. 559-530; Cambyse II, r. 529-522; Darius Ier, r. 522-486; Xerxès Ier, r. 486-465).

#### LeKouros
La signification du kouros reste une énigme. La fonction d'un kouros est impossible à déterminer hors de son contexte, et ce contexte est assez varié. Francis Prost (2019) relève trois fonctions principales : il est rarement attesté comme statue de culte, plus surement il s'agit d'une offrande consacrée à une divinité masculine (Apollon, et plus rarement un héros), enfin c'est aussi le marqueur d'une tombe. Deux d'entre eux sont clairement indiqués comme ayant été placés sur une tombe pour en indiquer l'emplacement. L'un provient d'Anavyssos, l'effigie de Croïssos, et l'autre dans la Mésogée, en Attique est l'effigie d'Aristodicos. Leur nudité héroïque et idéalisée semble rappeler au passant de se souvenir du défunt.
Si le type du kouros continue à dominer la sculpture grecque, les sculpteurs de cette époque ont, chaque fois, des approches isolées pour approcher la transcription dans la pierre de l'anatomie, bien avant que cette discipline n'existe sous sa première forme avec Hippocrate, au Ve siècle. Le classement des sculptures le long d'une soi-disant ligne évolutive est aujourd'hui abandonnée car elle est bien trop schématique : « le caractère arbitraire et naïf » de la chronologie de Gisela Richter a été depuis longtemps critiquée par les spécialistes.
Le sourire archaïque du kouros et de la korè pourrait les rapprocher du monde des dieux et déesses qui sont supposés profiter d'une existence bienheureuse. Ce sourire qui apparaît dès l'origine, pourrait avoir été inspiré par la mode qui donnait un léger sourire aux statues égyptiennes de la XXVIe dynastie (664-525).

#### LaKorè
Les korai sont très rarement associées aux commémorations funéraires, elles ne sont pas non plus la représentation d'une déesse, elles manifestent plutôt le service rendu à la déesse et sont alors disposées dans le sanctuaire. Elles ne représentent pas la personne qui aurait dédié la statue à une déesse - la dédicante - puisque des hommes ont pu les avoir consacrées. En l'état actuel de nos connaissances leur signification exacte reste une énigme. Elles tiennent, plutôt en contexte funéraire, une colombe ou une grenade. Le traitement des drapés est significatif d'une richesse des commanditaires : le tissu est un produit couteux, il nécessite une série d'opérations très longues et une surface d'autant plus grande qu'il est plissé. D'autre part il est également souvent brodé (les traces des broderies de couleur se retrouvent sur les marbres). Le vêtement est ainsi conçu comme une parure qui s'offre à tous les raffinements et qui distingue les sculptures les unes des autres. Sur le continent, les korai portent la tunique rigide, le peplos, ceinturé à la taille et retenu à l'épaule, à gauche et à droite, par une broche. À Samos, elles portent parfois une large étoffe qui recouvre une grande partie du corps et de la tête, l'épibléma. Mais à la fin de la période archaïque, en Grèce de l'Est, les korai portent le chiton, une sorte de châle drapé ou enroulé sur l'épaule et présentant des plis obliques, qui contrastent avec les plis verticaux des deux autres vêtements. C'est un vêtement plus souple que les autres et qui manifeste le luxe d'une grande surface de tissu, un jeu de plis très fins en cascades et bouffant à la taille, avec ses larges broderies de couleurs vives. Souvent un manteau, drapé obliquement et coloré, ajoutait de nouveaux effets à la composition.

### Grèce de l'Est, 570-530

570-550
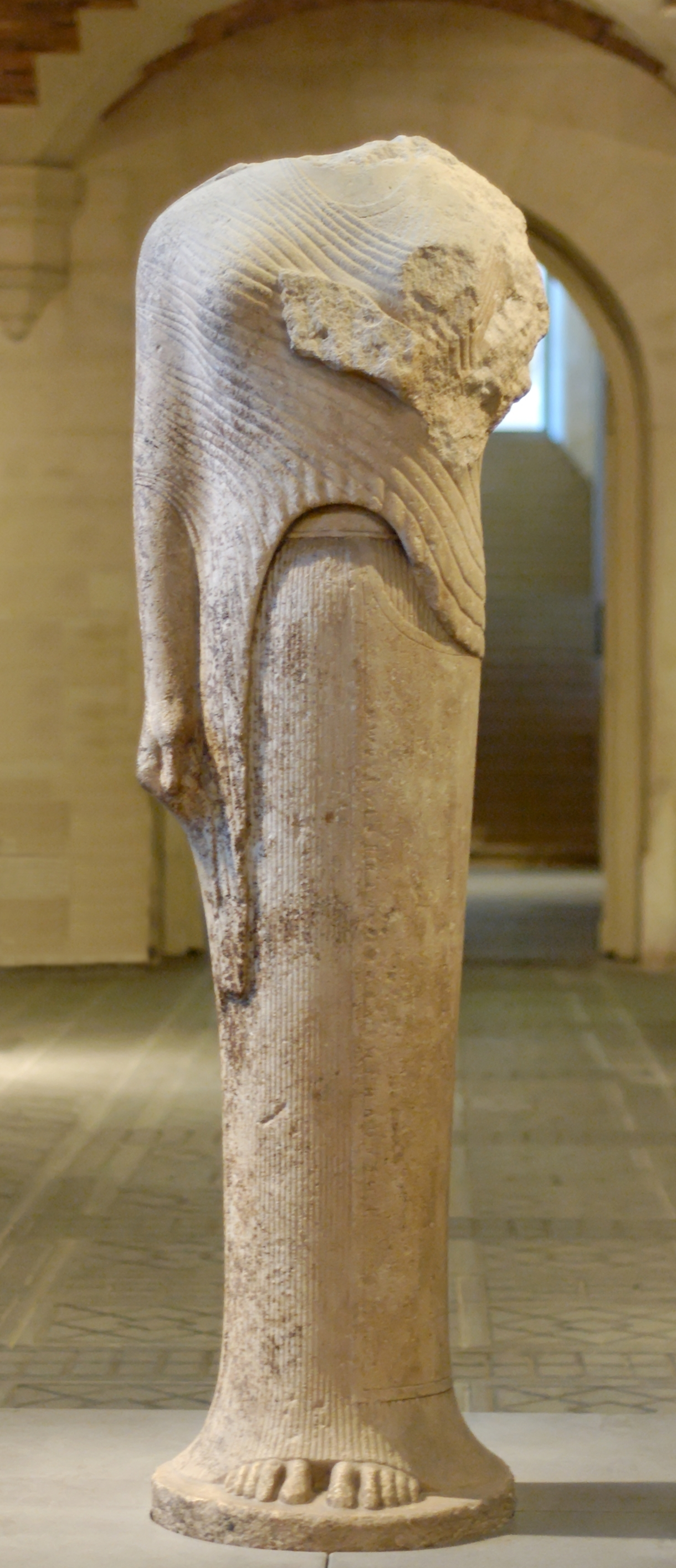
Korè de Chéramyès. Sanctuaire de l'Héraion de Samos. v. 570-560. Marbre de Samos, H. 1,92 m[80]. Louvre
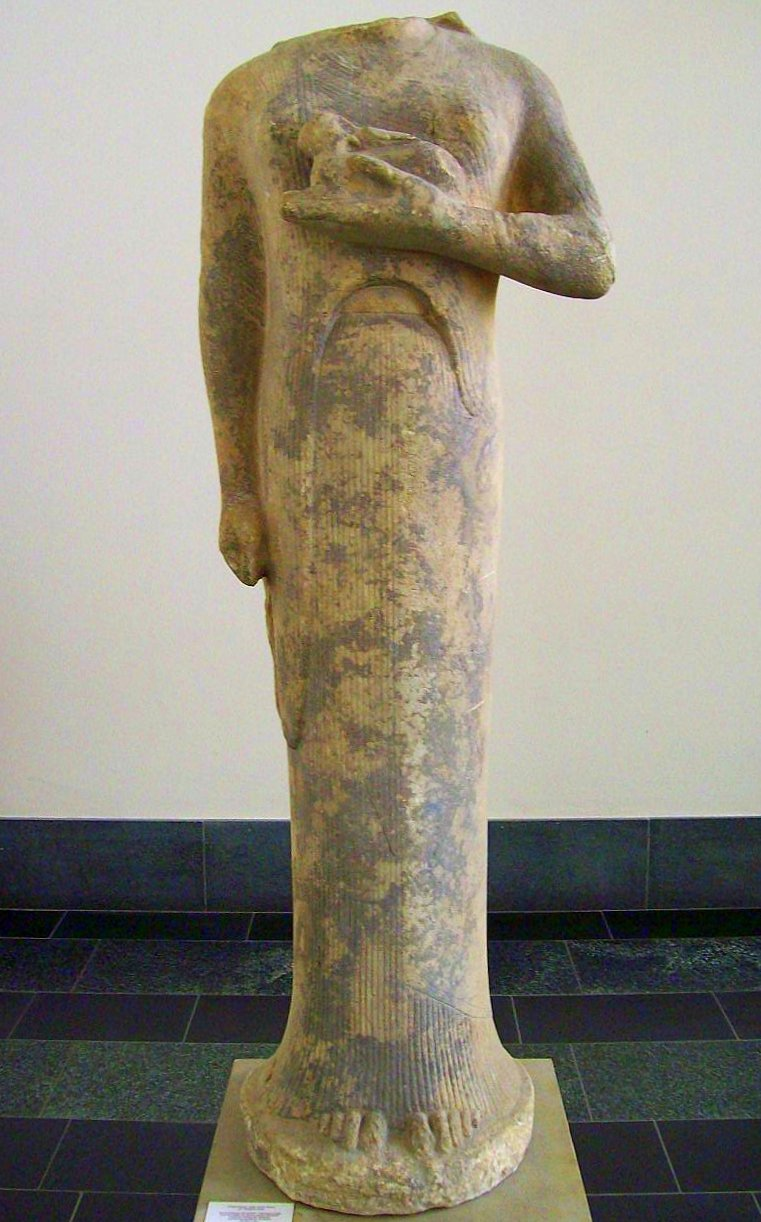
Korè portant un lapin, offrande à Aphrodite. de l'Héraion de Samos, v. 560. Musée de Pergame
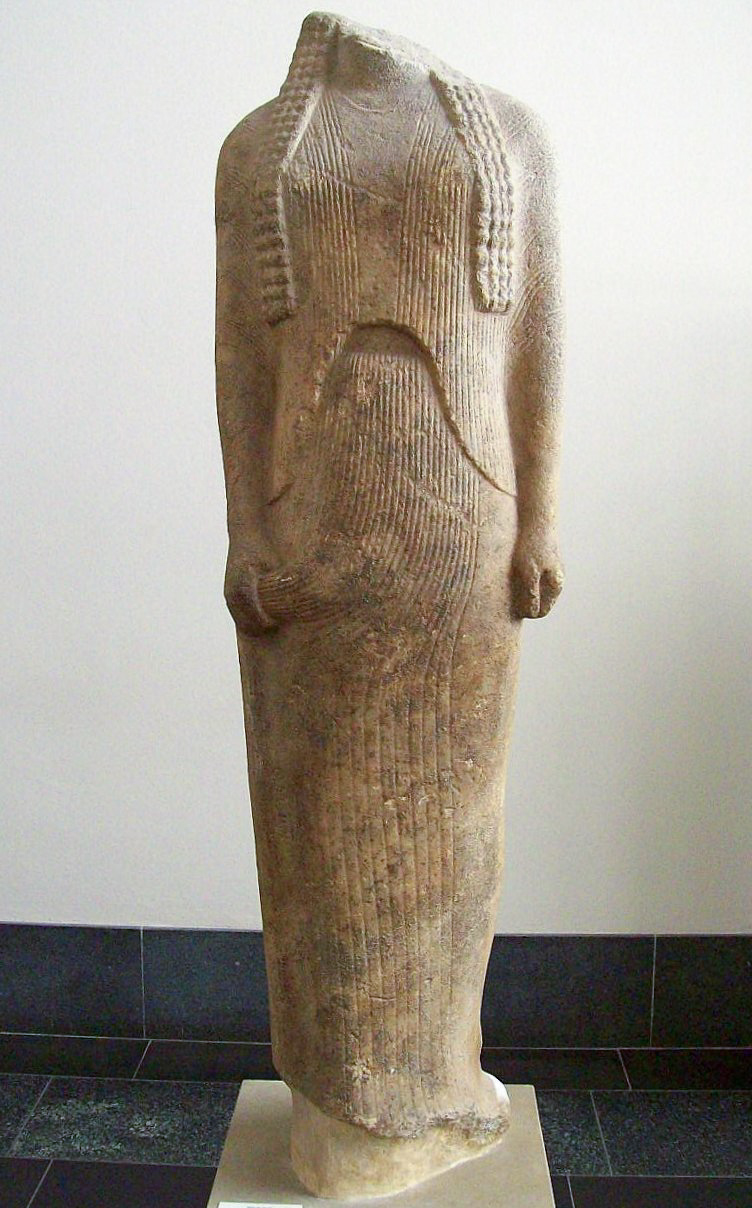
"Ornithe" (H. 1,68 m.), korè d'un groupe de six statues du sculpteur Généléos. Allée de l'Héraion de Samos. 560-550. Musée de Pergame
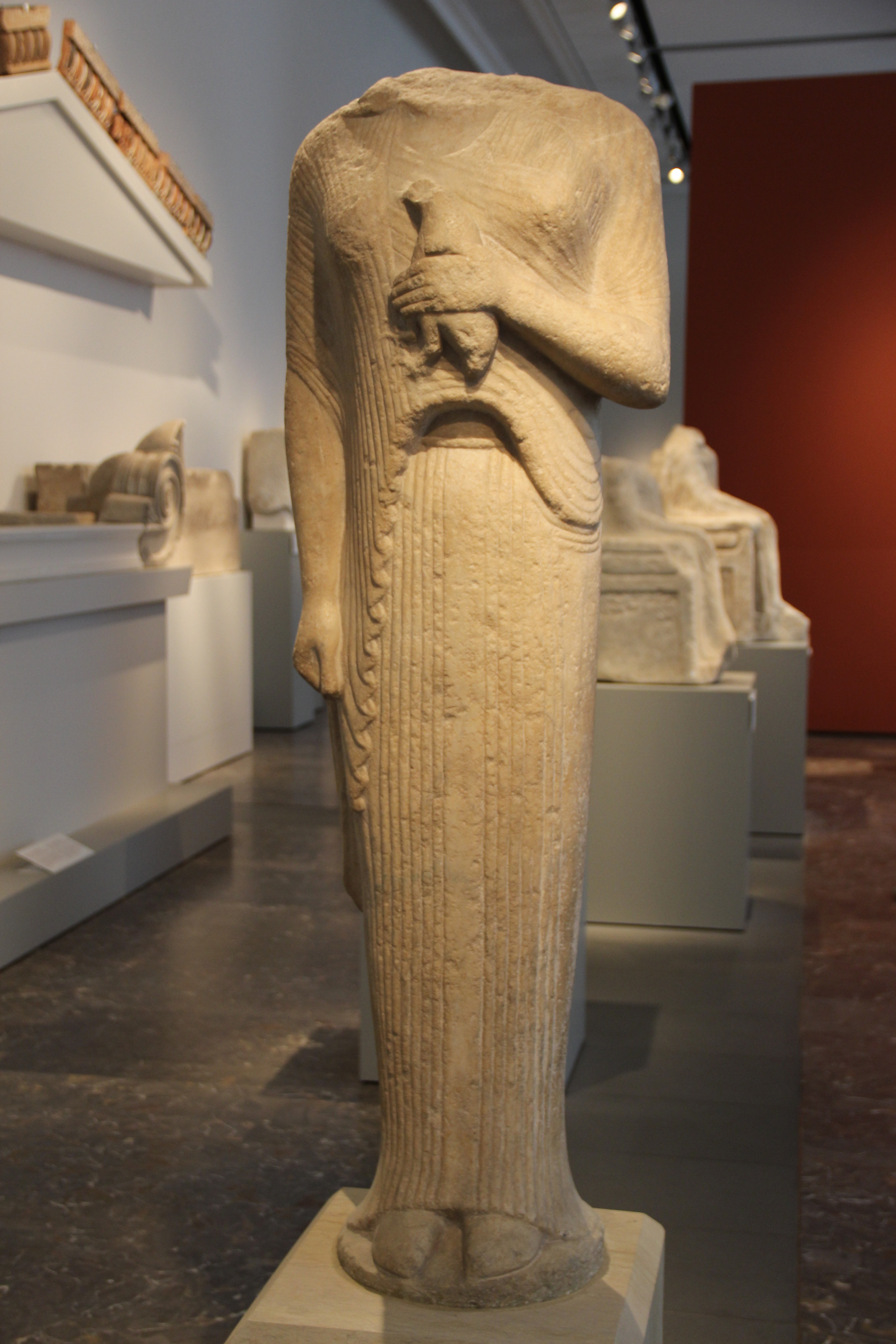
Korè dédiée à Artémis, tenant une perdrix; v. 570-550. Trouvée à Milet. Marbre, H. 1,43 m. Altes Museum

La korè du Louvre porte une inscription qui précise qu'elle a été offerte par un certain Chéramyès à Héra. Elle a, en effet, été découverte à 10 m de l'angle N-O du temple d'Héra à Samos. Une statue jumelle a été trouvée à proximité en 1984 avec une inscription identique. Le même dédicant a aussi offert un kouros, qui était placé sur le côté de la voie sacrée, entre le sanctuaire et la ville. Il avait aussi dédié une autre korè, plus petite et portant un lièvre (Berlin Sk 1750). Les sculpteurs de Samos travaillent alors dans le cadre des rivalités entre élites, avant l'arrivée au pouvoir du tyran Polycrate. Les korai de Samos se distinguent par une verticalité rigoureuse, renforcée par les plis du tissu et son "tombé" jusqu'aux pieds, en un cercle parfait. Ce choix tranche avec ce qui se fait alors à Milet et Naxos, mais il sera adopté par les ateliers de ces deux îles, peu après.

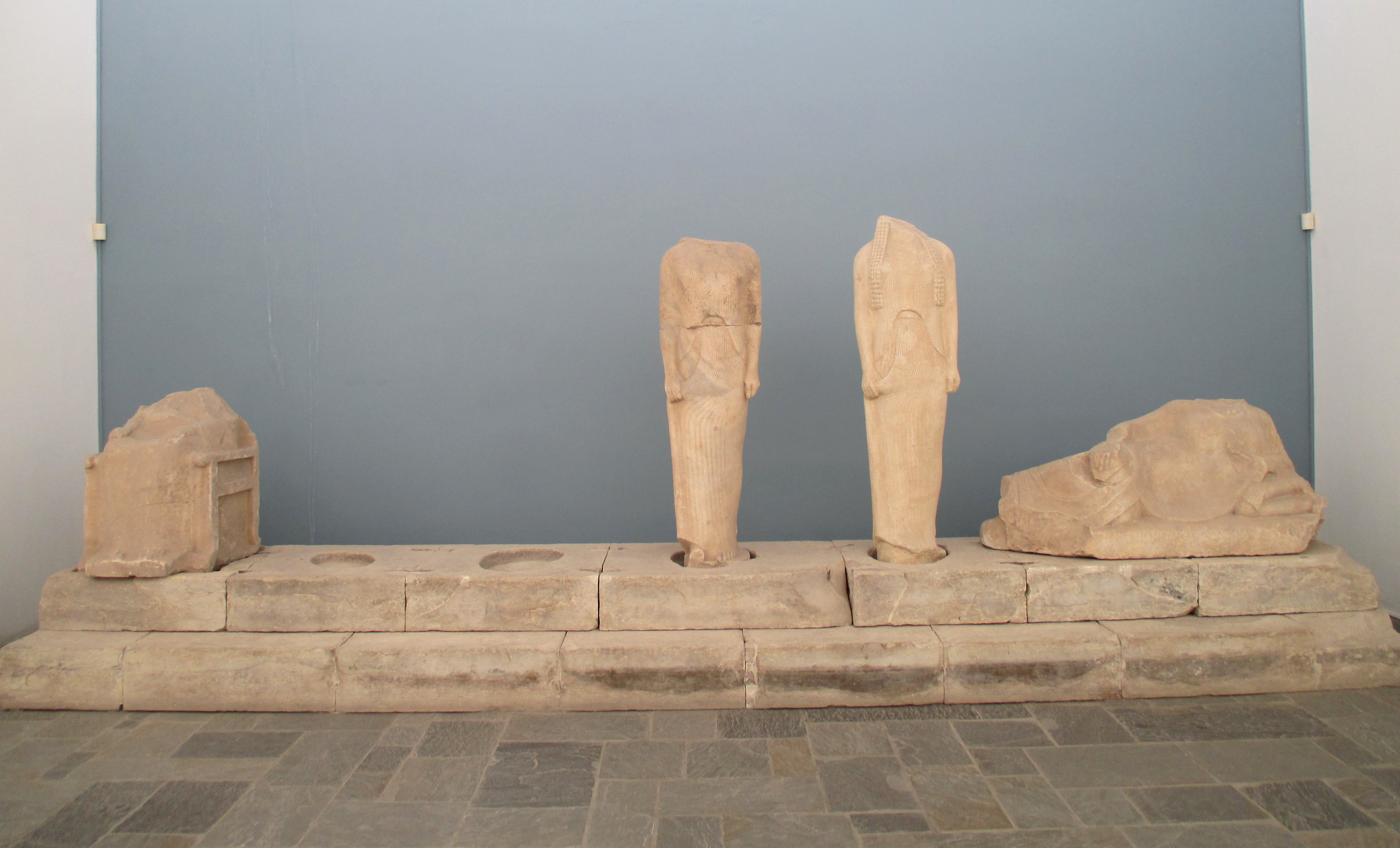
Le "Groupe de Généléos", Héraion de Samos (Ornithè: copie). 560-550. L. de la base: 6.08 m. MNArch Samos

Le groupe sculpté par Généléos (six sculptures) a été dédié, lui aussi, à Héra. Une figure est encore assise à gauche, et une autre, le dédicant, allongé à droite. L'ensemble comprenait quatre autres figures : un enfant et trois sœurs (dont deux absentes au musée de Samos). L'aspect général des figures est caractérisé par une extrême douceur, effet général que l'on rencontre dans la sculpture ionienne du VIe siècle. Les figures assises étaient un motif récurrent depuis longtemps dans la région, on retrouve la trace d'une cinquantaine d'entre elles en bordure de la voie sacrée menant au temple d'Apollon à Didymes, près de Milet. L'une des korai préservée est conservée à Berlin.

560-525
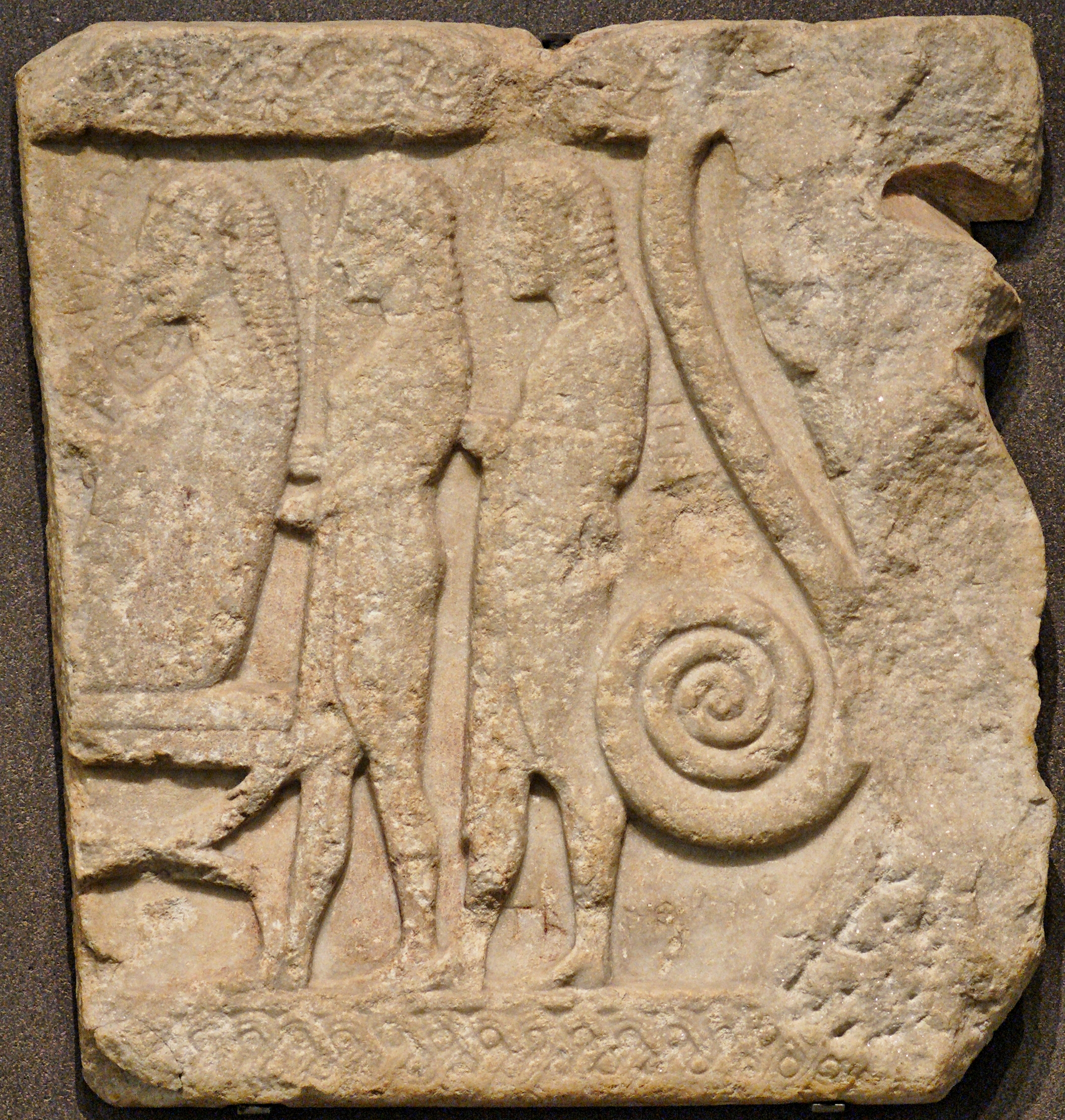
De g. à d.: Agamemnon, Talthybios et Épéios: inscriptions en alphabet ionien. Bas-relief, v. 560. Marbre, H. 48 cm. Prov.: Samothrace (Colonie de Samos). Louvre
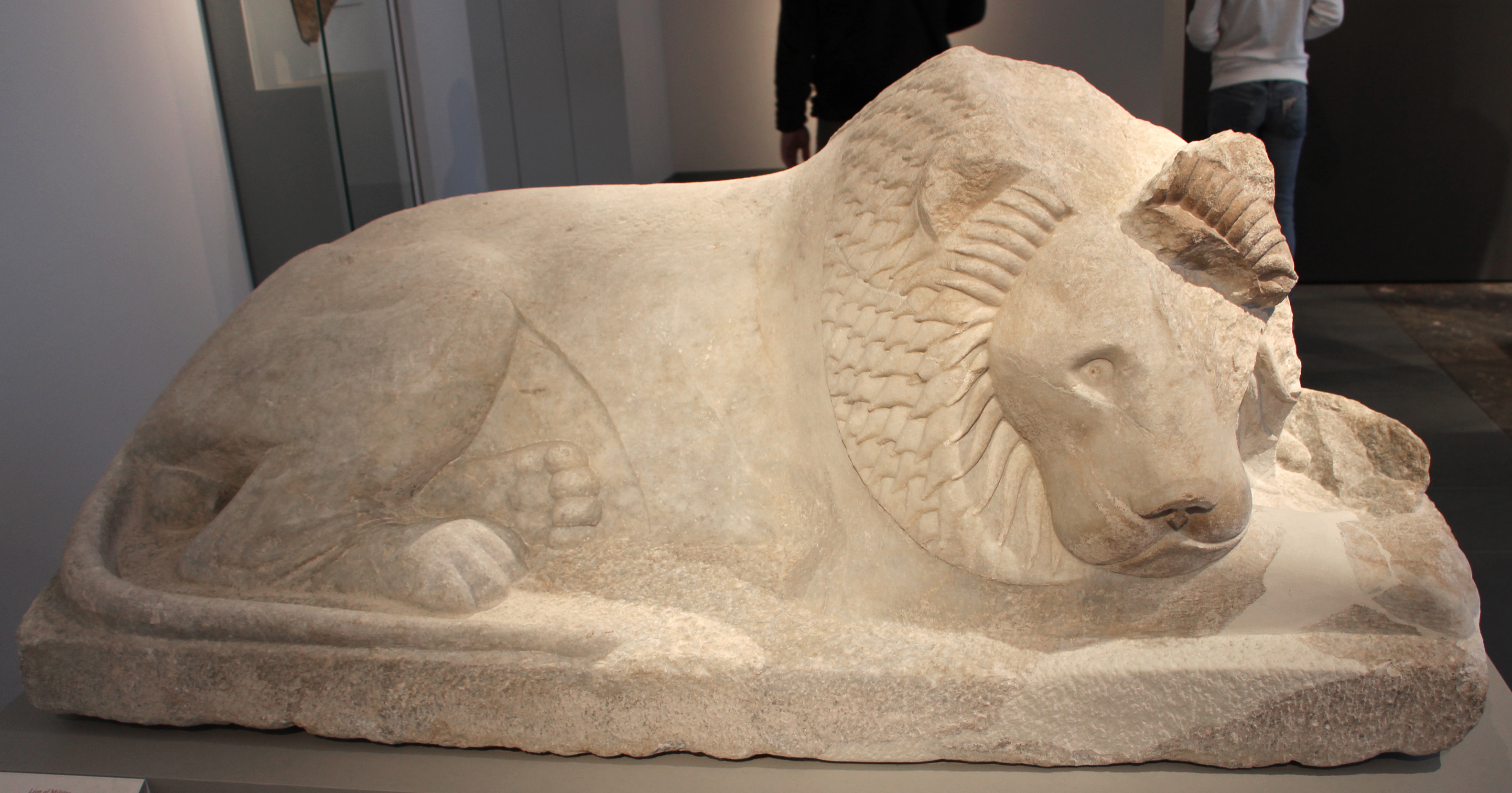
Lion de Milet, v. 560-550. Altes Museum, Antikensammlung Berlin
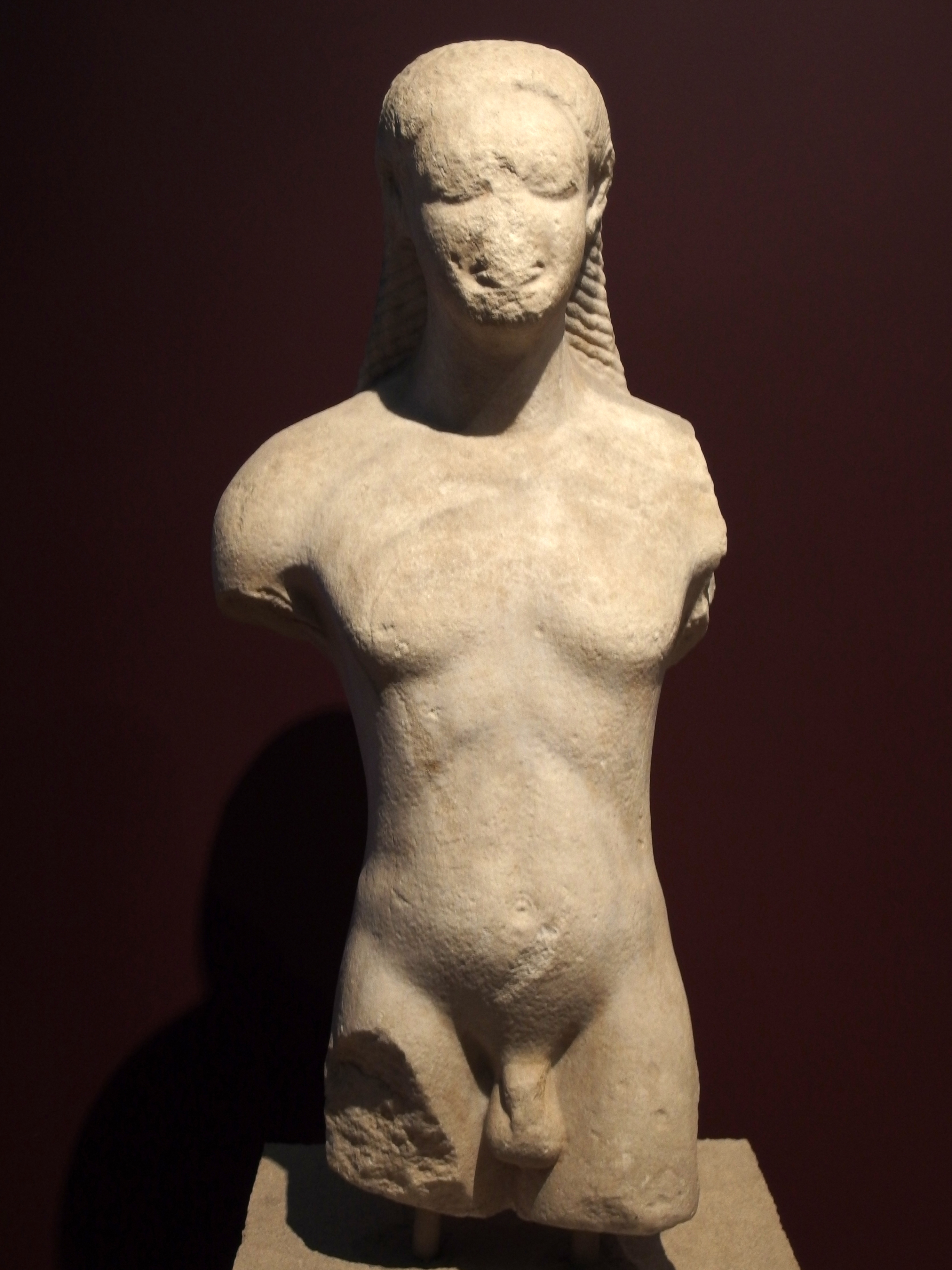
Kouros de Cyzique, milieu du VIe siècle. Musée archéologique d'Istanbul
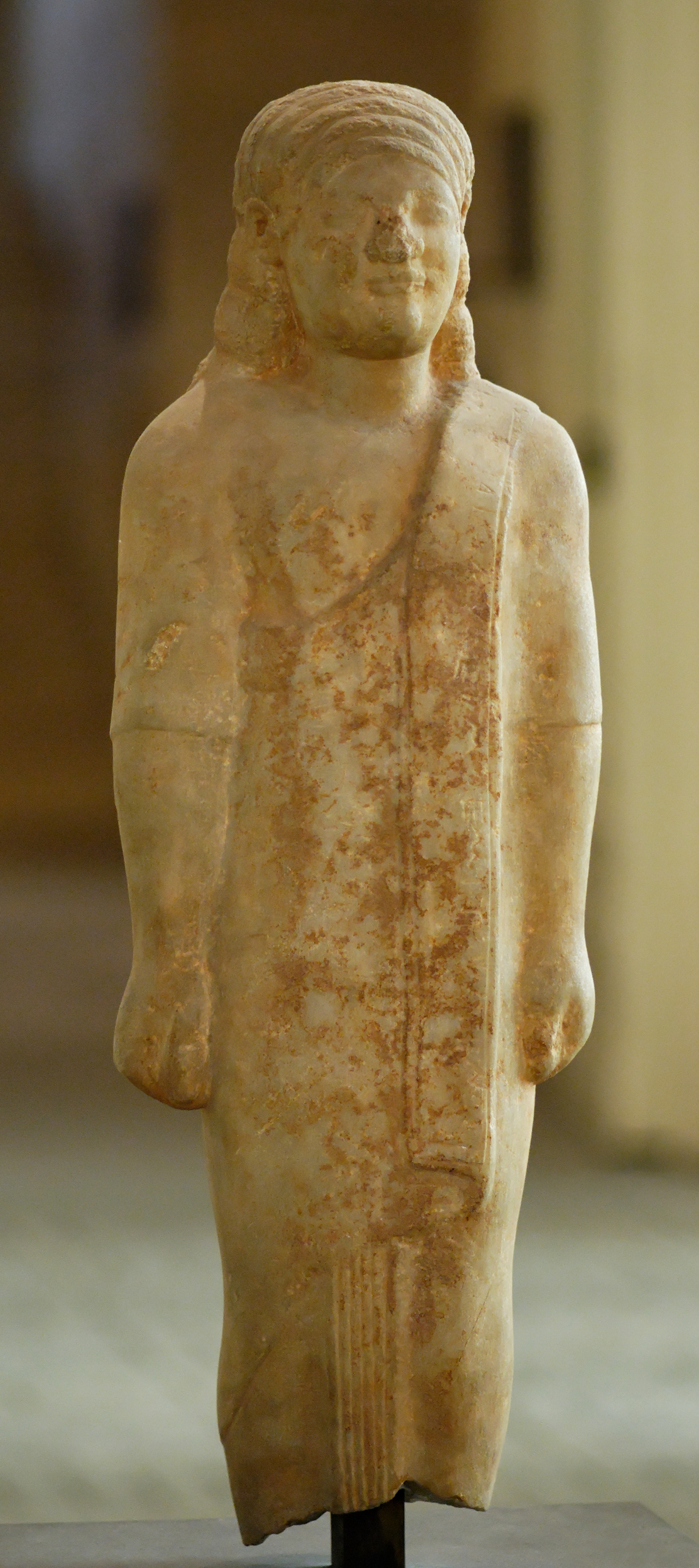
Statue de Dionysermos. Ionie, région de Samos, 550-525. Marbre, H. 69 cm. Louvre
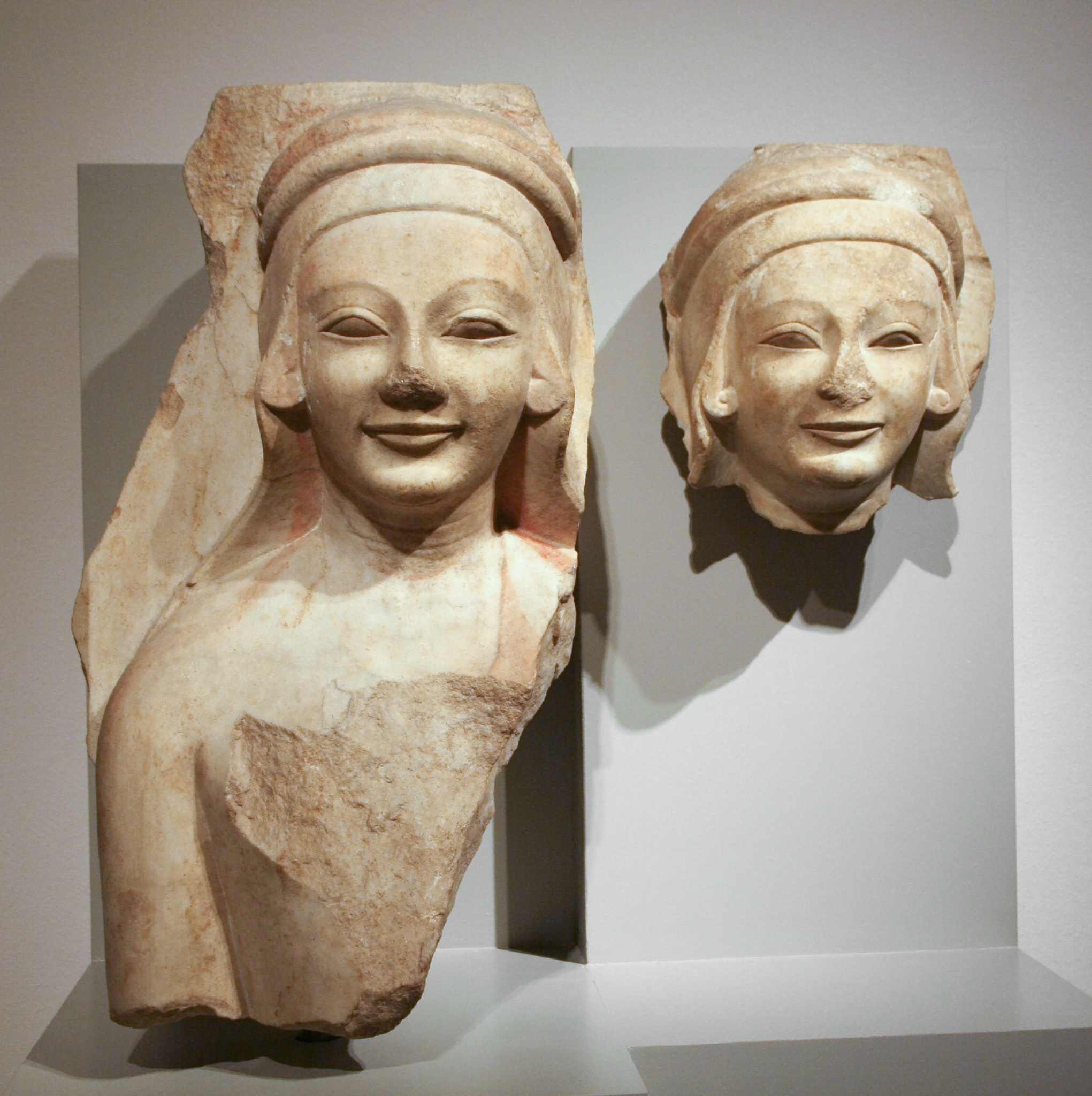
Danseuses, décor de colonne. Art ionien, 550-525 AEC. Marbre, H. max. conservée: 56 cm. Temple d'Apollon à Didymes, Asie Mineure. Altes Museum

### Cyclades, 570-530
Après 550, Paros présente des solutions plus naturalistes dans la représentation tridimensionnelle du corps humain, plus que Naxos qui avait occupé une place similaire au cours de la première moitié du VIe siècle. C'est, pour l'île, une manière de se distinguer des autres centres et des cités correspondantes. Claude Rolley rapproche le kouros de Ténéa (près de Corinthe) et le kouros de Milos qui présentent, tous deux, un traitement de surface très souple et des formes qui ne sont que partiellement contraintes par l'observation de la réalité ; les formes proviennent, apparemment, de choix stylistiques.
Quant au kouros votif, en marbre de Naxos, il provient du mont Ptoon, au nord-est de la Béotie. Il est daté vers 550 AEC, et a été trouvé en 1885 dans le sanctuaire d'Apollon. Ses cheveux, attachés avec un ruban, pendent derrière son dos et reposent en petites boucles sur son front. C'est une œuvre aux fortes influences insulaires, plus précisément des ateliers de Milos. 

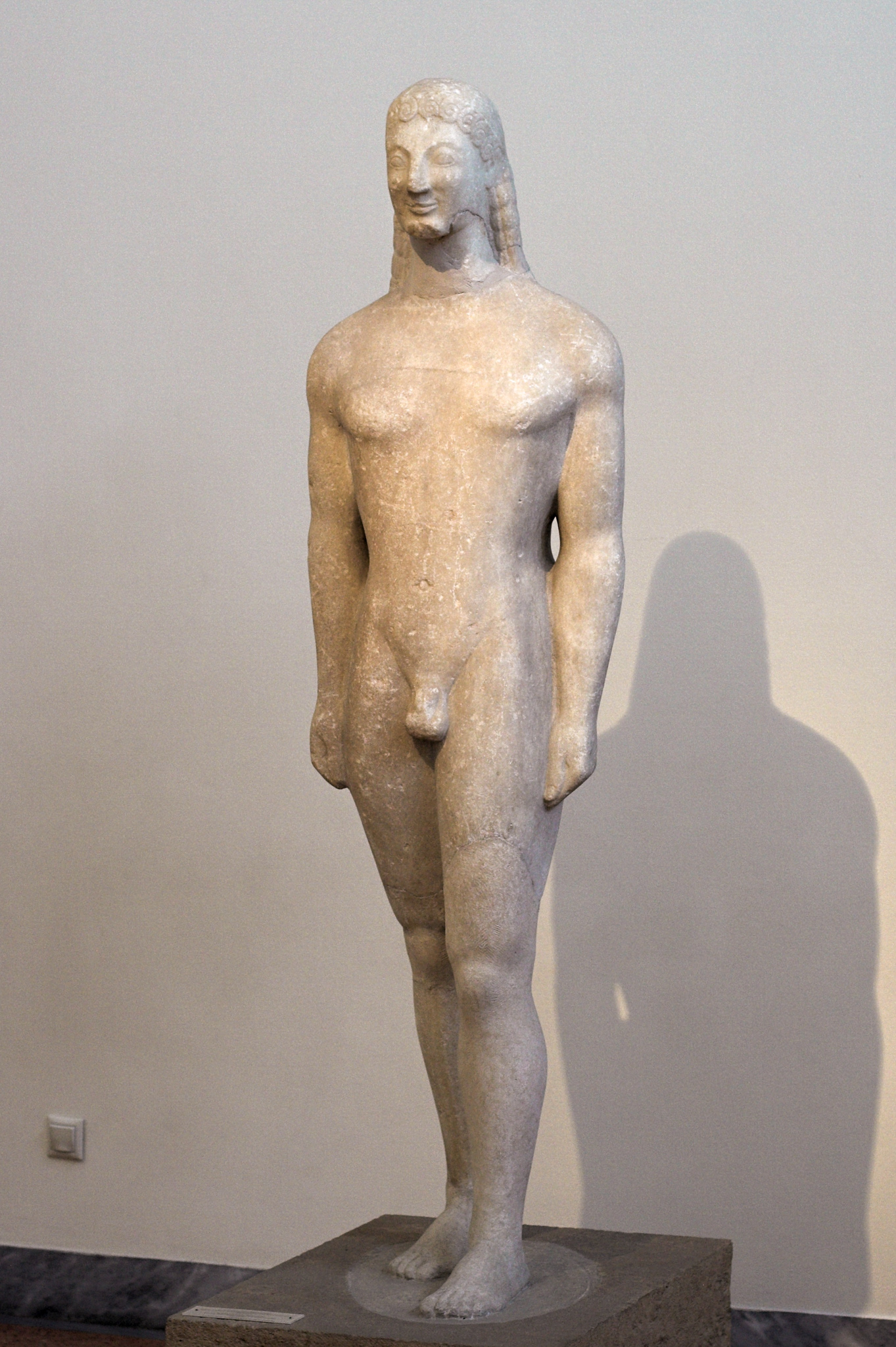
« Kouros de Théra », v. 570-560. Marbre de Naxos. H. 1,24 m complété: jambes-pieds[88] MNArch Athènes
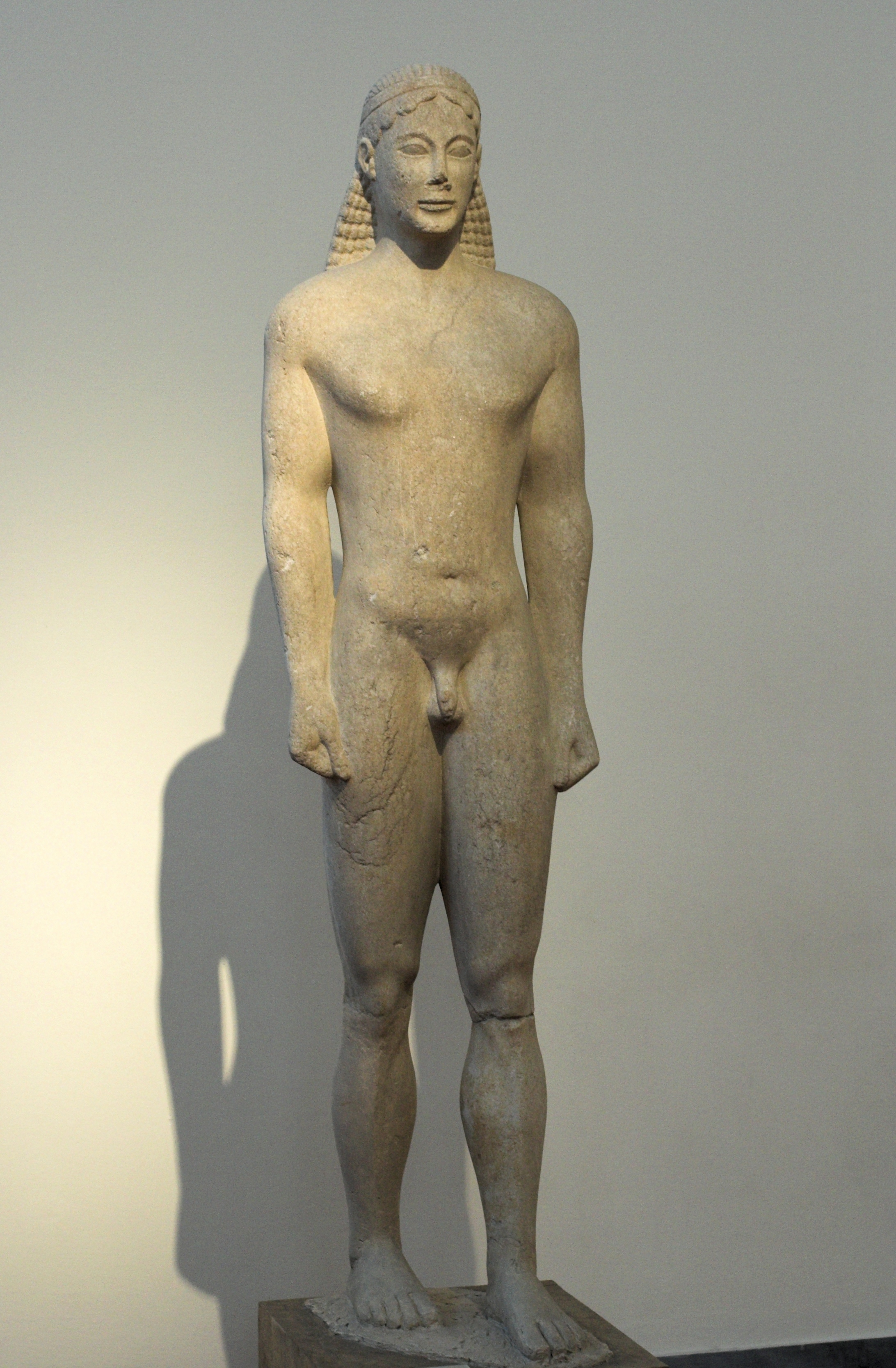
Kouros votif découvert à Ptoon, Béotie. v. 550. Marbre H. 1,30 cm. Influences méliennes. MNArch Athènes
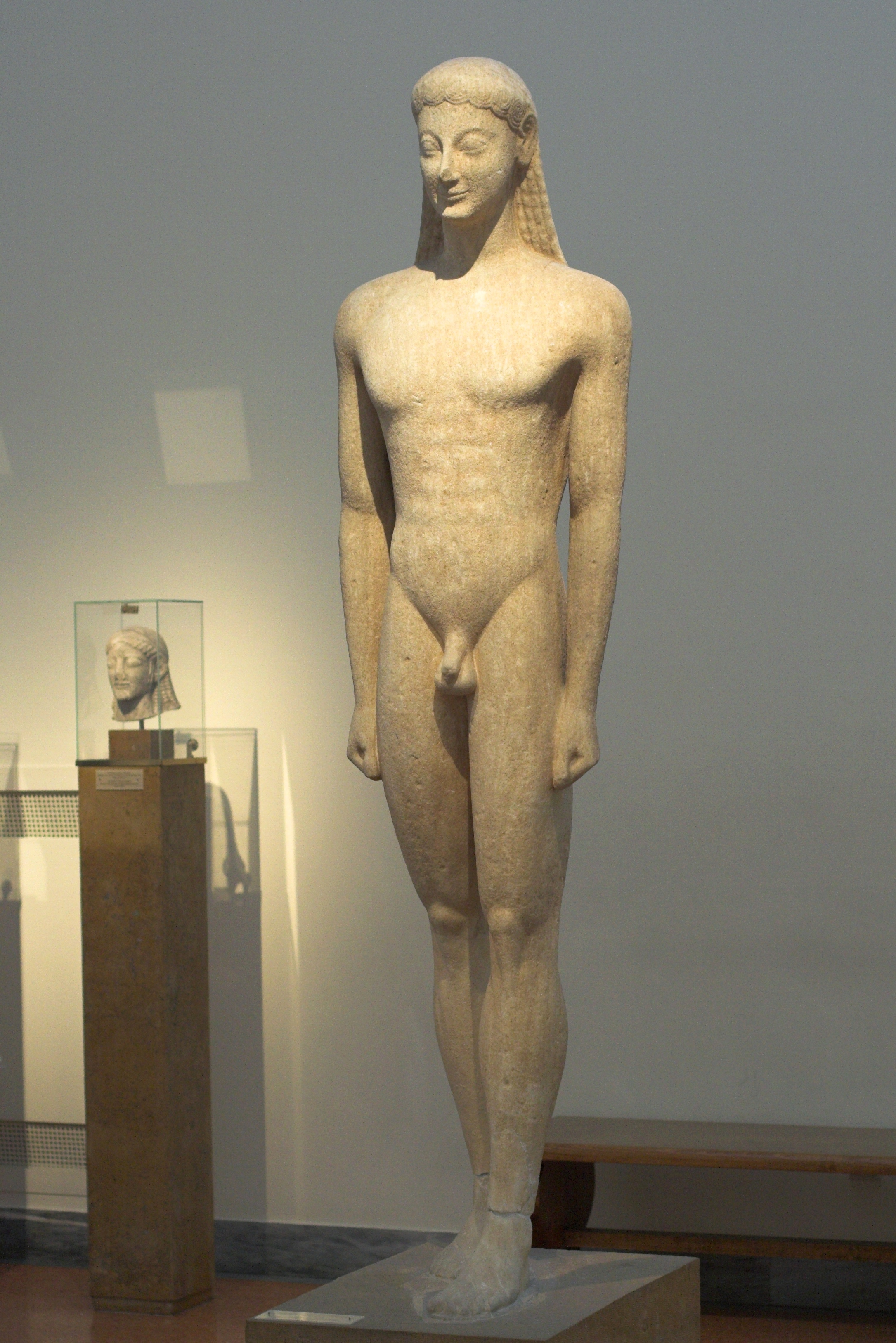
Kouros de Milos. Monument funéraire. H. 2,14 m. Marbre de Naxos. Vers 540. Musée national archéologique d'Athènes
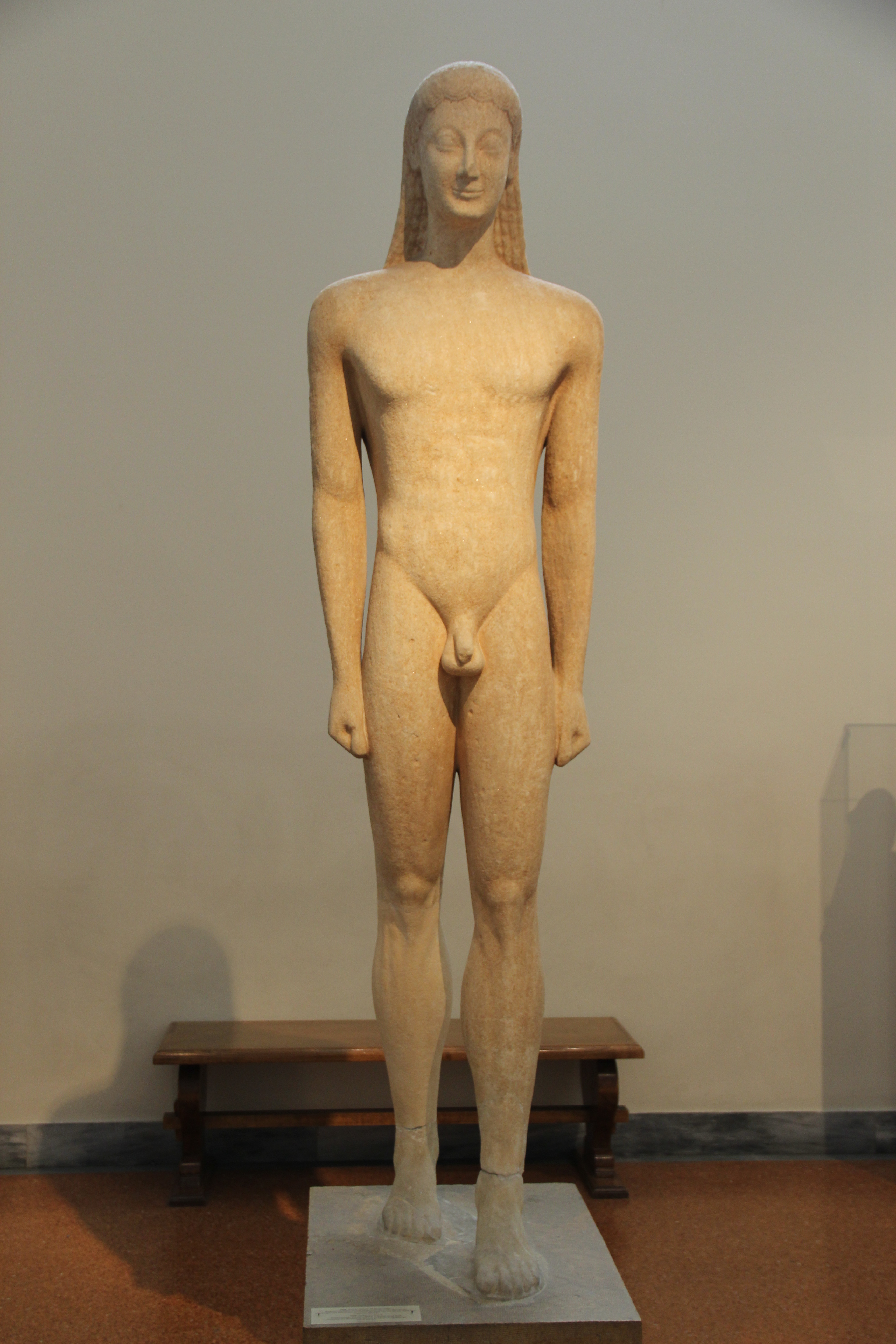
Idem
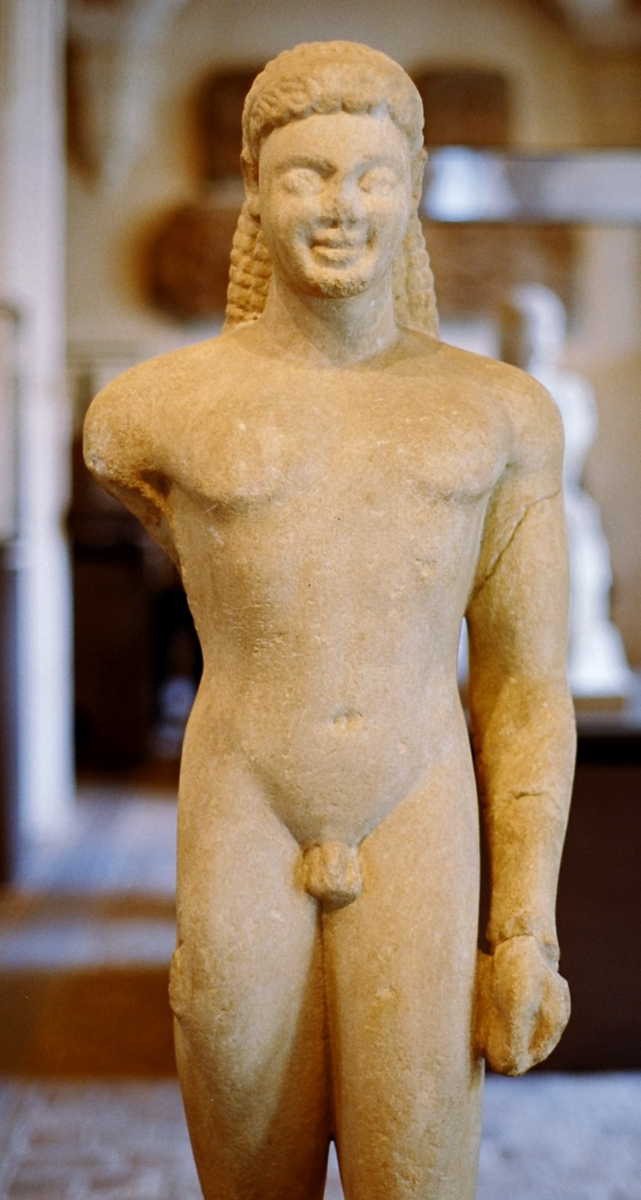
Kouros du sanctuaire d'Asclépios de Paros 540-530. Marbre de Paros. H. conservée 1,03 m. Louvre

### Corinthe, Sparte, 570-530

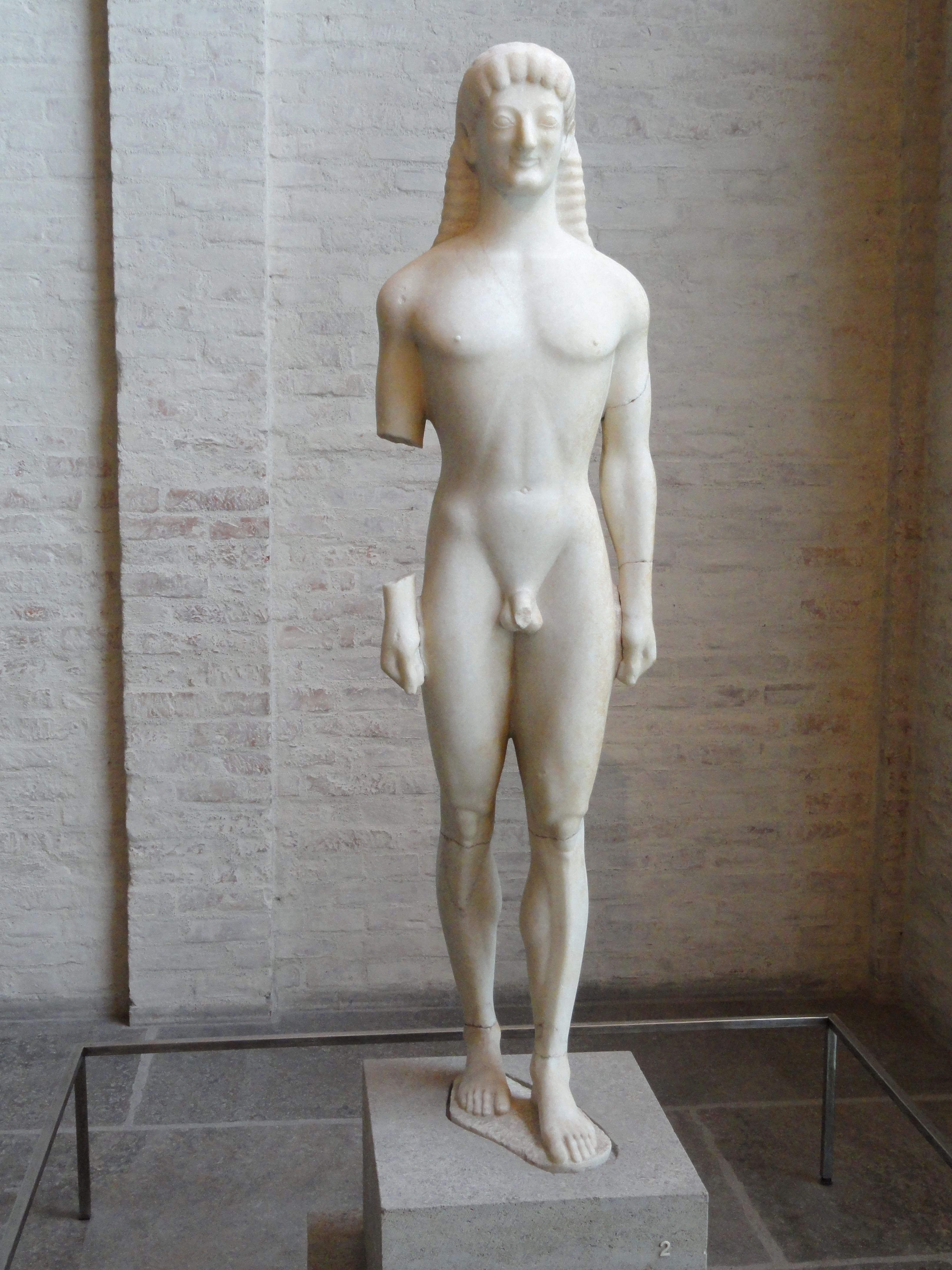
Kouros du cimetière de Ténéa, v. 550. Marbre de Paros, mais atelier local[92] H. 1,53 m. Trouvé ≃ Corinthe. Glyptothèque de Munich
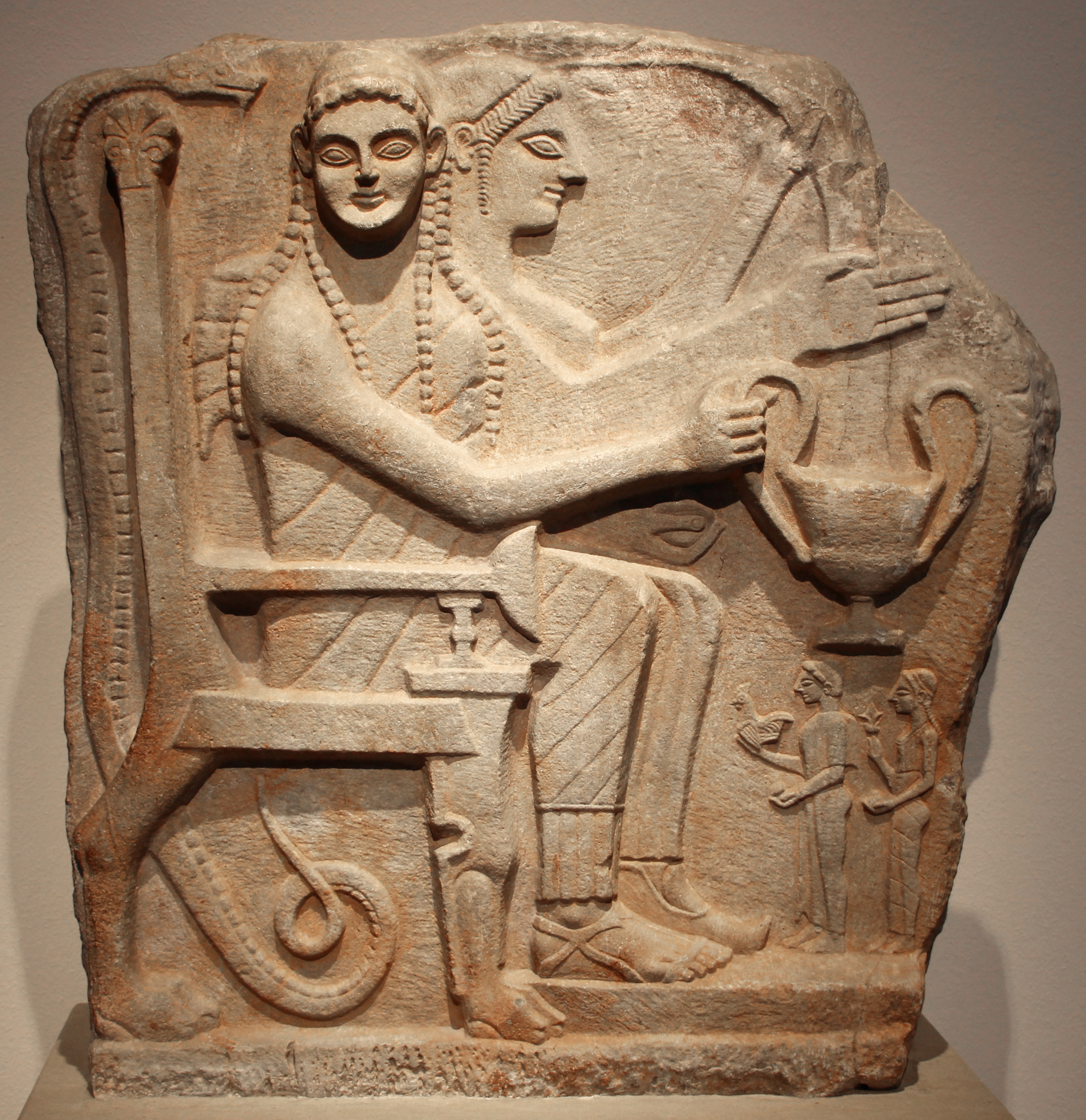
Relief à un héros spartiate. Laconie, v. 540. H. 87 cm. Altes Museum, Berlin

Le kouros de Ténéa, vers 560-550, semble intégrer certaines nouveautés ioniennes, avec des masses musculaires bien accrochées à des articulations puissantes, et pourtant l'ensemble se distingue par sa finesse, comme le kouros d'Actium (Louvre), lequel a probablement été réalisé à Corfou.

### Athènes, 570-530
Pisistrate est alors tyran à Athènes de 561 à 527. Les tyrannies de la Grèce de l'Est lui ont servi d'exemple. Athènes est alors une ville cosmopolite. Les artistes font preuve de leur faculté d'analyse des formules stylistiques d'où qu'elles viennent. Dans ce contexte, la notion d'« atelier » y est préférable à celle d'« école » : c'est en effet un lieu de création qui mêle les traditions artistiques, le métier des maîtres sculpteurs et la structure socio-économique qui sert de cadre aux échanges entre commanditaires et artisans. Loin de percevoir une évolution uniforme, continue et régulière de la représentation du corps humain, on ne peut que constater une certaine « bigarrure stylistique ».

#### Groupes sculptés
|  |  |  |

Les deux plus anciennes statues attiques découvertes sur l'Acropole sont le Moschophore et le cavalier Payne-Rampin.
Le Moscophore est dédié vers 570 par un certain Rhombos, il est en marbre de l'Hymette. La statue fragmentaire conservée jusqu'aux genoux, de 96 cm de haut, est actuellement présentée avec sa base, dans un format qui correspond à la taille naturelle. C'est un homme barbu. Il est vêtu, ce qui est rare, d'un manteau fin (himation), qui était peint et qui couvre ses épaules et descend jusqu'aux cuisses. Ses yeux étaient rapportés en divers matériaux comme des pierres ou de l'ivoire. Il porte un veau sur ses épaules pour le sacrifice ; les pattes sont croisées sur sa poitrine et la tête de l’animal est parallèle à la sienne. On pense que la statue représente Rhombos lui-même, un riche Athénien qui avait assez d'argent pour dédier quelque chose d'aussi couteux qu'une statue de marbre sur l'Acropole. Le motif d'un homme portant un animal est fréquent dans les petites figurines en bronze mais c'est la première fois, dans l'état actuel des connaissances, qu'il est utilisé pour une statue en marbre de grande taille.
Le Cavalier Rampin, est daté après 550. La statue commémore peut-être une victoire de course équestre, et signale probablement le statut du dédicant comme appartenant à une élite, les hippeis, ces « chevaliers » qui galoperont plus tard sur la frise des Panathénées. L'attention portée aux détails de la coiffure, à ses motifs décoratifs complexes, montre que les sculpteurs de l'Attique s'approprient, à cette époque, certaines caractéristiques du style ionien. D'autres monuments grecs ont donné l'occasion d'une image détaillée du cheval. On rencontre ainsi d'autres statues équestres, où le cheval est monté, comme ici, mais il est parfois accompagné d'un homme à pied et même parfois il est seul. Dans tous les cas il s'agissait de célébrer l'énergie contenue d'un animal dont la propriété donnait accès à la classe la plus élevée. Cela pouvait être un ex-voto, qui rendait hommage à l'animal et au vainqueur de quelque compétition (comme le Cavalier Rampin), ou une statue funéraire qui évoquait son propriétaire . Bernard Holtzmann fait remarquer que ce type de monument, qui célèbre un membre d'une élite athénienne, montre que ces élites sont d'autant plus avides de prestige qu'elles sont désormais privées de pouvoir sous la tyrannie modérée de Pisistrate, puis sous celle de ses fils, les Pisistratides, bien moins modérés.

#### Athènes:kouroietkoraià l'apogée de l'archaïsme
La statue funéraire de Phrasicleia a été initialement placée sur la tombe d'une jeune fille de l'aristocratie attique, dont le nom était porté sur la base. Elle a été enfouie, peu de temps après, avec un kouros, avant que son aspect ne soit dégradé par le temps et par le passage destructeur des Perses. Le sculpteur, d'origine parienne, a multiplié les effets décoratifs, surtout dans les éléments de parure qui encadrent le visage, et avec des couleurs qui se sont en partie conservées. Sa pose, raide, n'est guère compensée par les gestes d'usage : tenir un bouton de fleur de la main gauche et un pan du vêtement de la main droite. Pour le visage, le sculpteur reprend un type mis au point à la génération précédente, que l'on retrouve dans la « shinge Wix », peut-être en suivant le choix du commanditaire ou parce qu'il s'agit d'un sculpteur de second ordre.
L'usage était de consacrer des statues votives de jeunes filles ; dans la très grande majorité elles sont dédiées à Athéna Polias (protectrice de la cité). Conformément à la tradition apparue dans la seconde moitié du VIIe siècle, à l'époque orientalisante, ces figures féminines ne manifestent aucun mouvement. Elles sourient, verticales et couvertes d'un ou plusieurs vêtements. La célèbre « korè en péplos » porte cette lourde robe de laine sur un chiton en lin, que l'on n'aperçoit qu'aux chevilles (les autres korai de l'Acropole, de la fin de la période archaïque, sont vêtues à la mode ionienne, avec un himation). La « korè en péplos » effectuait le geste de la main gauche plaquée contre la poitrine, qui sera constant sur l'Acropole jusqu'à la fin de l'archaïsme. Ce geste pourrait être interprété comme un signe de gratitude envers la divinité pour une faveur accordée.
En Attique, deux statues funéraires, le kouros trouvé à Volomandra (v. 550) et celui découvert à Anavyssos (v. 530) témoignent de deux moments dans le style en vigueur en Attique. Le kouros de Volomandra allie remarquablement une grande souplesse de travail de surface à des formes qui, pour beaucoup, ne doivent que peu à l'observation d'un corps vivant. Quant au sculpteur du kouros d'Anavyssos il montre clairement les contours musculaires et les fond habilement les uns dans les autres. Ce kouros exceptionnel a été découvert en 1944 dans la Mésogée, mais communiqué par une publication scientifique seulement en 1961.  

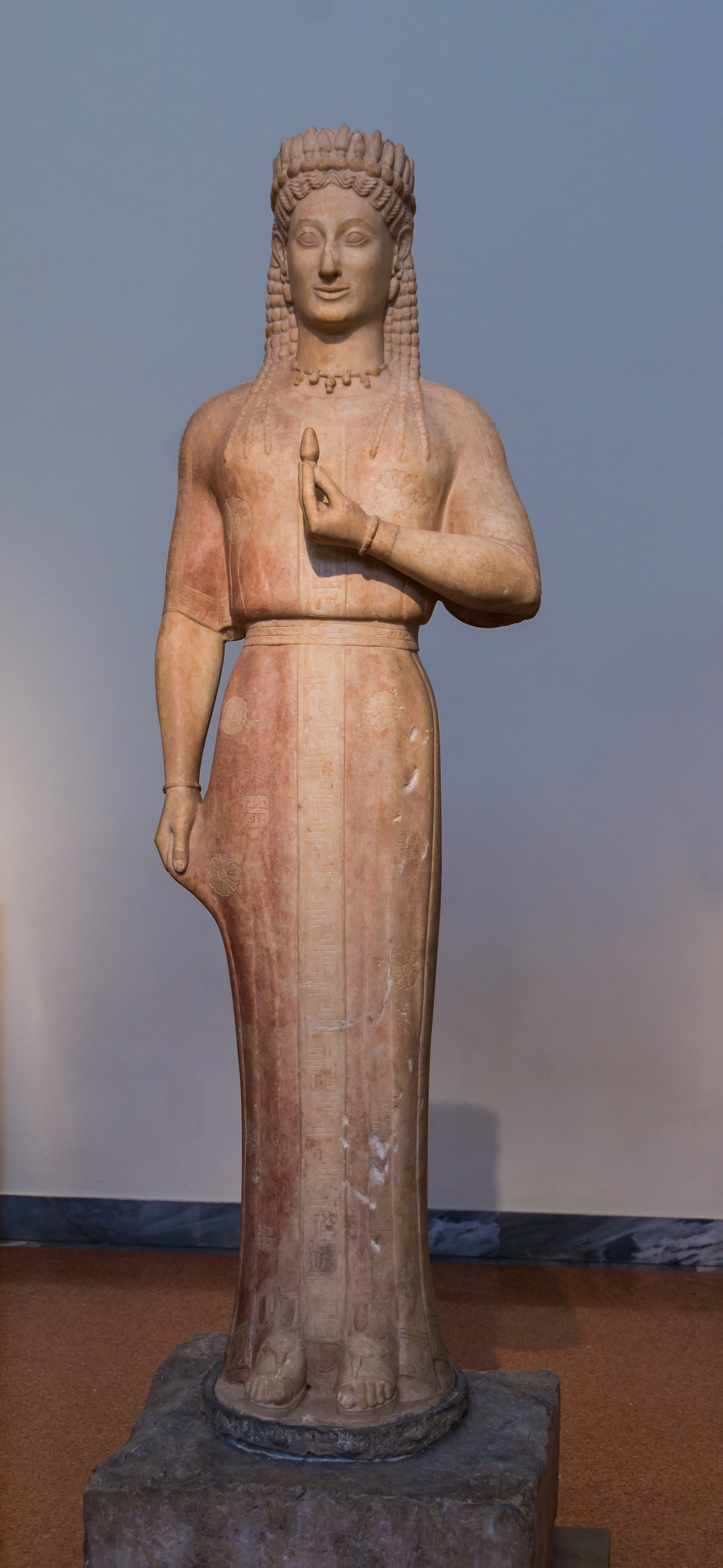
Phrasicleia, tombe d'une jeune fille d'une élite de l'Attique, v. 550-540. Marbre de Paros, 1,76 m. MNArch Athènes
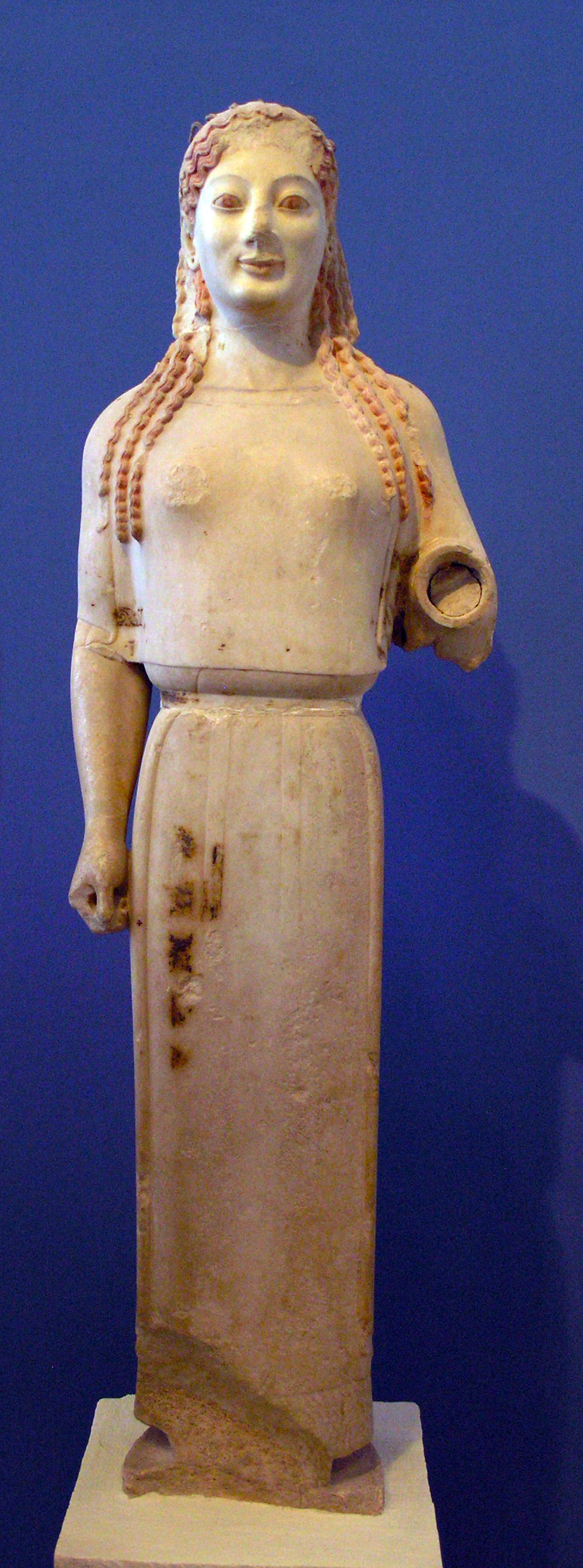
La korè en péplos de l'Acropole, v. 530. Sanctuaire d'Athéna Polias. Marbre de Paros, H. 1,17 m. Musée de l'Acropole d'Athènes
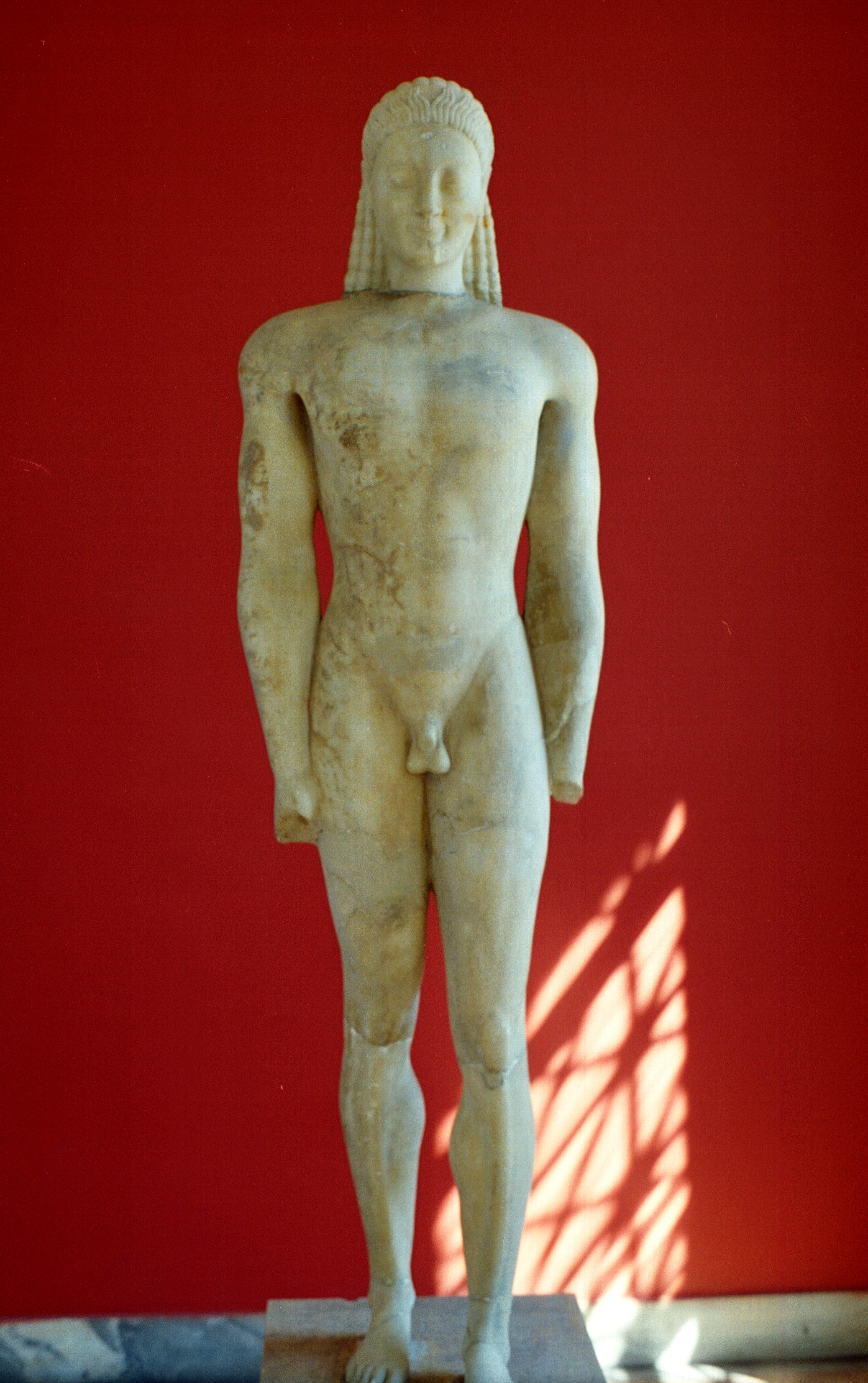
Kouros de Volomandra, v. 550. Comparé au Cavalier Rampin. Marbre, 1,79 m. MNArch Athènes
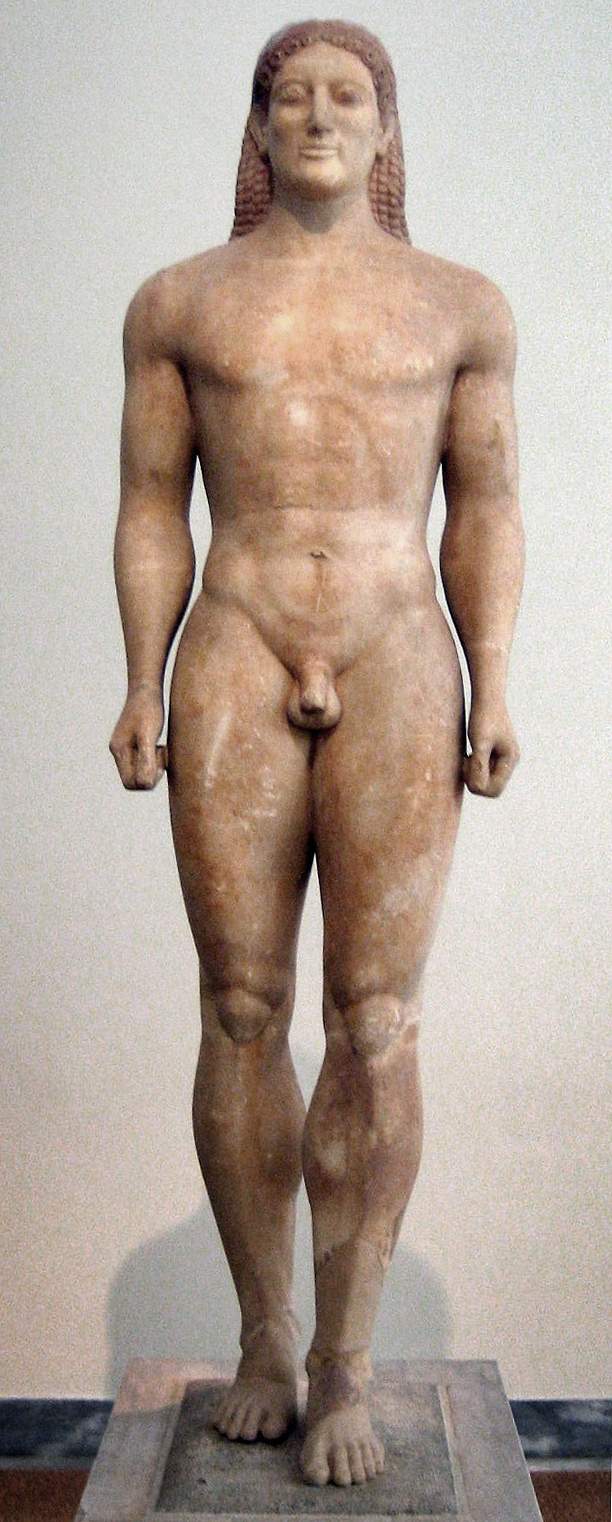
Kouros de Kroisos trouvé à Anavyssos (Attique), v. 530. Marbre de Paros, H. 1,94 m. MNArch Athènes

### L'expansion vers l'Ouest, 570-530

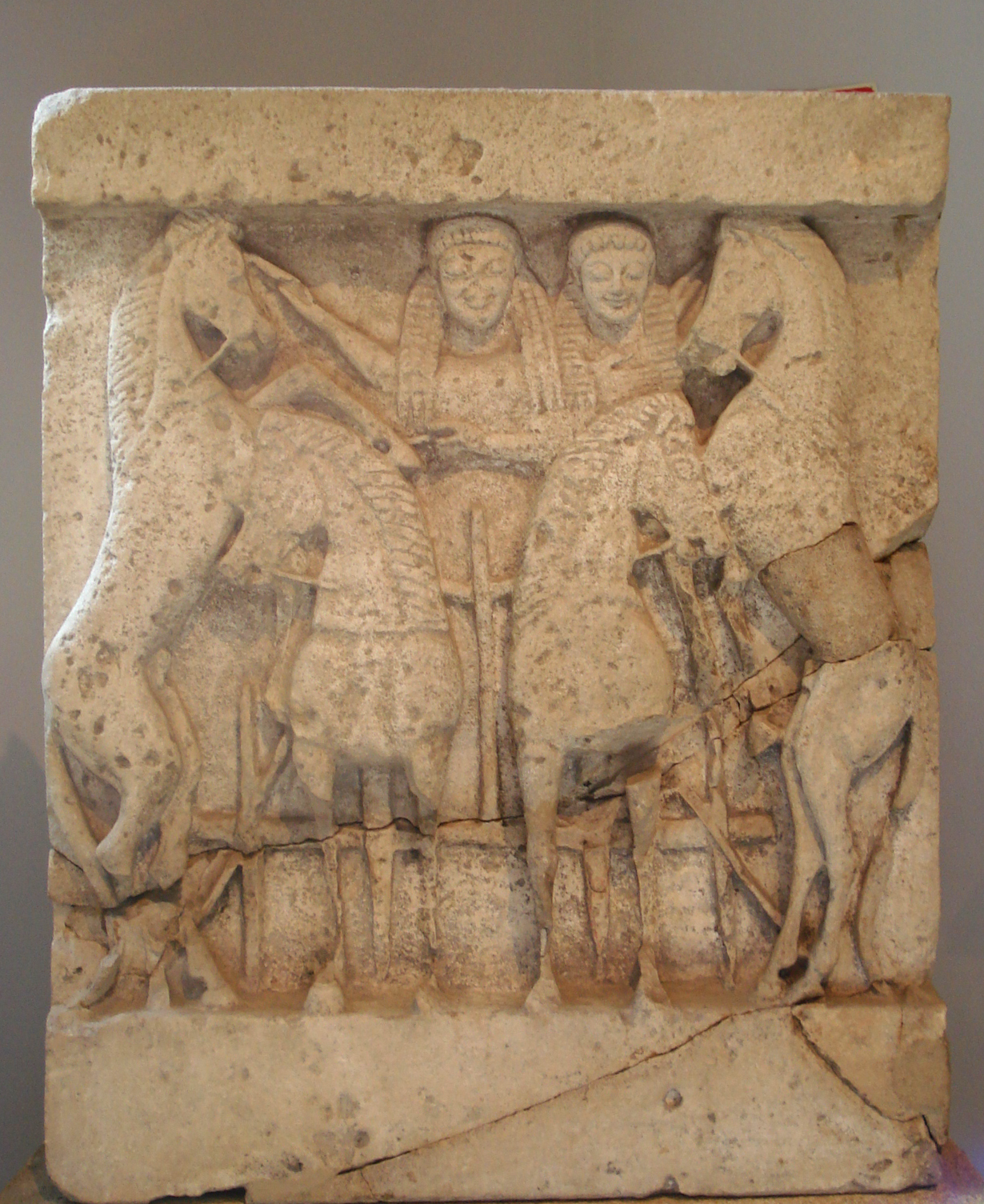
Déméter et Perséphone/Korè sur un quadrige. Métope, Temple Y de Sélinonte. Calcaire. H. 84 cm. Musée archéologique Régional (Palerme)
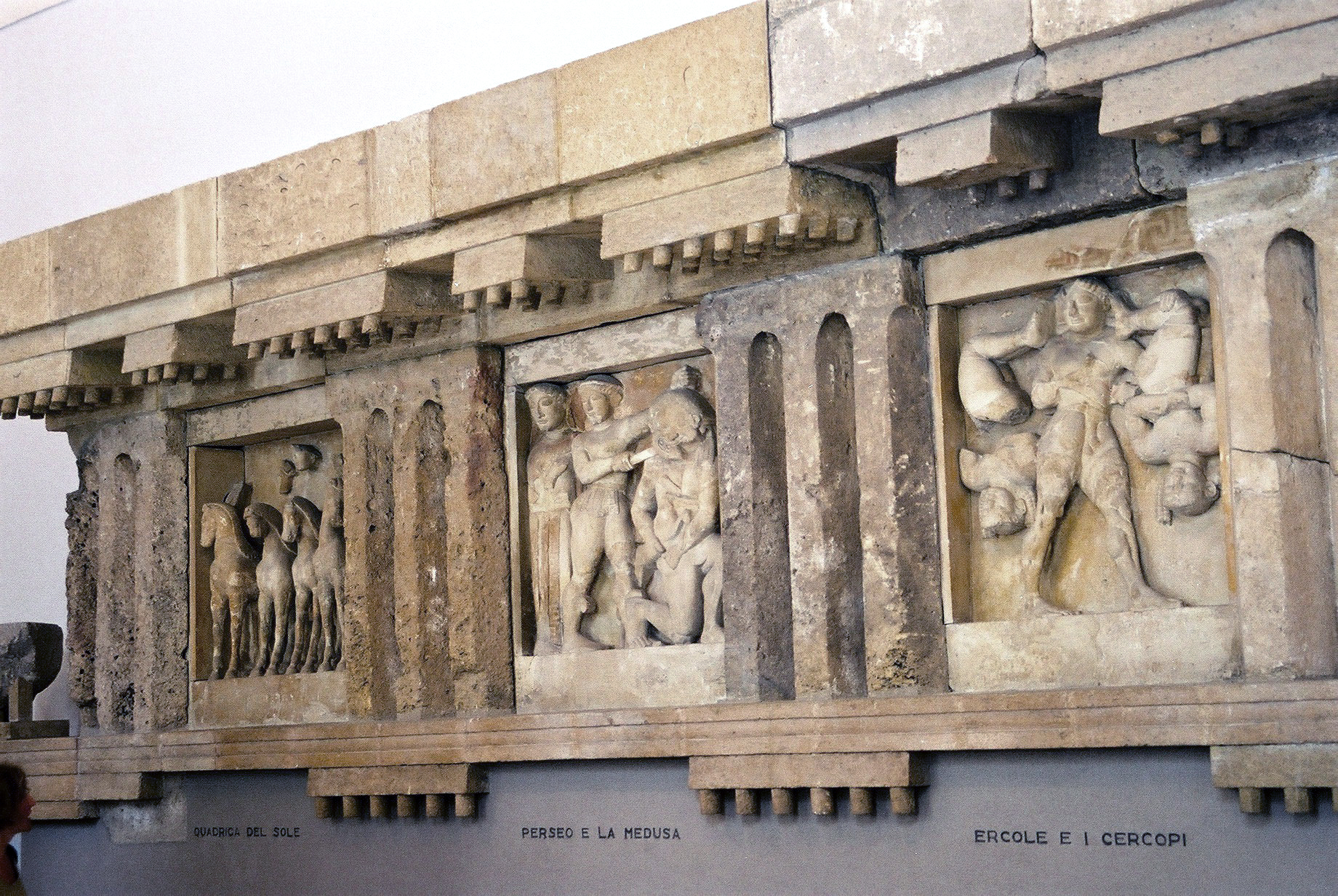
Métopes du temple C, Sélinonte, v. 550. Calcaire H. moyenne 1,50 m. env. Musée archéologique de Palerme.
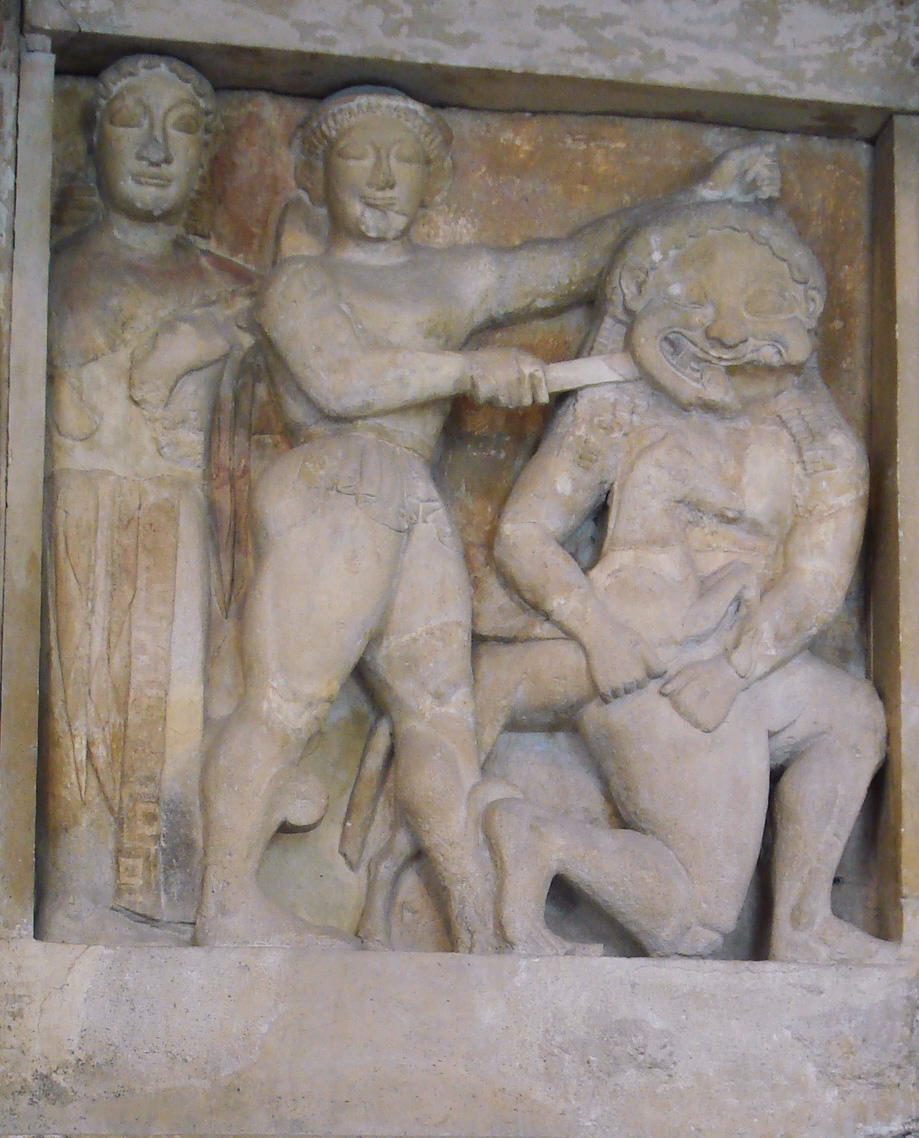
Athéna, Persée, Pégase et Méduse. Métope du temple C, Sélinonte, v. 550. Calcaire
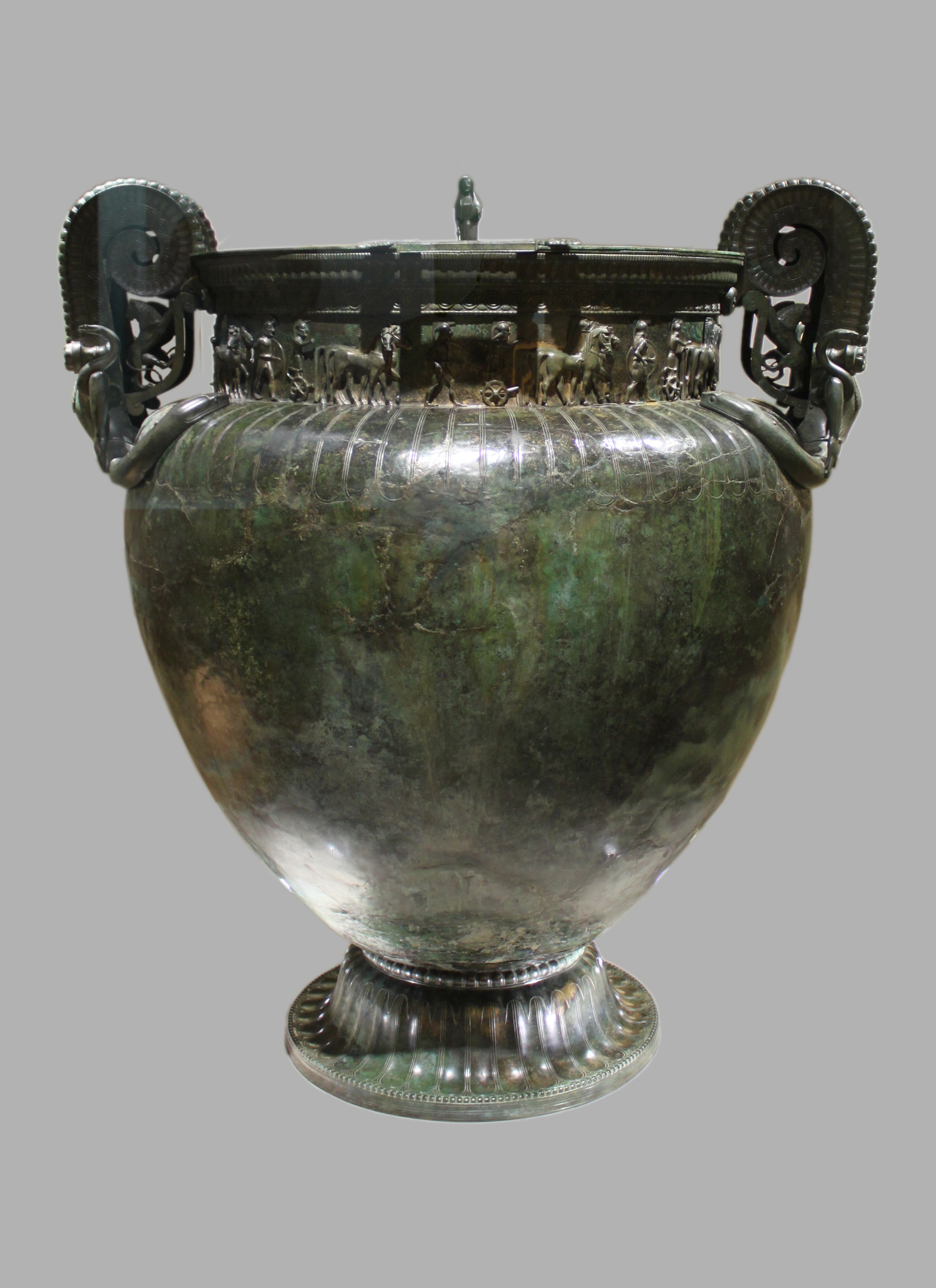
Cratère de Vix, années 530. Bronze, H. 163 cm. Musée du Pays châtillonnais

## Autour de 530-480: la fin de l'archaïsme

### Sparte et Laconie, 550-500

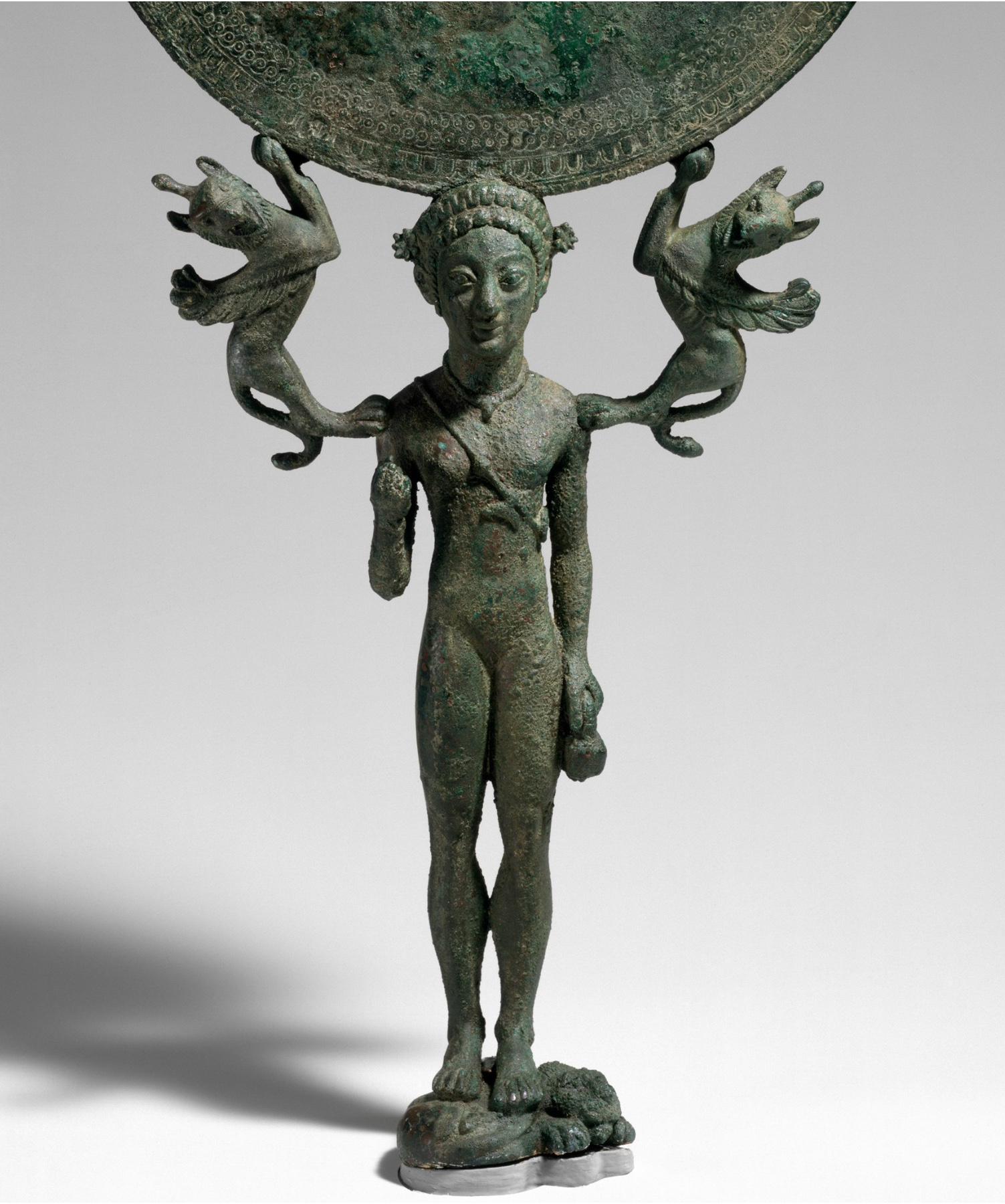
Manche de miroir en bronze en forme de jeune fille nue. Laconie, 550-500. The Met
Élément d'un cratère à volute en bronze sans anse. Atelier corinthien ou laconien, 550-540. Sanctuaire de Dodone. MNArch Athènes
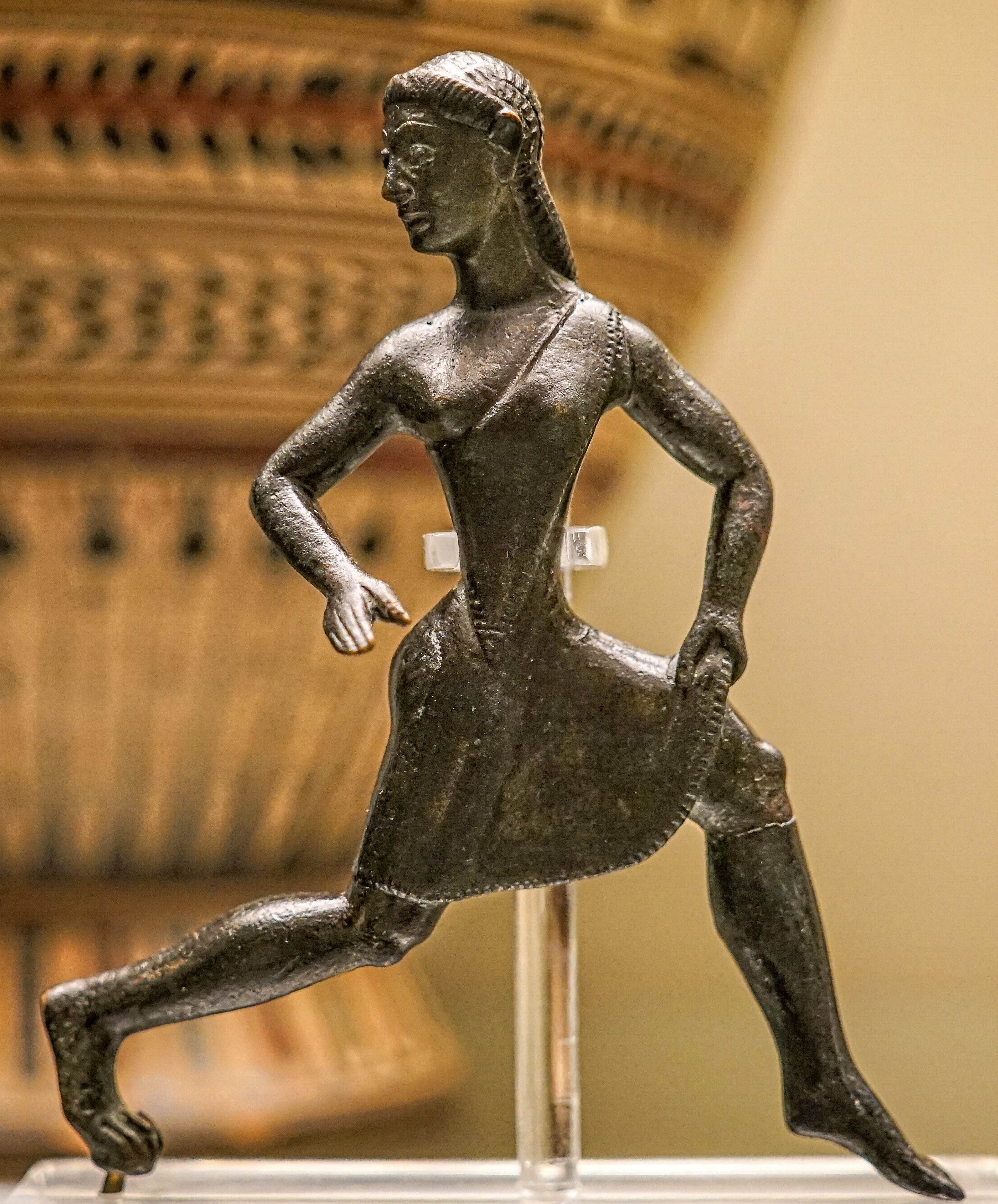
Jeune fille en train de courir, Laconie, v. 520-500. Bronze, H. 11 cm. British Museum
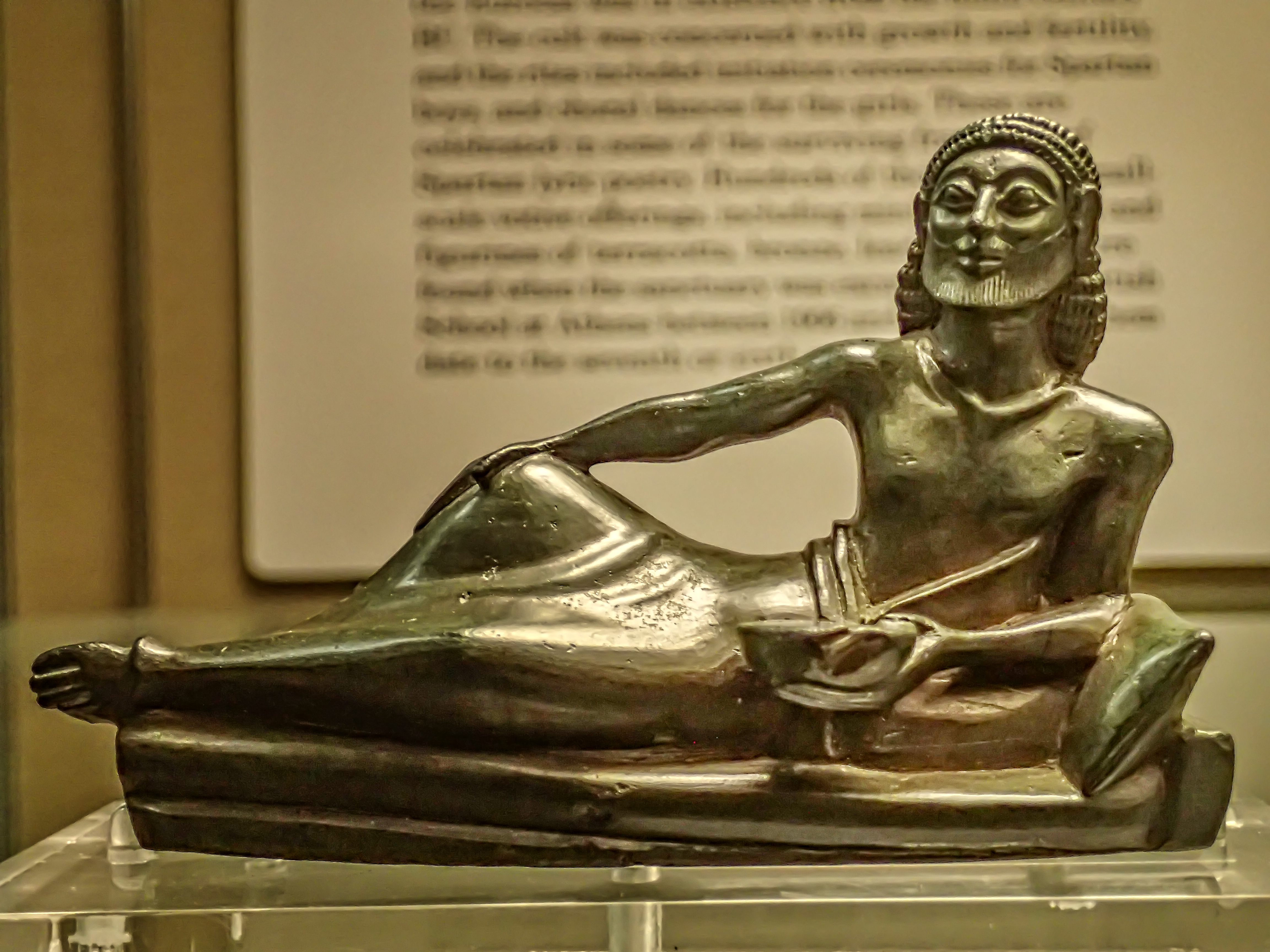
Banqueteur. Bronze, support tripode d'un bol. Laconie 530-500. Trouvé à Dodone

C'est en dehors de Sparte que devaient se trouver les ateliers, car seuls des Périèques pouvaient avoir une activité artisanale - et non les « Homoioi », c'est-à-dire les seuls « vrais » spartiates. Les lieux de production de bronzes, statuettes et vases, se trouvaient donc en Laconie. La sculpture sur pierre, rare et d'aspect fruste, est très peu documentée. Les têtes laconiennes étant toujours très arrondies. La production de céramique à décor figuré est tournée vers l'exportation, de Naucratis à Marseille et seulement de 590 à 530-520. Cette courte période est aussi celle des vases de bronze à décor figuré, exportés comme la céramique. Les statuettes sont, par contre, destinées aux Laconiens et d'abord aux Spartiates qui les dédient dans les sanctuaires locaux et à Olympie, dominée par Sparte à cette époque. Ces statuettes, des figures isolées, représentent des hoplites, quelques rares jeunes filles qui pratiquent la course - en particulier lors des Jeux Héréens, à Olympie - et quelques jeunes filles nues qui servent de pied de miroir. Celles-ci jouent souvent des cymbales, semblent offrir une grenade et portent des amulettes accrochées à un baudrier. À leur côté des animaux, souvent des lions, pourraient évoquer quelque fête rituelle ou rite de passage en lien avec Arthémis Orthia / Potnia Theron. Ce sont les seuls petits bronzes laconiens à être exportés.
Dans la sculpture laconienne les yeux paraissent toujours saillir hors de leurs orbites. Et c'est la tête, plus que le corps, qui polarise toute l'attention du sculpteur laconien.

### L'art grec occidental: Grande-Grèce et Sicile, 530-480
Ici les influences se mêlent. Une colonie est rarement liée à sa métropole. Ce qui fait qu'il n'y a pas d'"école" strictement liée à une cité, à quelques exceptions près. L'art archaïque de Grande Grèce et Sicile naît, selon Francis Croissant, d'un « éclectisme inventif »  qui prend des formes variées.
Concernant le Zeus d'Ugento, découvert sur un chapiteau qui s'inspire d'exemples ioniens, le travail très soigné semble avoir été d'abord réalisé dans la cire (technique de fonte à cire perdue). Les mèches pendantes, la couronne de feuilles sont rapportées. Le corps manifeste à la fois un modelé très souple et un certain flottement dans la mise en place des grandes masses (le bras droit paraît court, l'enjambée semble figée et pourtant le pied arrière droit est bien plié). Cette image du dieu en action est bien déployée dans les trois dimensions. Si l'on recherchait des modèles à ce style il faudrait regarder à la fois vers la Laconie et Corinthe.

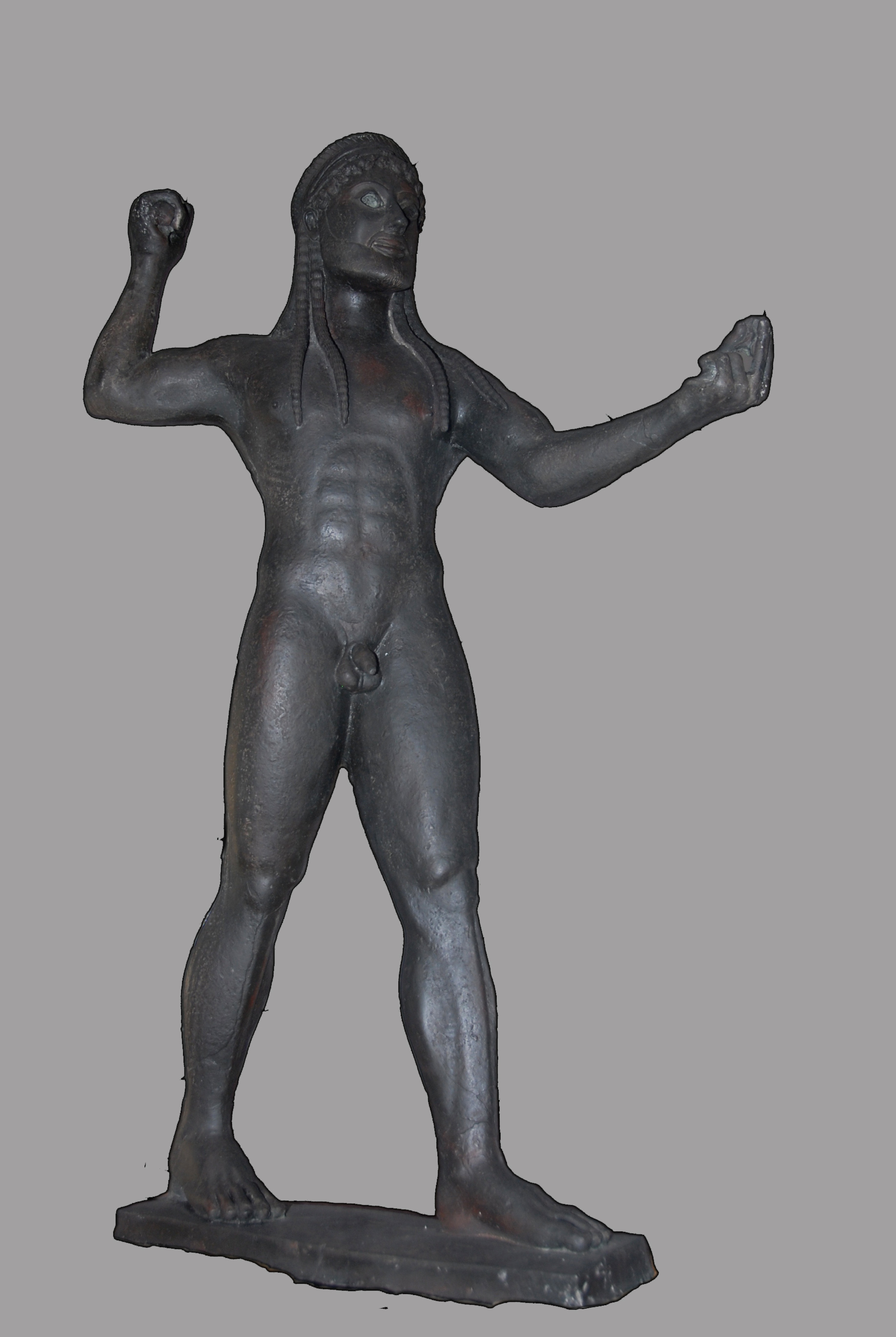
Zeus. Bronze. H. 71,8 cm. Ugento (Pouilles)[112] 530-520. Museo archeologico nazionale (Taranto)
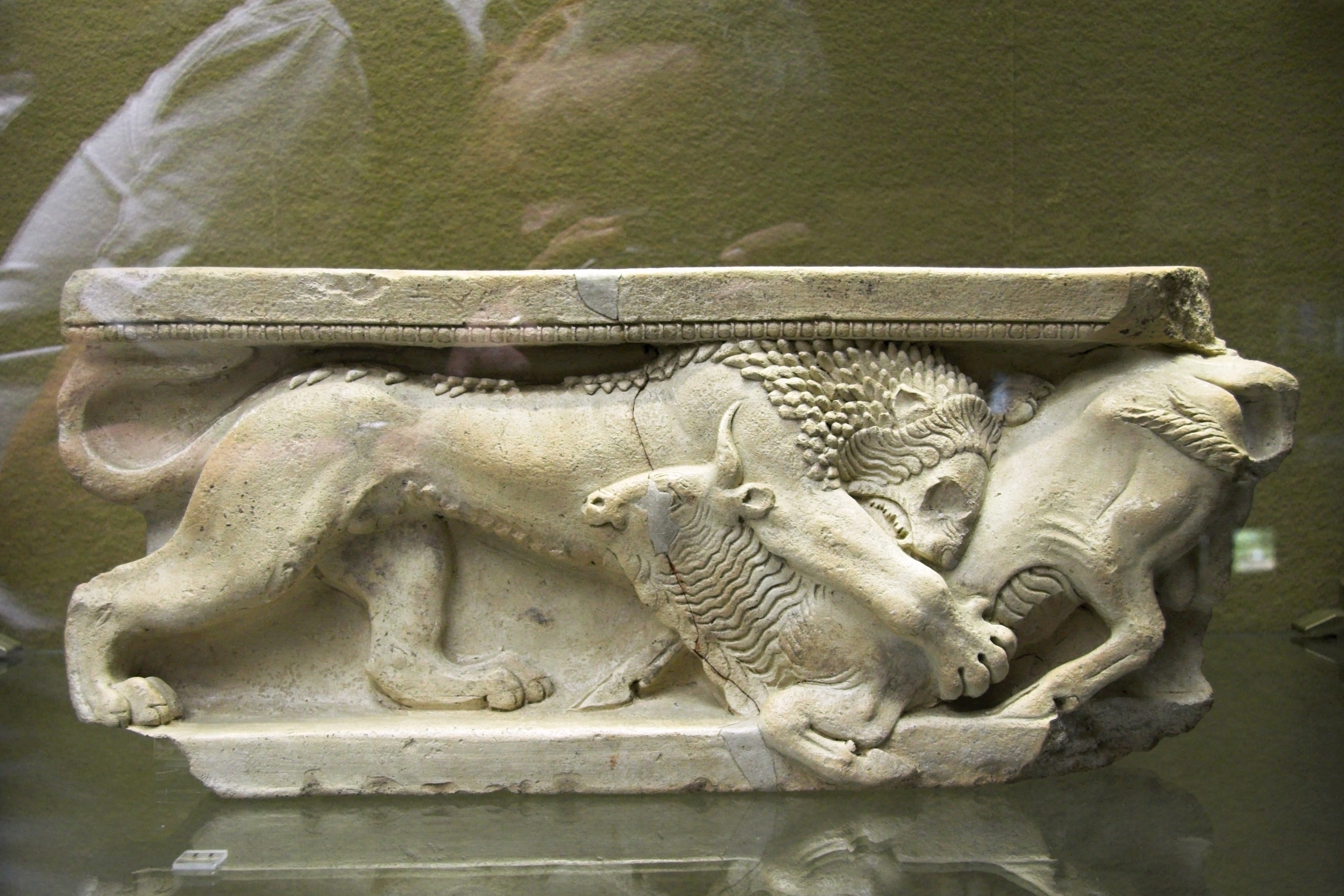
Fragment d'autel en terre cuite. Lion dévorant un bœuf. Syracuse, 525-500. Museo archeologico regionale (Syracuse)
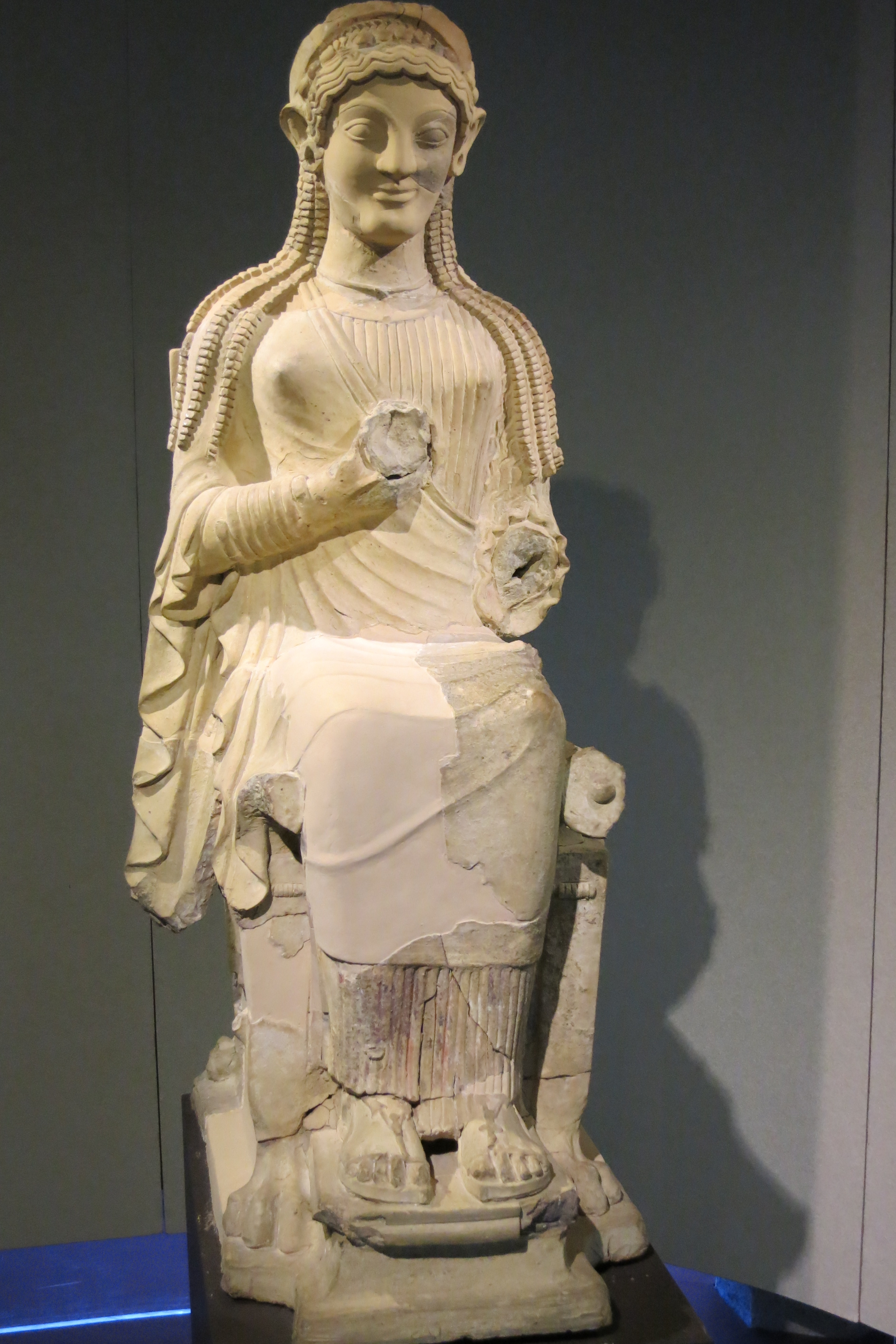
Déesse assise sur un trône. Terre cuite, v. 500. Grammichele. Museo archeologico regionale (Syracuse)
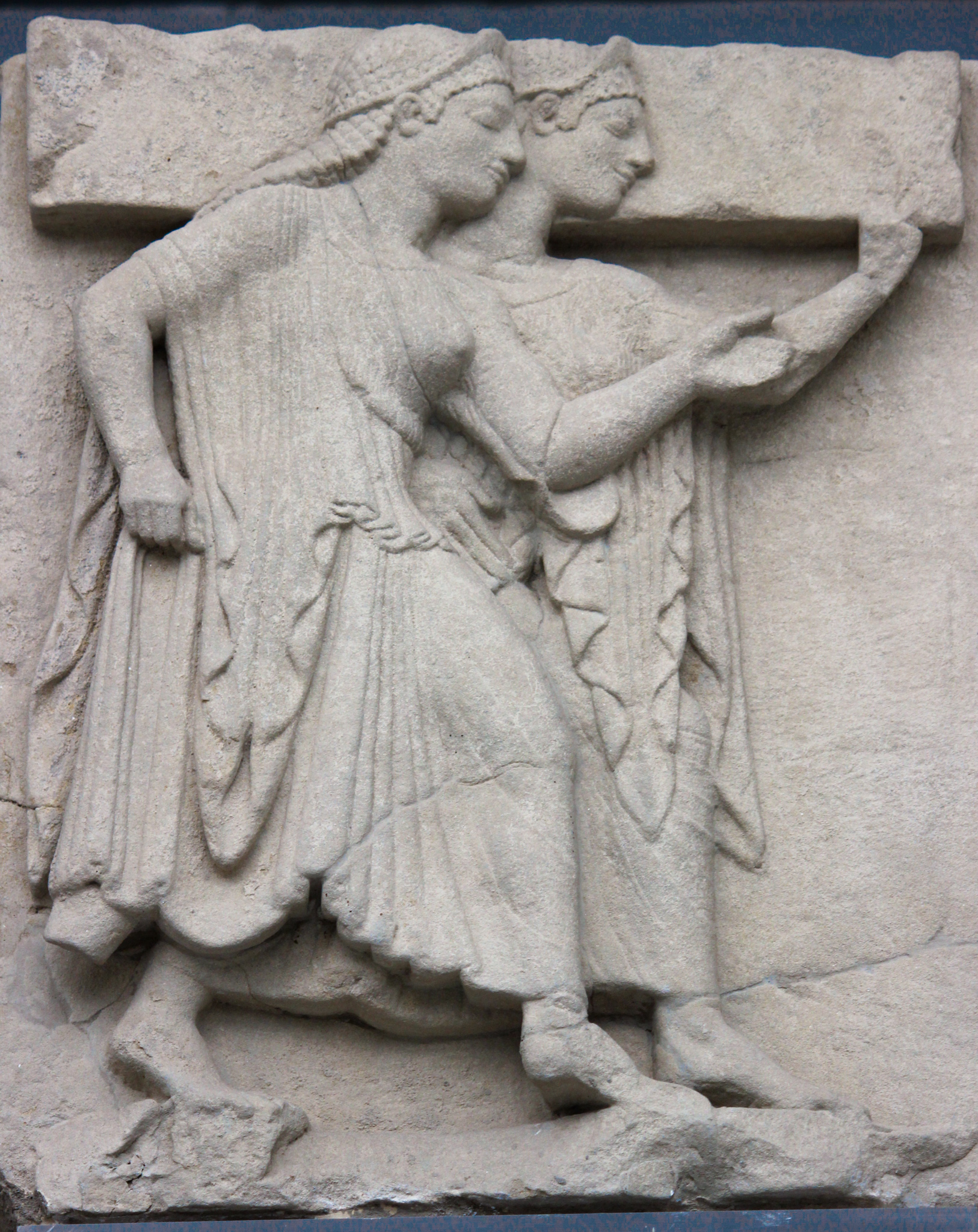
Deux jeunes filles qui dansent. Métope, grès H. 80 cm. Héraion du Sele . Second temple, v. 500. MNArch Paestum
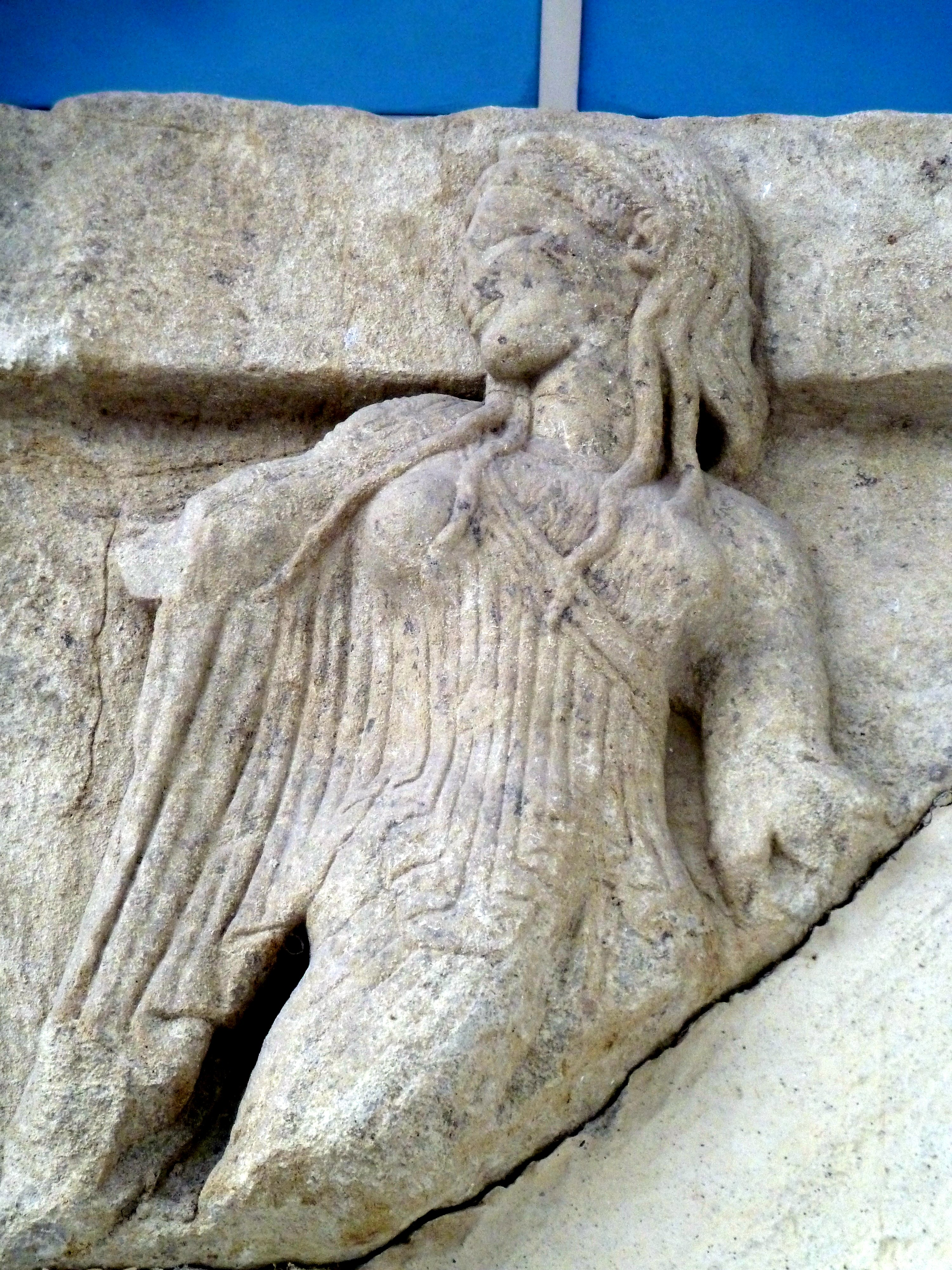
Jeune femme dansant (ou fuyant ?). Grès. Métope du second temple de l'Héraion du Sele
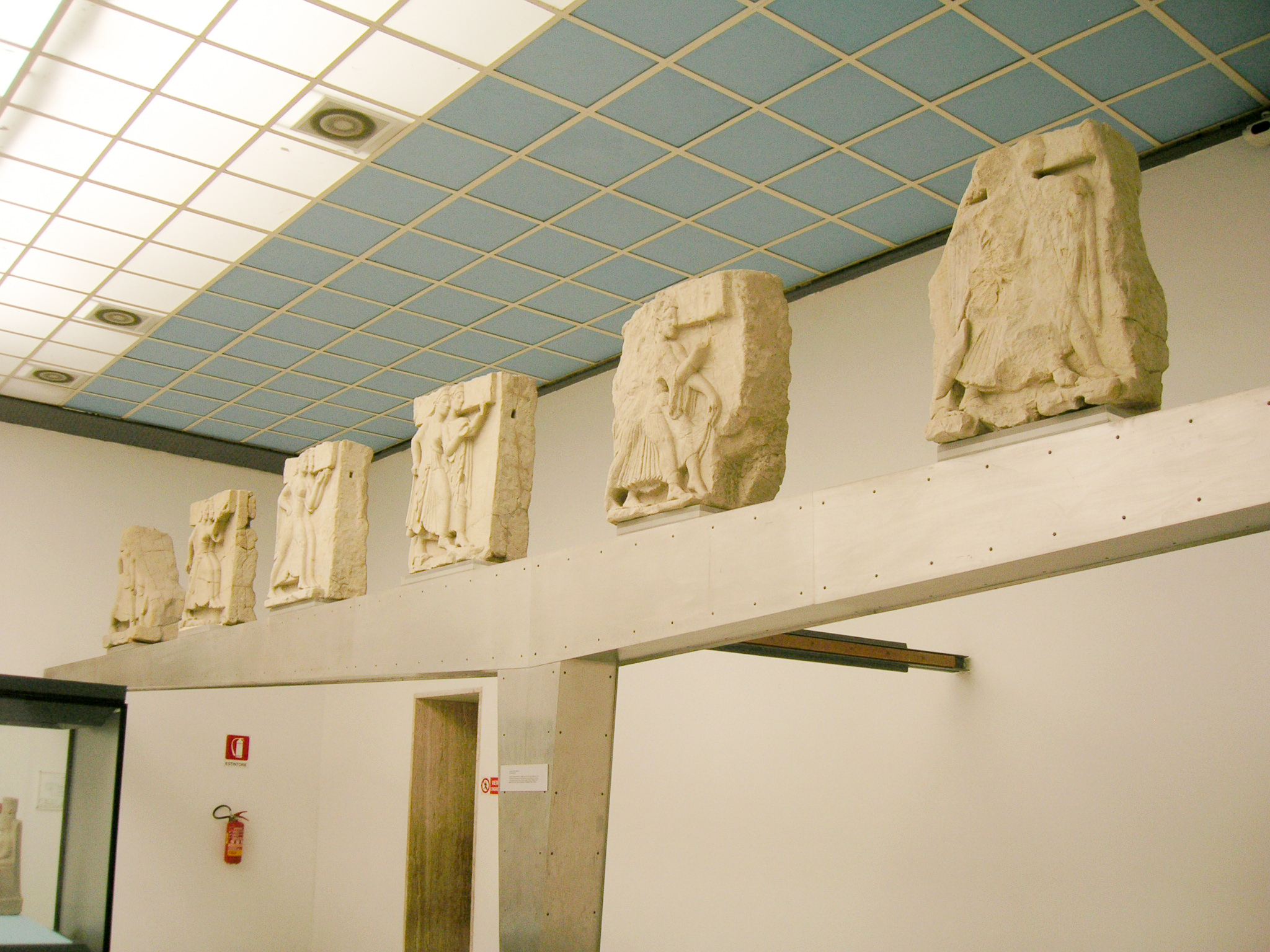
Ensemble des métopes conservées du second temple de l'Héraion du Sele, v. 500. Paestum

Les métopes conservées qui proviennent du second temple de l'Héraion du Sele (ou du Silaris) représentent des jeunes filles (vêtues à la mode ionienne en vigueur à cette époque dans le monde grec) et qui semblent danser. Elles pourraient provenir d'une suite, vers 510-500, qui découpe un sujet unique (un rite, une fête ?) en autant de scènes similaires, programme mieux adapté à une frise continue que les deux séries de métopes à sujets et compositions variées du premier temple, bien antérieur (milieu ou troisième quart du VIe siècle).

### Cyclades et Grèce de l'Est, 530-480
Au moment du passage de l'archaïsme au classicisme, au début du Ve siècle et plus encore au début du style dit « sévère », vers 480-470, le hiératisme, raide, figé du kouros laisse place à l'évocation d'un réel mouvement. Ce ne sera plus un kouros mais un véritable athlète : un lanceur de javelot, de disque, un sauteur en longueur contraint par des poids, un dans chaque main. Le type du kouros est tout à fait abandonné. Les sculpteurs, comme les peintres sur céramique, cherchent alors à rendre les déformations musculaires de la marche ou de l'effort. Pline fait allusion, sur ce point, à un certain Pythagoras de Samos, donc originaire de la Grèce de l'Est. Des recherches semblables ont été effectuées sur l'Acropole (l'Éphèbe blond, ou l'Éphèbe de Critios) mais aussi à Délos, Paros et Thasos.

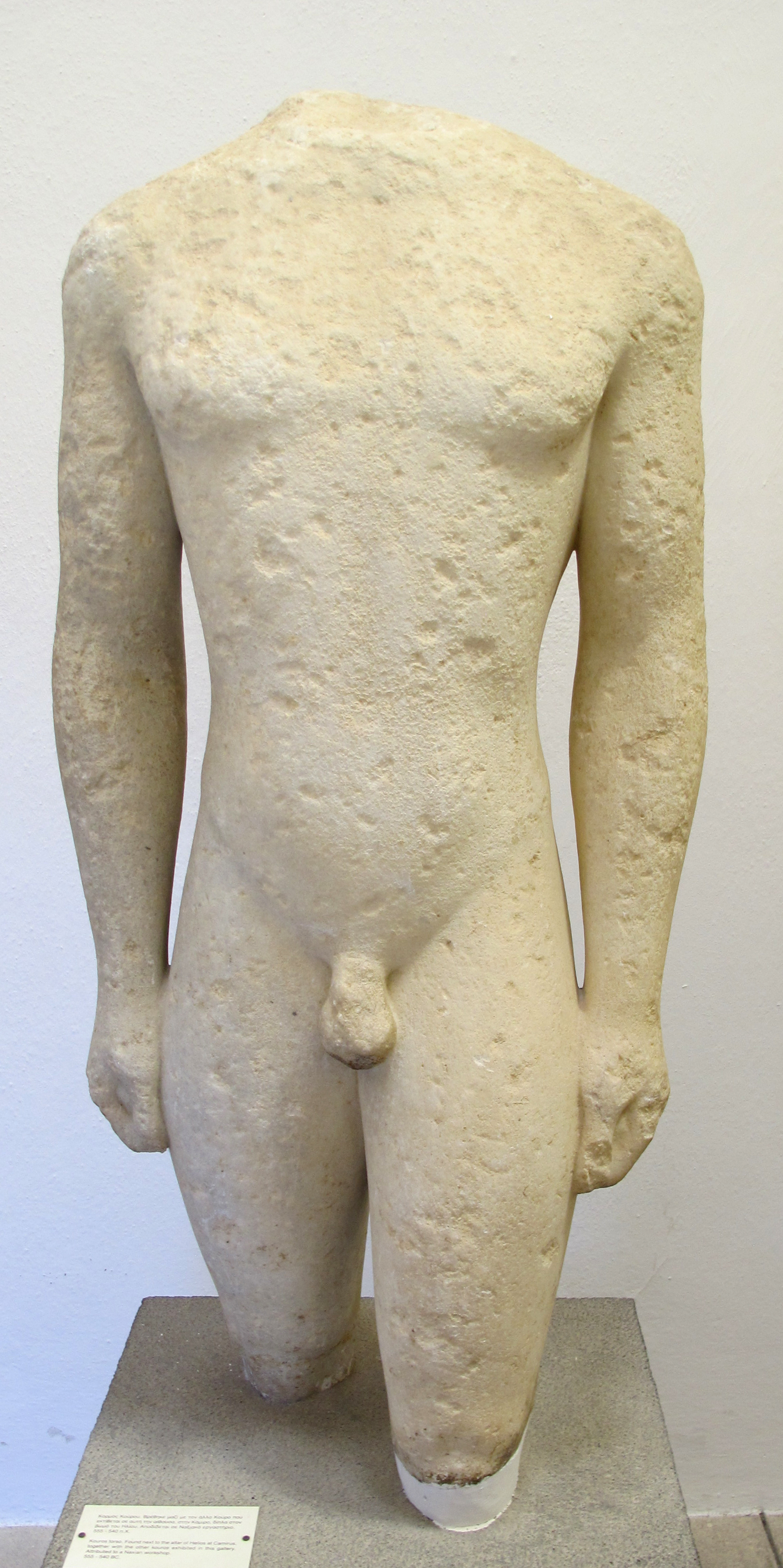
Kouros dédié à Apollon, autel dédié à Hélios, Camiros, Rhodes. Atelier naxien, 540-520. Musée archéologique de Rhodes
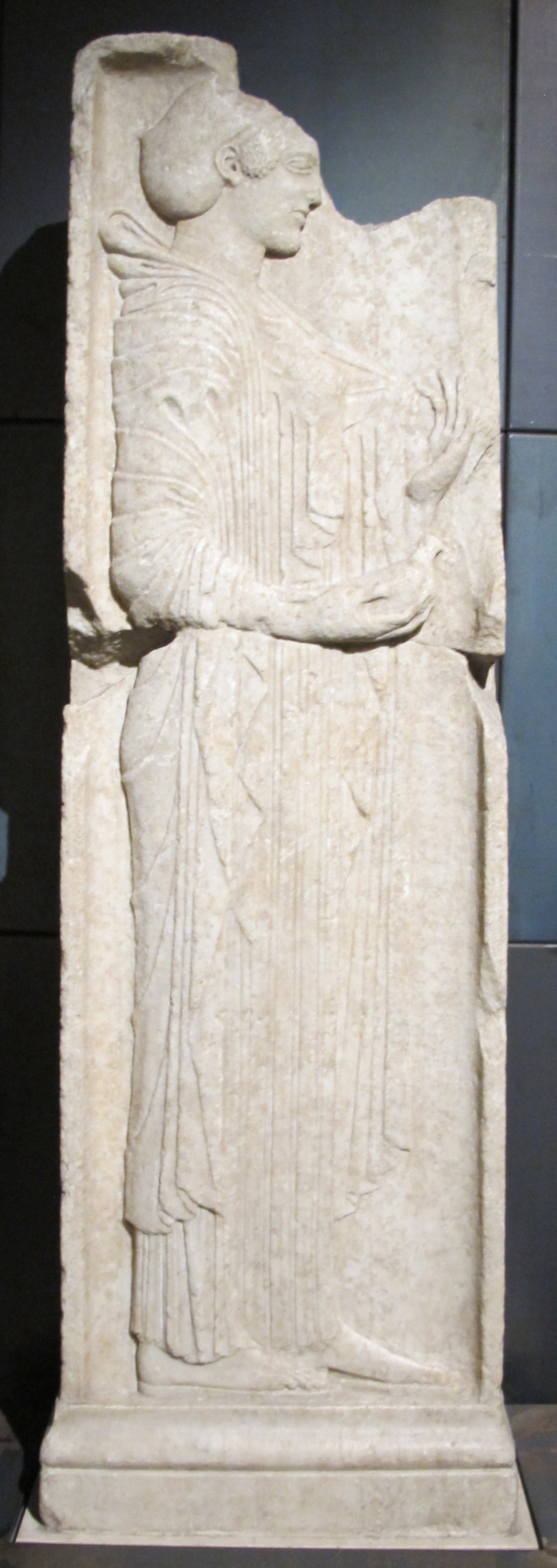
Femme tenant un oiseau. Stèle funéraire. Style ionien, 500-490. Musées du Capitole
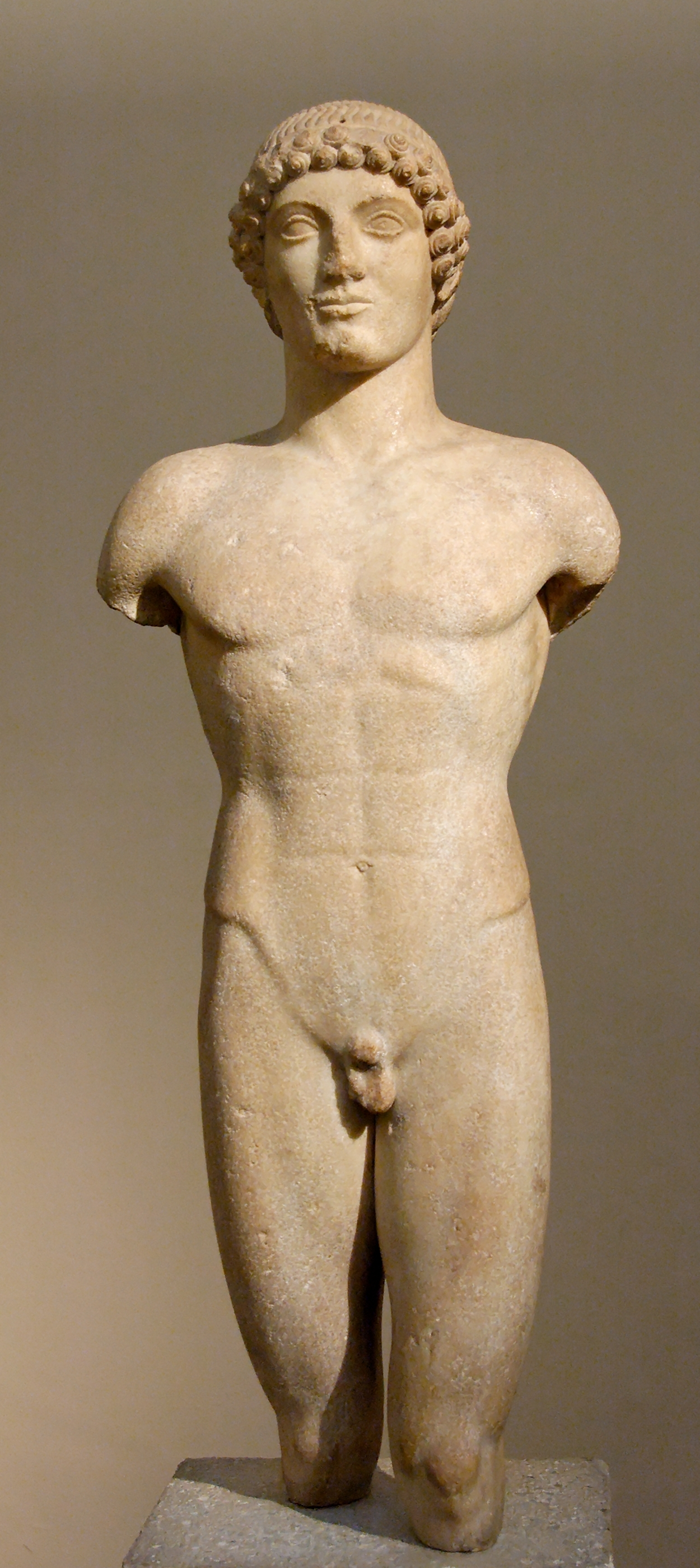
Kouros d'Anafi (« Apollon Strangford »), marbre de Paros, 500-490, H. 1 m[116]. British Museum

Paros et Chios ont mis au point, depuis 540, les détails miniaturistes et les grands effets de contrastes visibles sur les cariatides du Trésor de Siphnos, puis sur les korai de l'Acropole.
Le Trésor (terme d'architecture) de Siphnos reflète le goût de l'époque, largement partagé au sein des élites grecques. Peu après cet ensemble exceptionnel, c'est aussi le style des korai de l'Acropole, élégantes, aux vêtements raffinés qui reprennent ce qui caractérisait les cariatides du Trésor de Siphnos, construit dans l'ordre ionique. Le célèbre Trésor est, précisément, une chapelle dans le sanctuaire d'Apollon à Delphes, offerte au dieu par les habitants de cette île, Siphnos, qui s'étaient enrichis par la découverte de mines d'or. Le bâtiment cristallise toute la richesse des effets décoratifs orientaux et le plaisir de l'accumulation caractéristiques de la Grèce de l'Est. Ce style riche sera balayé avec les destructions exercées par les Perses de l'Empire achéménide. Le point de bascule se situe en 499, à Milet, à l'origine des guerres médiques. À partir de cette date les sourires s'effacent ; les coiffures et les vêtements, sont bien plus simples,.

Delphes. Trésor de Siphnos (ou Sifnos, Cyclades)
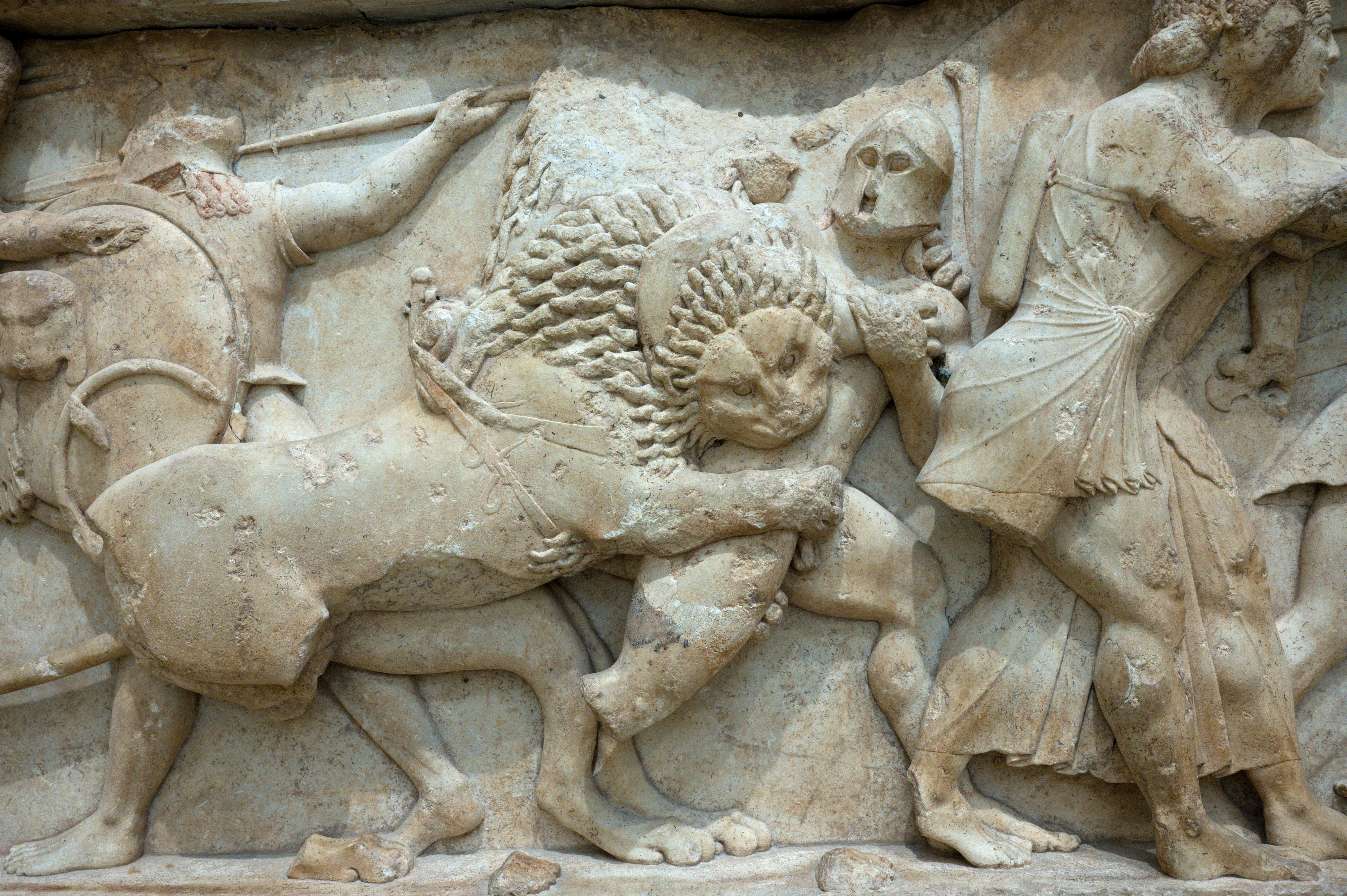
Gigantomachie: Apollon et Artémis luttent contre les géants. Géant attaqué par un lion[119].
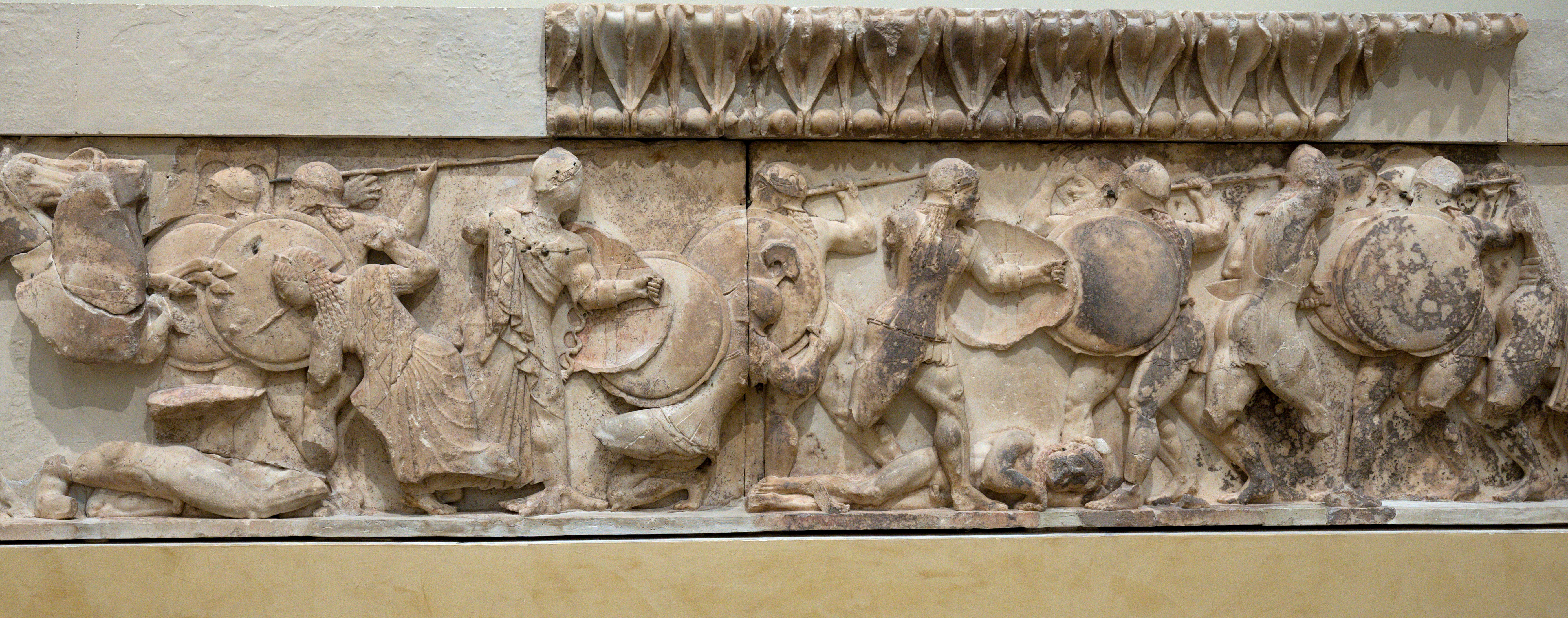
Gigantomachie : Aphrodite (?) et Athéna sur la frise Nord du Trésor de Siphnos. Delphes, peu avant 525. Marbre de Paros, autrefois peint: bleu, rouge, vert, blanc. H. 64 cm[120].,

Delphes. Trésor de Siphnos
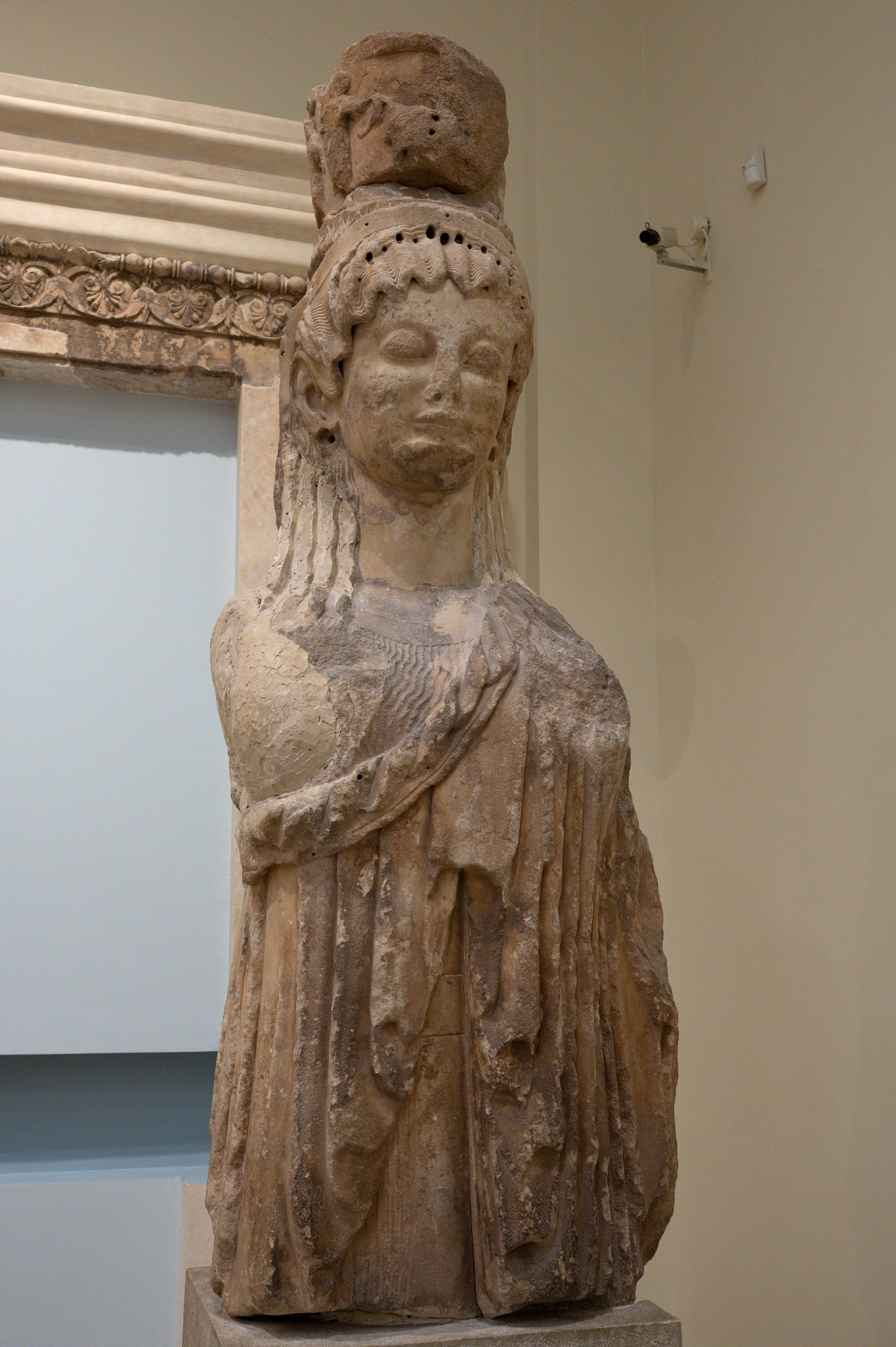
Cariatide, v. 525 : goût pour le style ionique en Grèce à cette époque
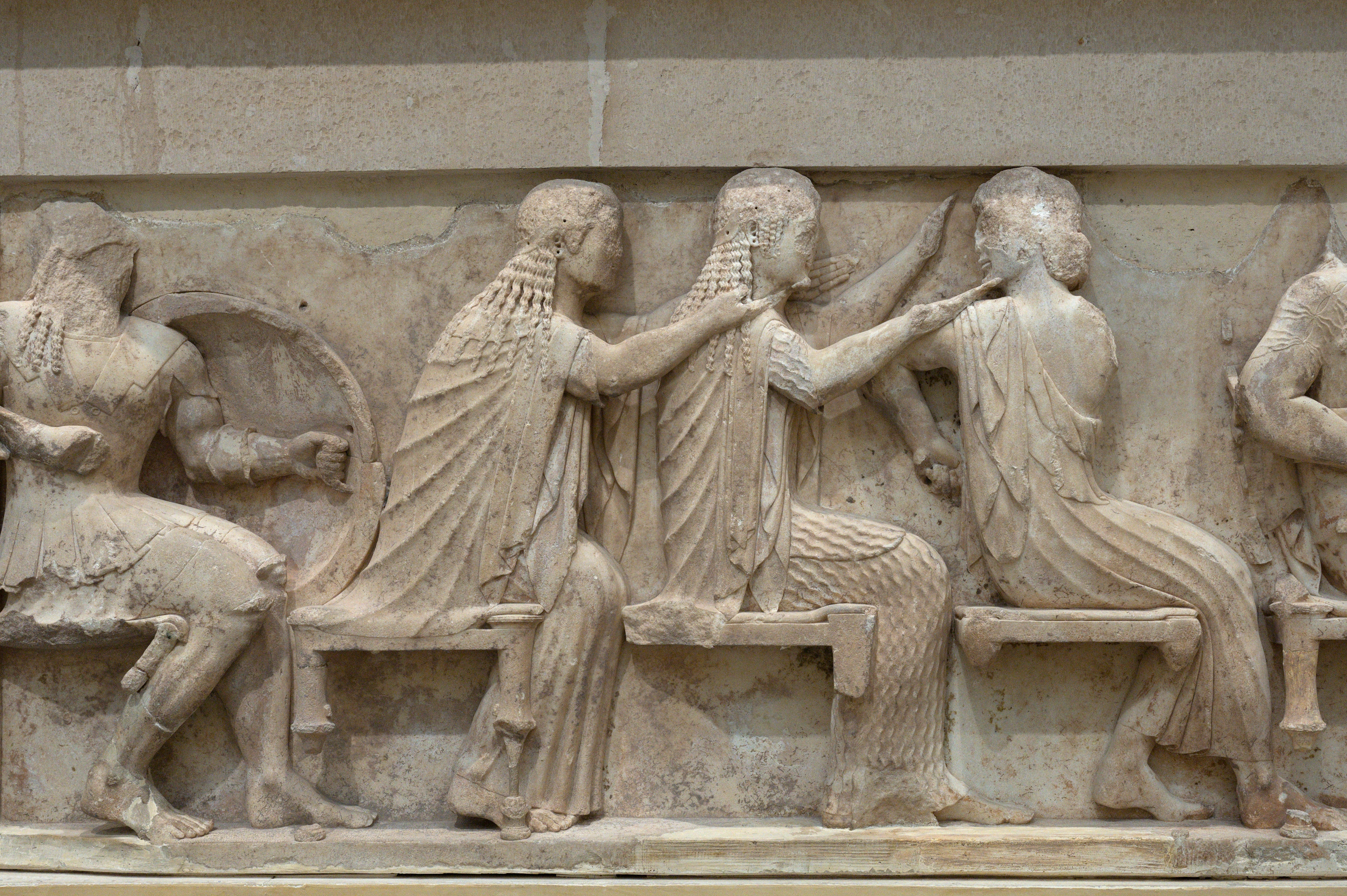
Assemblée des dieux: Aphrodite, Artémis et Apollon. Frise Est, peu avant 525.
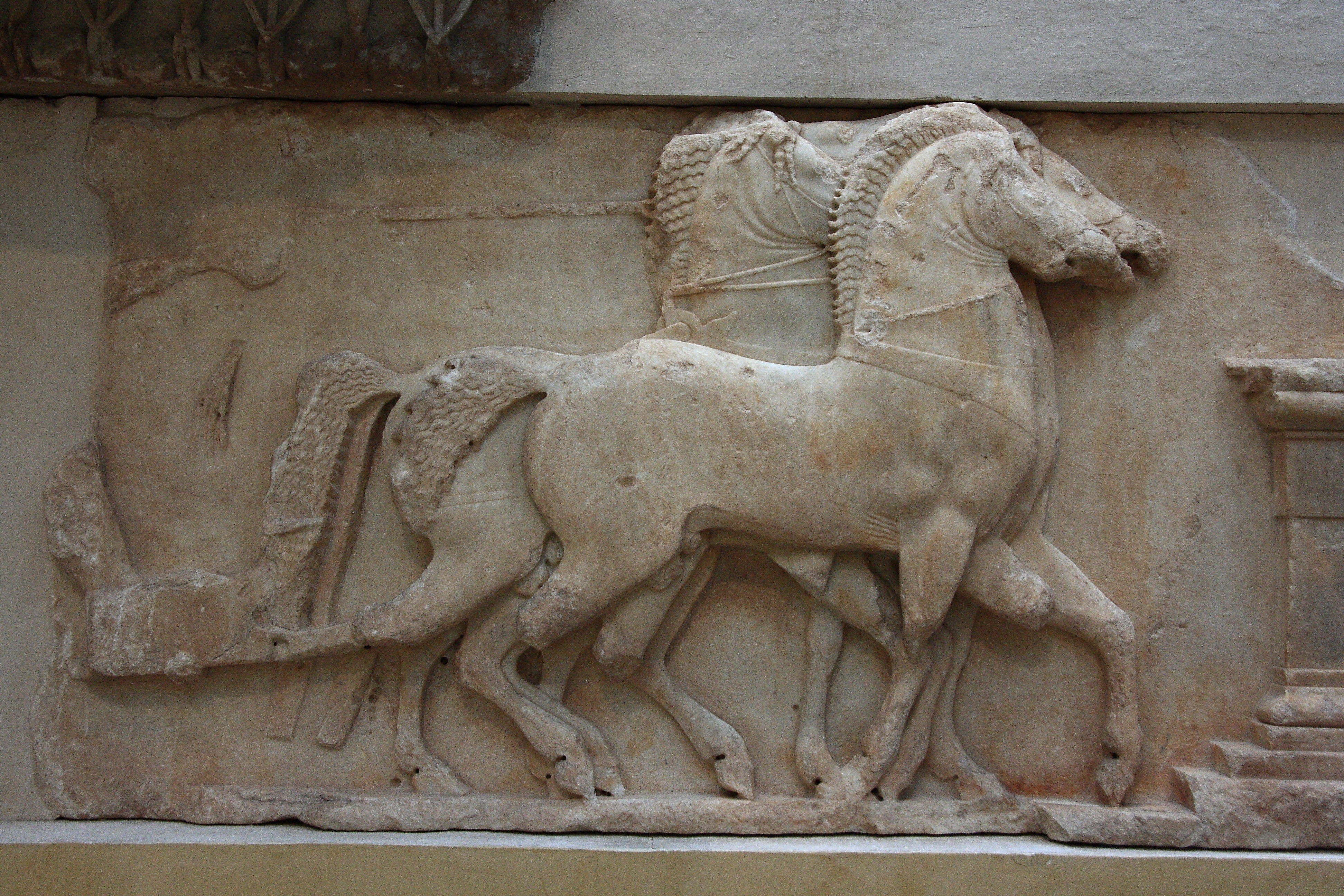
Char d'une déesse qui s'écarte après le jugement de Pâris. Frise Ouest du Trésor de Siphnos. Delphes, peu avant 525. Détail de la frise Sud. Marbre de Paros, sculpteur d'Ionie du Nord (?). H. 64 cm. Musée archéologique de Delphes

Provenant d'une colonie de Paros dont elle reflète le style, la stèle funéraire de Thasos du Louvre révèle une grande attention portée aux gestes des mains, gestes que l'on retrouve souvent sur les korès archaïques. La main gauche retient une colombe tandis que la droite devait tenir un bouton de fleur, mais, curieusement ici, avec deux doigts retournés. On retrouve ce détail stylisé sur les vases attiques à figures rouges de la fin du VIe siècle. Le pied a été, lui aussi, reproduit avec précision et justesse.

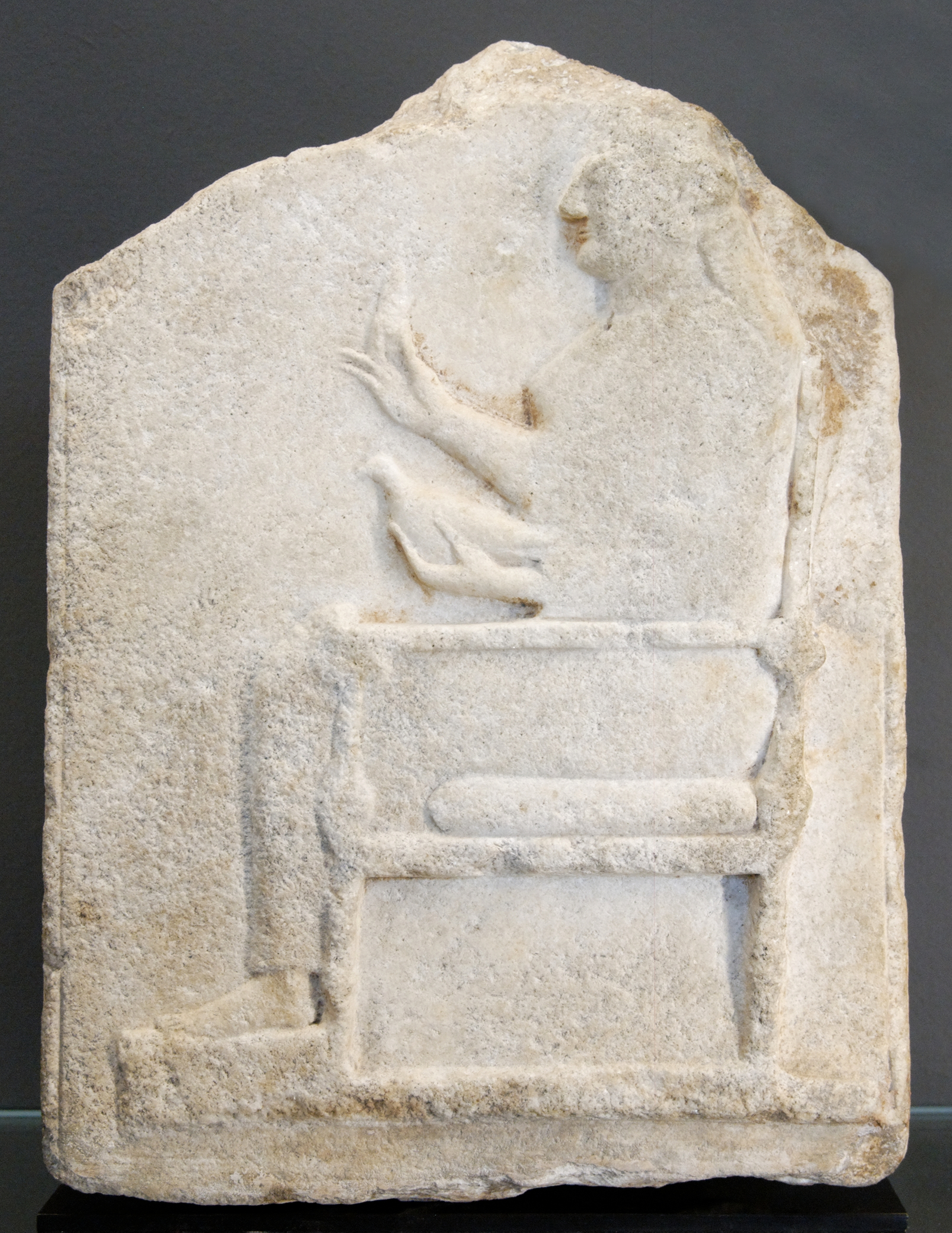
Stèle funéraire d'une femme qui tient un bouton de fleur et un oiseau. Marbre, sculpté et trouvé à Thasos, v. 520-510. Louvre
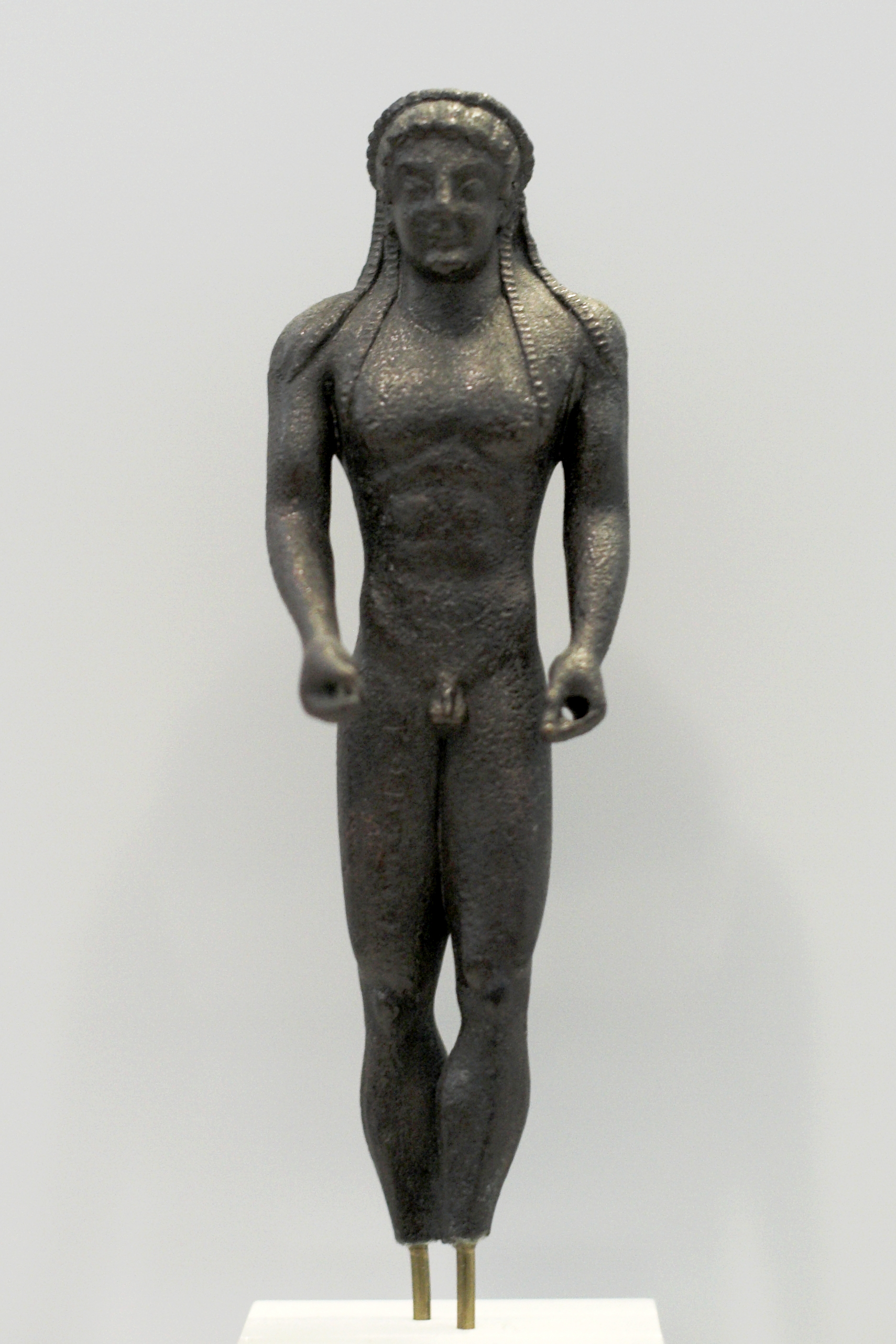
Statuette votive. Apollon (?) couronné s'incline à g, une phiale dans la main dr. Inscription (/jambes): Dédié à Ptoos par Eugeitas. Atelier naxien, v. 510. MNArch Athènes

### Attique, 530-480
Vers la fin du siècle, en Grèce, des ateliers de sculpteurs ont pu être identifiés par des séries cohérentes sur le plan stylistique, ateliers auxquels les élites faisaient appel suivant un attachement de telle "maison" à tel atelier, et à un compatriote en principe. Ainsi, comme on l'a vu précédemment, parce qu'il existe une spécificité samienne, pour prendre l'exemple de Samos, que le client souhaite retrouver. Cependant tous ne suivaient pas ce principe. Pour certains commanditaires, faire appel à un atelier étranger était une manière très visuelle de marquer leur propre identité étrangère. Mais à Athènes et plus généralement en Attique, les élites - en particulier celles proches des tyrans - ont pu faire appel à des ateliers insulaires, suivant une mode locale et temporaire, mais peut-être aussi comme un formidable instrument de prestige social.
Le Trésor des Athéniens, est un petit bâtiment qui rassemblait une partie des prises de guerre à la suite de la bataille de Marathon. Il a donc été construit très peu après 490. Des scènes en très hauts reliefs qui ornaient les métopes, très usées aujourd'hui, s'attachent toujours à la musculature mais avec plusieurs solutions nouvelles : encore accentuée (Héraclès et le cerf) ou adoucie (Héraclès et Kyknos). Claude Rolley compare, à ce propos, la sculpture et les dessins sur les vases grecs. Il voit dans le dessin de la musculature dans la scène d'« Héraclès et le cerf » « une version considérablement assouplie dans le détail, du torse d'Héraclès dans le cratère d'Euphronios, avec Héraclès et Antée. ». Le corps de Kyknos s'attache bien plus encore à la souplesse de la chair qu'au détail du dessin musculaire.

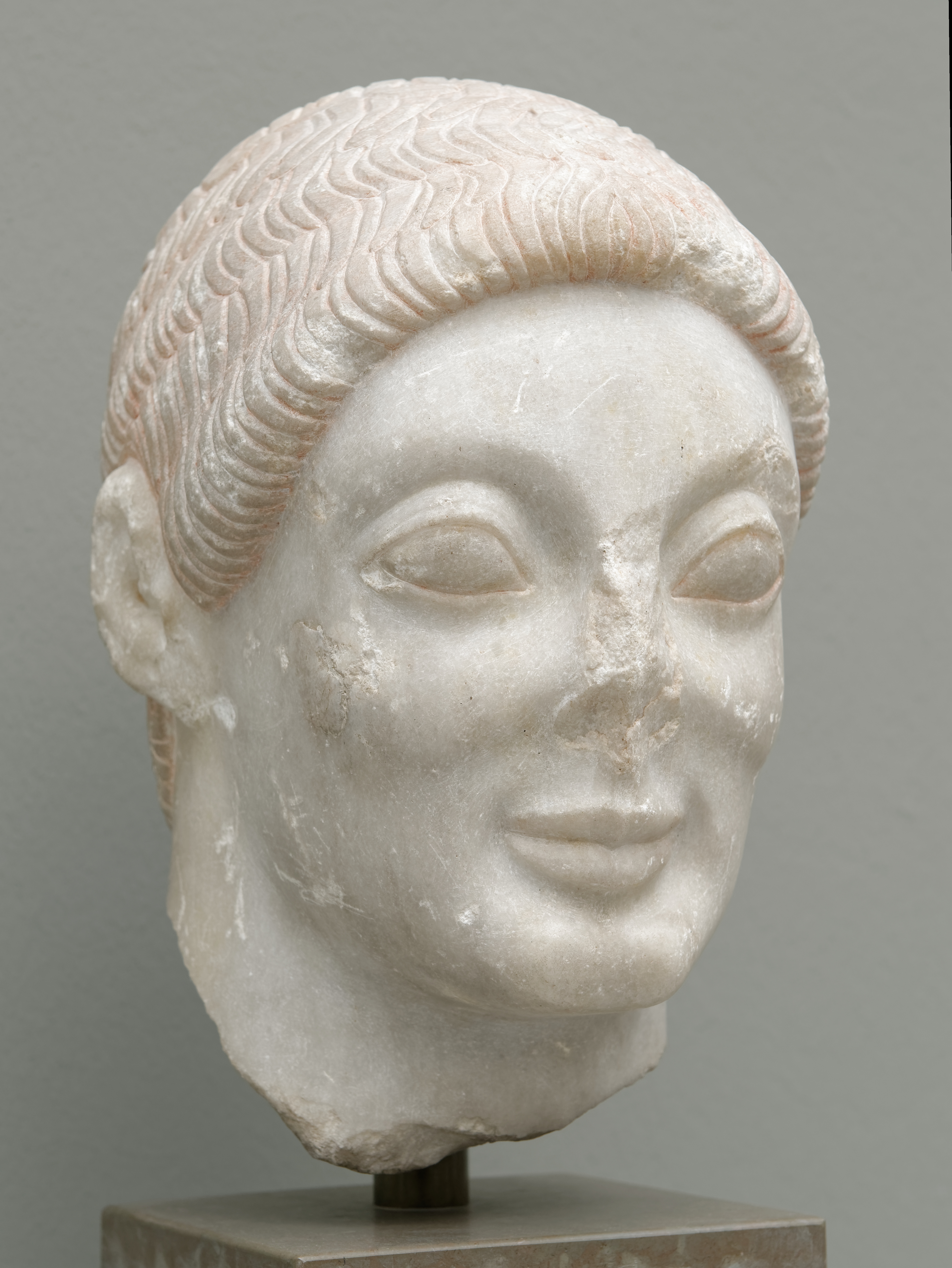
Tête de kouros, v. 520. Trouvée à Athènes. Marbre, H. 31 cm. Ny Carlsberg Glyptotek
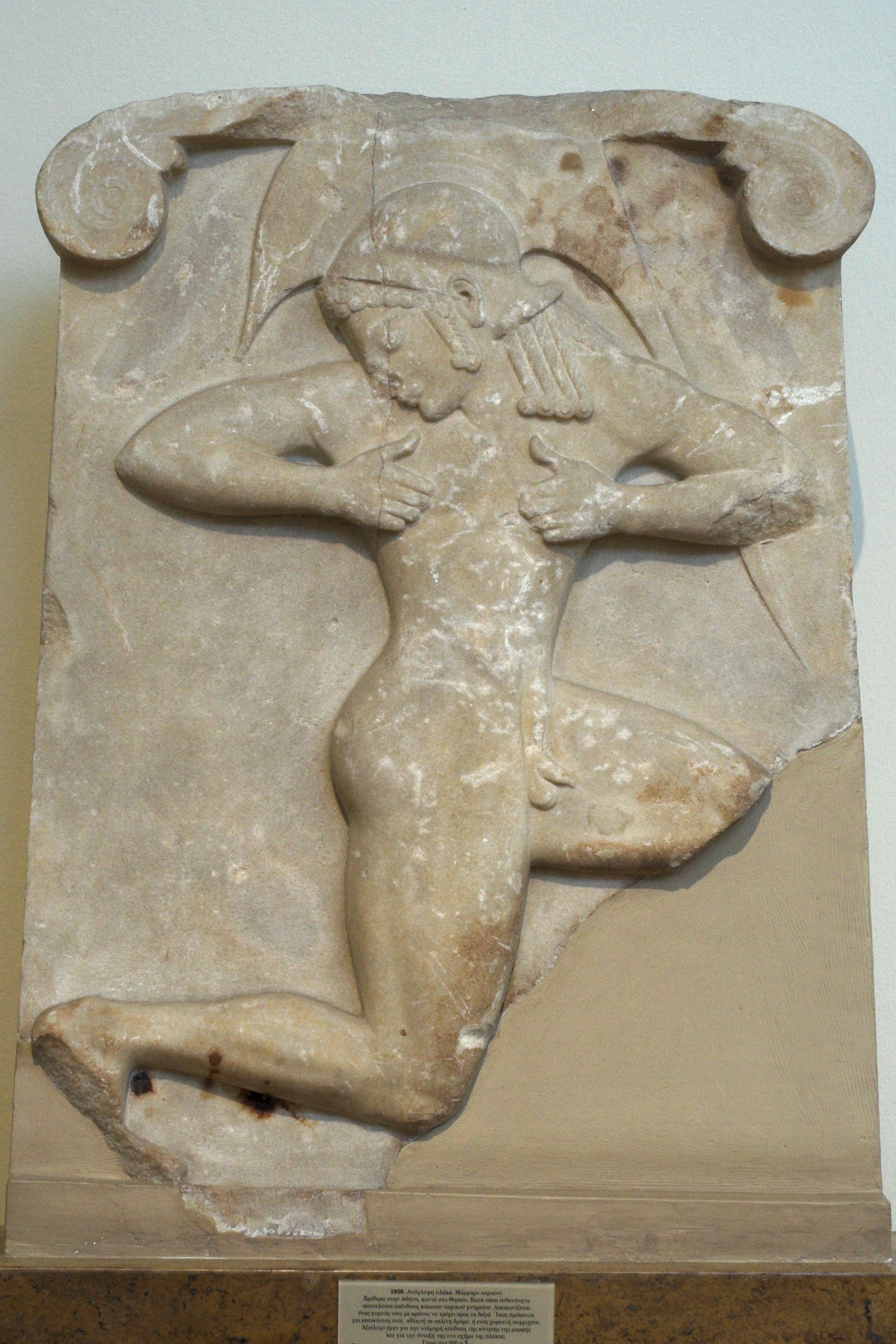
Relief funéraire attique, v. 510. Sujet: soit attitude de la « course agenouillée » en armes, soit une danse pyrrhique[127]. MNArch Athènes
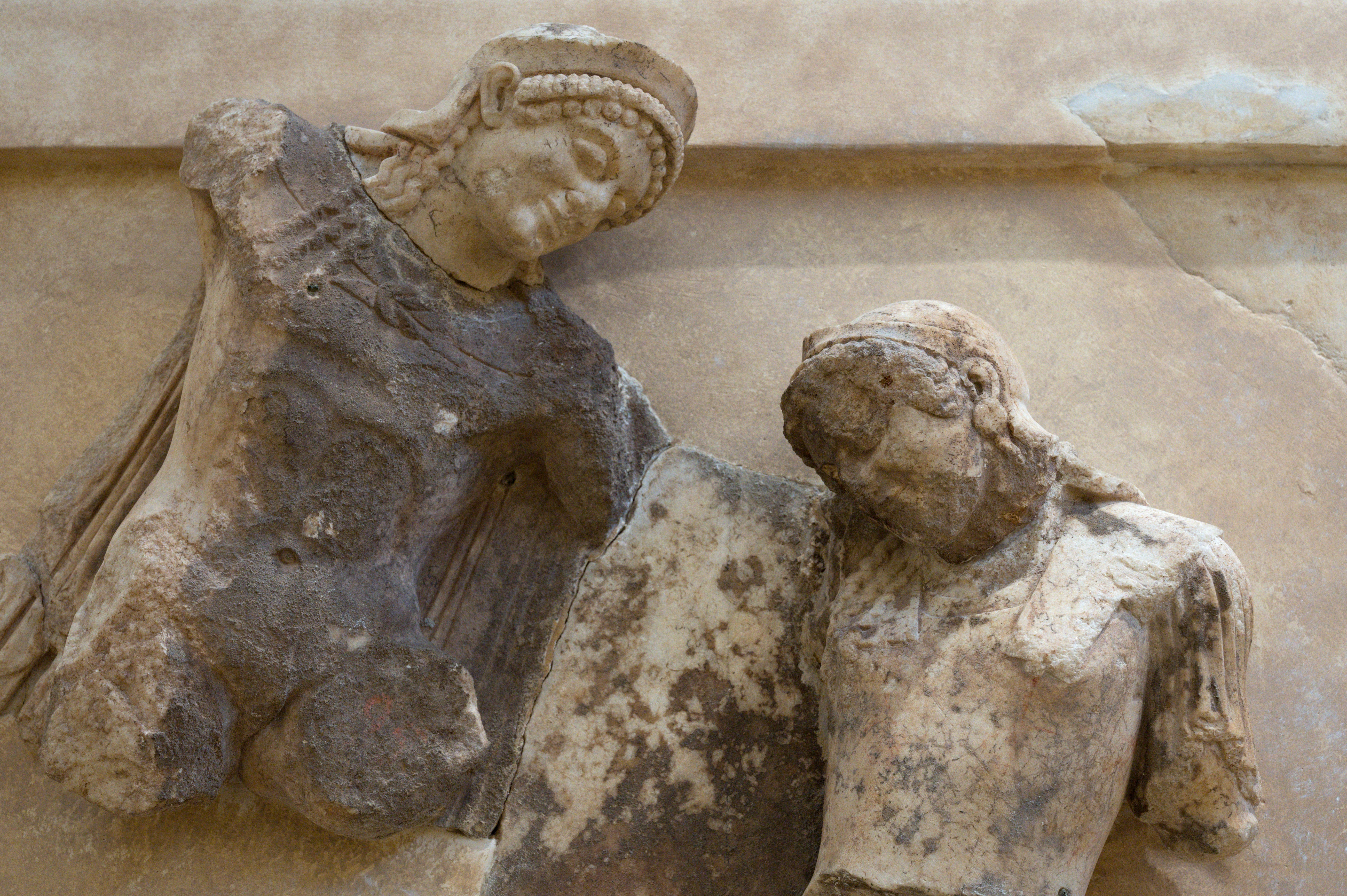
Thésée et l'Amazone. Trésor des Athéniens. Très haut relief, marbre de Paros H. 67 cm ; juste après 490 (après Marathon). Delphes.
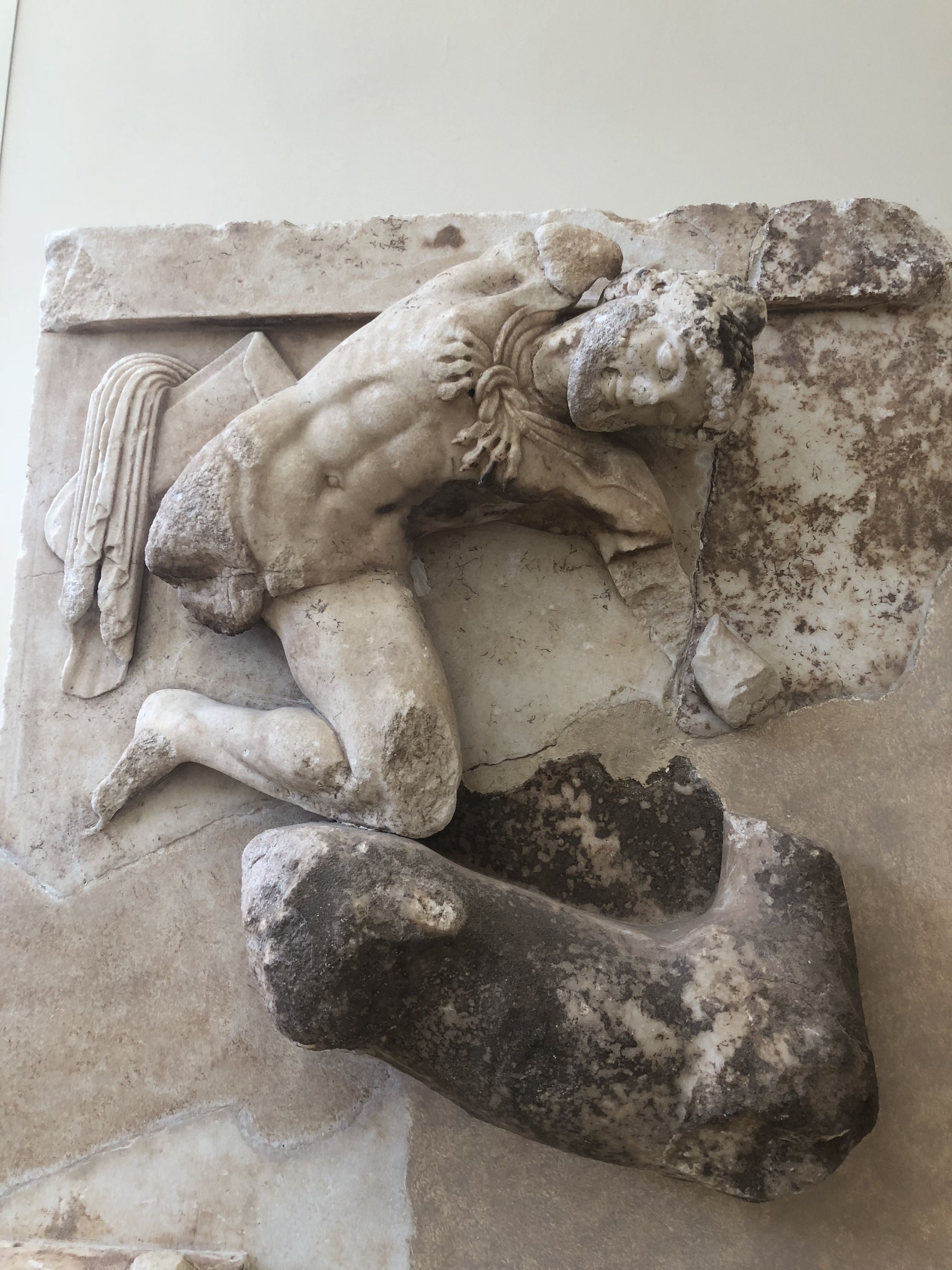
Héraclès et le cerf. Trésor des Athéniens. Très haut relief, marbre de Paros H. 67 cm ; juste après 490. Delphes
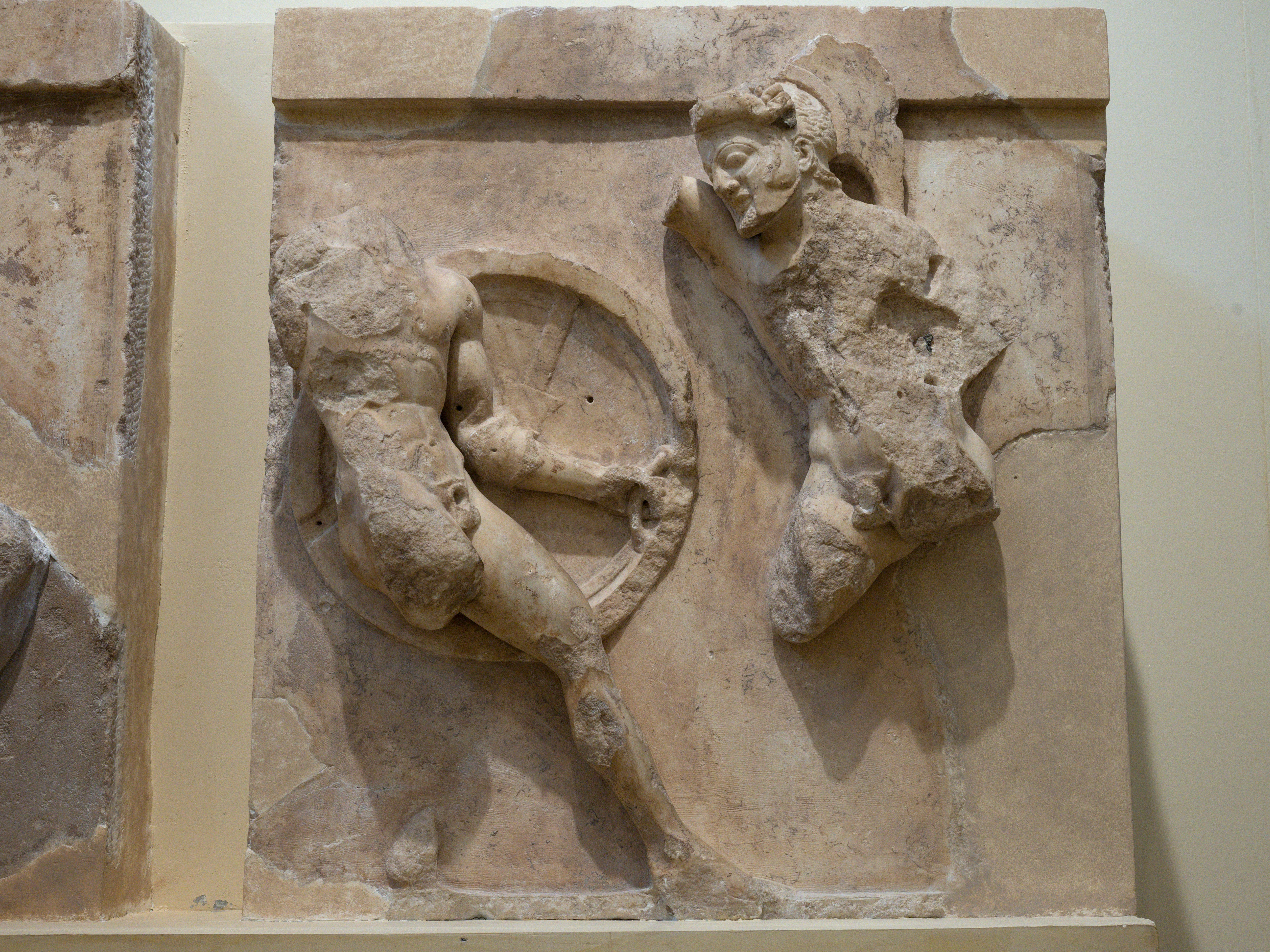
Héraclès et Kyknos. Trésor des Athéniens. Très haut relief, marbre de Paros H. 67 cm ; juste après 490. Delphes.

Les stèles funéraires, à l'origine, des dalles dressées et sans image, indiquaient l'emplacement d'une tombe. L'Attique en a conservé le plus grand nombre. Pour les plus luxueuses, un chapiteau les surmontait avec parfois un sphinx. La grande stèle du Metropolitan Museum en est un exemple exceptionnel daté vers 530. Mais à partir de cette date une mode plus discrète limite l'ornement de la stèle à une simple palmette.
La stèle dite « du coureur de Marathon » est célèbre pour la qualité du rapport entre la pose, qui pourrait être celle d'une danse en armes d'un jeune soldat, ou le moment de sa mort, et la stèle, dont la forme a été adaptée à ce corps. La simplification de la musculature de l'abdomen est à peu près celle que l'on retrouve sur le socle d'un kouros disparu, celui aux jeunes athlètes à l'exercice. En effet, comme pour les stèles funéraires, certains kouroi funéraires ont des bases ornées de scènes qui évoquent la position sociale du mort. La stèle qui montre ces jeunes athlètes à l'entrainement est sculptée d'un relief très plat et le dessin du relief musculaire, similaire à celui du « coureur de Marathon » est aussi celui de la peinture de vases de cette période (comme le peintre de Cléophradès, par exemple, sur ses amphores panathénaïques à figures noires. Le dessin du mouvement des corps est bien plus libre que dans la statuaire, certains talons ont déjà quitté le sol, naturellement.

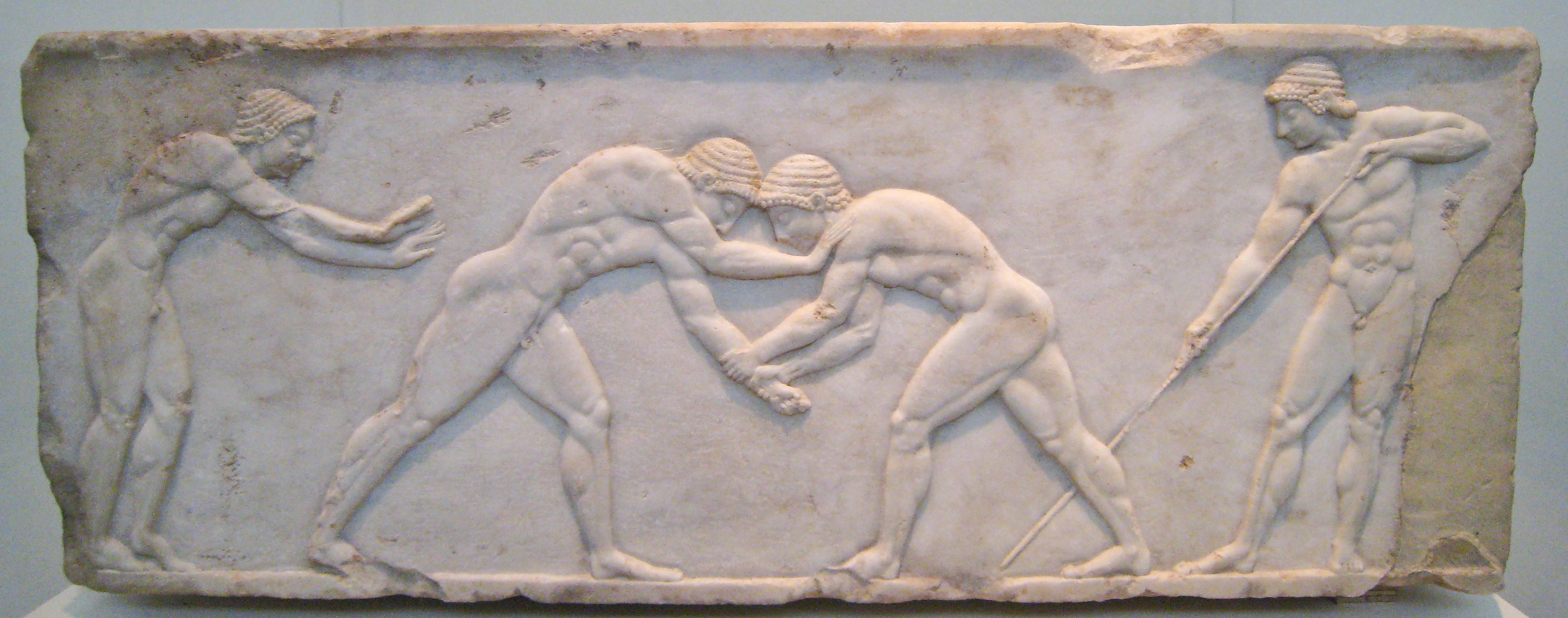
Lutteurs. Reliefs de la base d'une statue funéraire attique, v. 510-500. Marbre du Pentélique, H 32 cm. MNArch Athènes
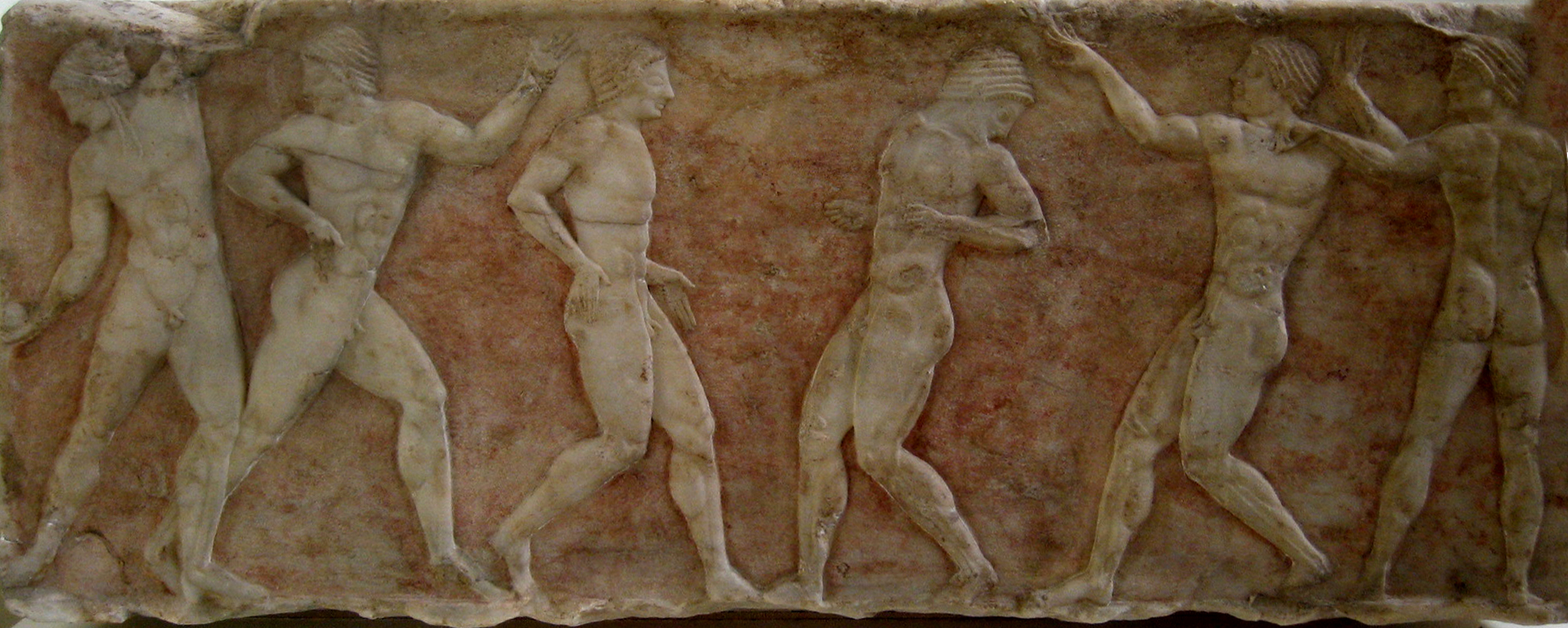
Athlètes à l'entrainement (traditionnellement nommé Jeu de balle). Idem.

Les korai de l'acropole d'Athènes, toutes de la fin de l'archaïsme, ont été pieusement enfouies après le saccage des Perses, en 480 et découvertes en 1863-1866 ainsi qu'en 1885-1890 dans le « dépôt des Perses ». Les fouilles ont été menées entre 1863 et 1890, et publiées en 1906. Ces korai viennent d'être restaurées avant l'ouverture du nouveau musée de l'Acropole, en 2009. Un grand nombre ayant été ainsi préservé on ne devrait pas, pour autant, en déduire qu'elles étaient ici plus nombreuses qu'ailleurs. La préservation des couleurs et de la qualité des détails de surface focalisent encore sur elles toute l'attention du public.

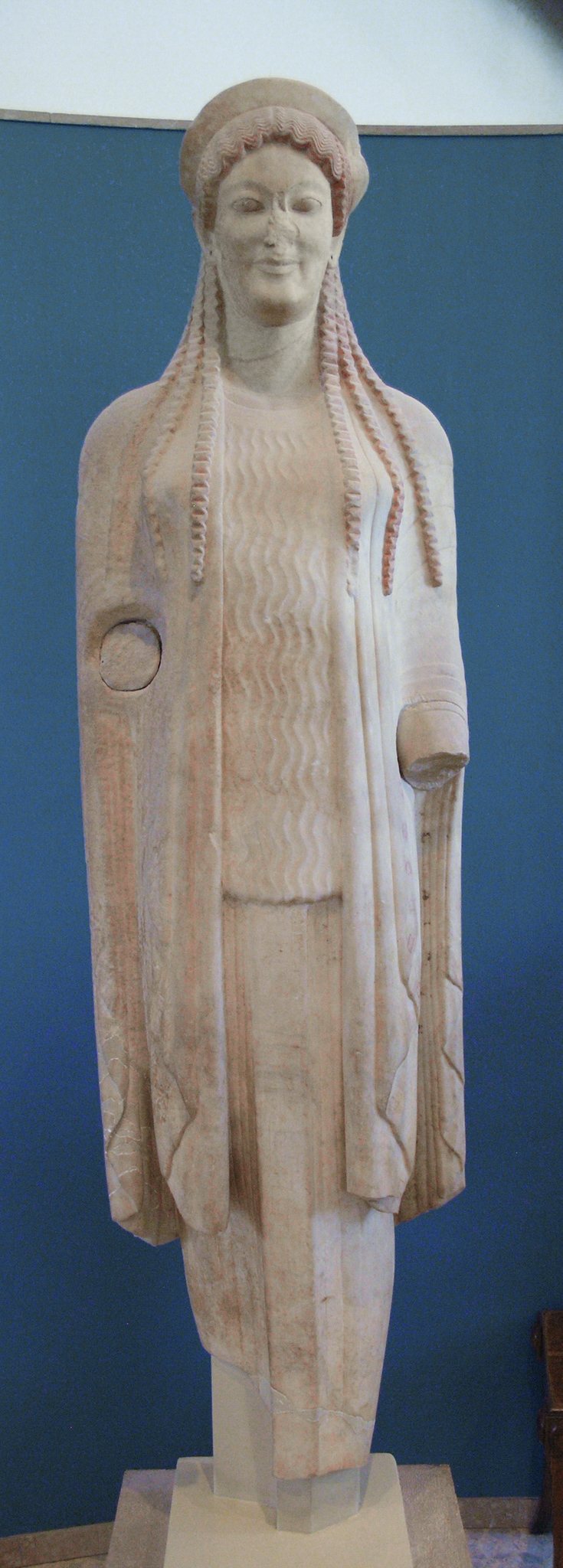
Korè 671. Marbre du Pentélique et de Paros. H. 1,67 m. Vers 520. Acropole
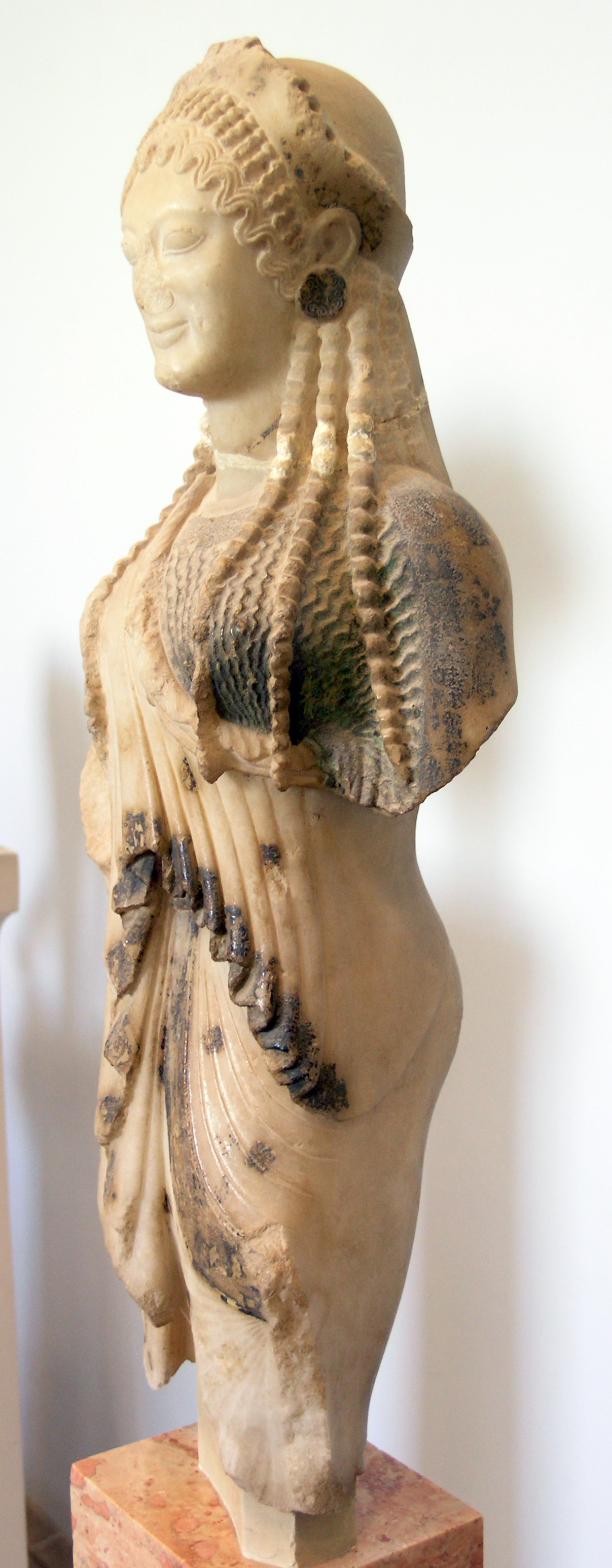
Korè 675, en costume ionien, d'Archermos de Chios, v. 510. Musée de l'Acropole[133],[134],
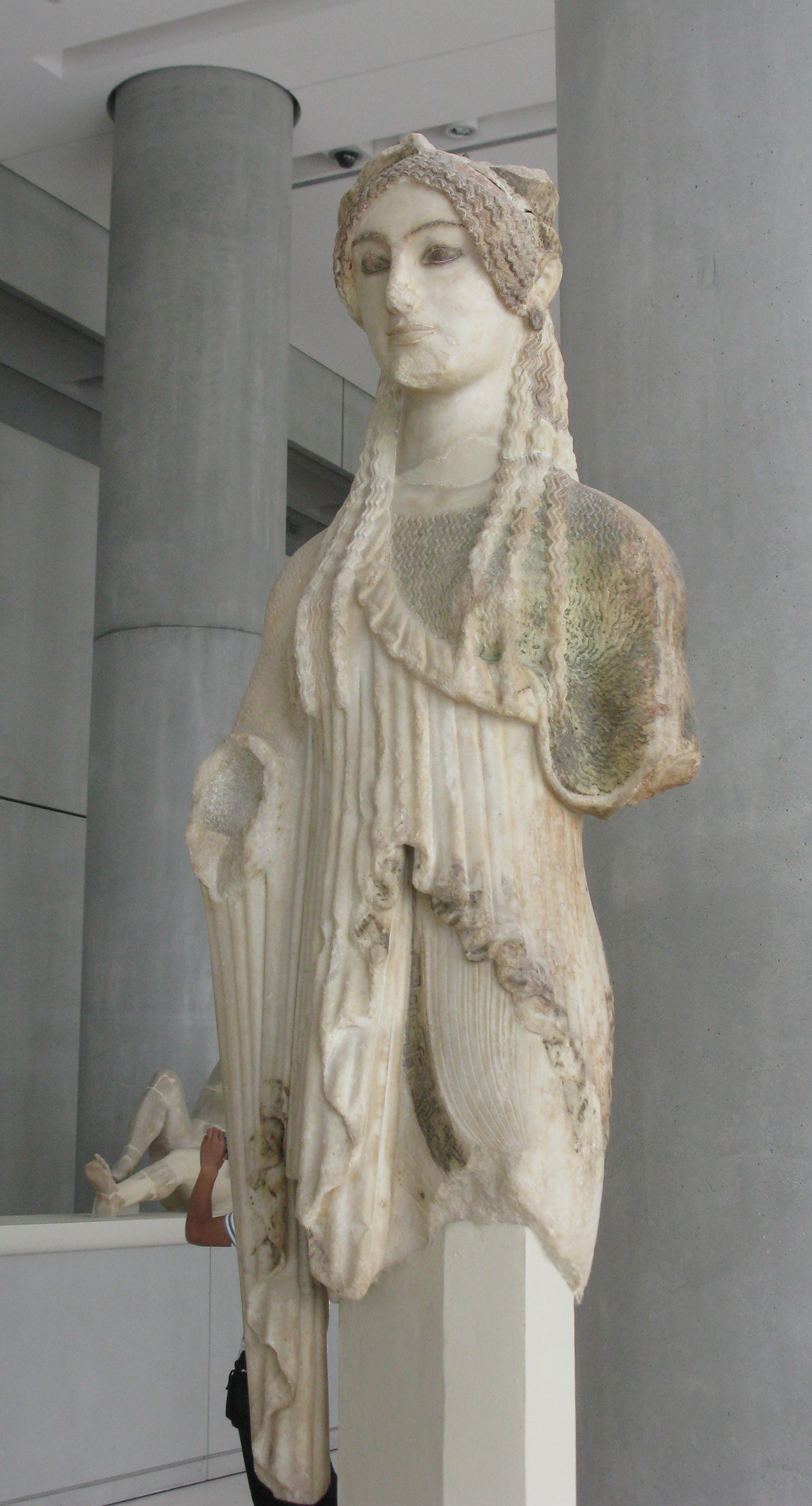
Korè 674, dite « Korè aux yeux en amandes ». Marbre de Paros, couleurs. H. conservée. 92 cm. Vers 500. Musée de l'Acropole[136].
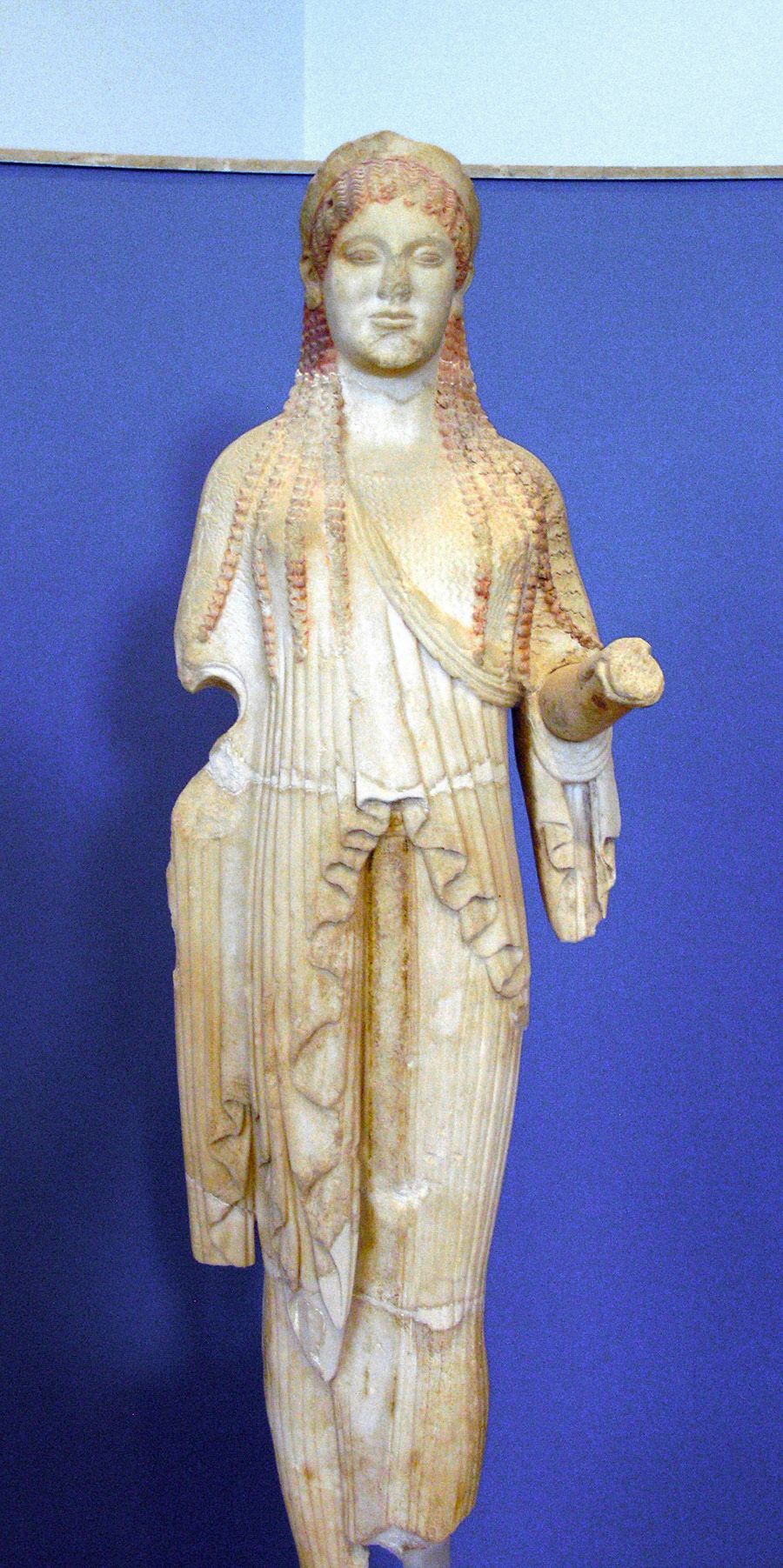
Korè 685. Acropole d'Athènes, v. 500-490. Musée de l'Acropole
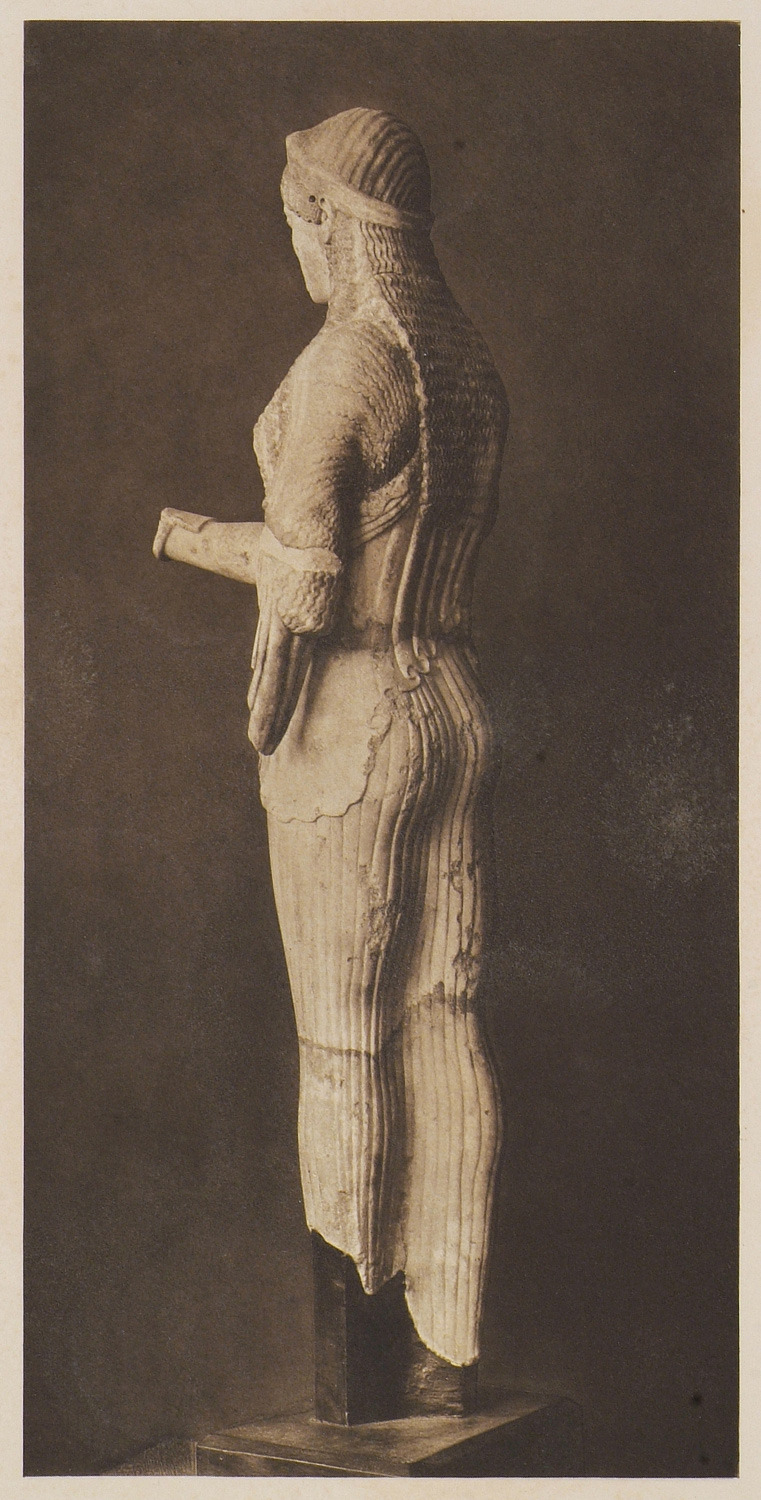
Idem, dos. Korè 685. Marbre de Paros, H. 1,25 m. Atelier attique, v. 500-490[137].

La korè 671 porte deux couches de vêtements. En dessous, elle porte une courte tunique de lin, le chiton, et par-dessus un long manteau de laine, l'himation, qui recouvre symétriquement ses épaules et son dos. Ses vêtements étaient autrefois décorés de motifs complexes rouge, bleu et vert, pigments qui sont aujourd'hui oxydés. De sa main droite elle aurait tenu l'offrande à la déesse. Peu après, le vêtement ionien donne l'occasion d'une plus grande liberté d'invention, de jeu avec les plis, l'ondulation des nattes, les mèches de cheveux étonnantes et les motifs peints. L'himation de la korè 675 n'est plus qu'un manteau court, drapé transversalement sur le torse pour laisser une épaule et un sein dégagés et sertir le fin tissus plissé de la tunique de lin que la main gauche devait tenir légèrement écartée. Le sculpteur se plait à jouer sur ces superpositions de textiles, à leurs plissés contrastés et aux couleurs : mais, curieusement, tant les plis que les couleurs ne correspondent pas d'une zone à l'autre, comme le chiton dont la couleur varie de manière improbable. Bernard Holtzman remarque un jeu du même type dans la chevelure. Ces jeux sont totalement artificiels, purement décoratifs, à l'opposé de la démarche « naturaliste » que l'on observe sur le corps des hommes. Le visage des korès de l'Acropole est comme porté par tous ces effets décoratifs avec lesquels il tranche, visage simplement poli; en son centre le sourire rayonne. Le sourire est plus discret ensuite pour disparaître tout à fait avec le « style sévère », après le passage des Perses et avec l'abandon du style archaïque. Le motif de la korè n'y survivra pas.
Le sculpteur de la korè 675 a été identifié, il s'agit d'Archermos de Chios. Ce sculpteur serait aussi l'auteur d'une statue de Niké retrouvée à Délos, avec une dédicace, et d'une tête de cariatide retrouvée à Delphes. Il est aussi connu par les textes ; Pline lui attribue des statues en marbre de Paros, dont certaines se trouvaient à Délos et Lesbos. Il appartenait à une famille de sculpteurs et son fils a poursuivi ce métier itinérant.

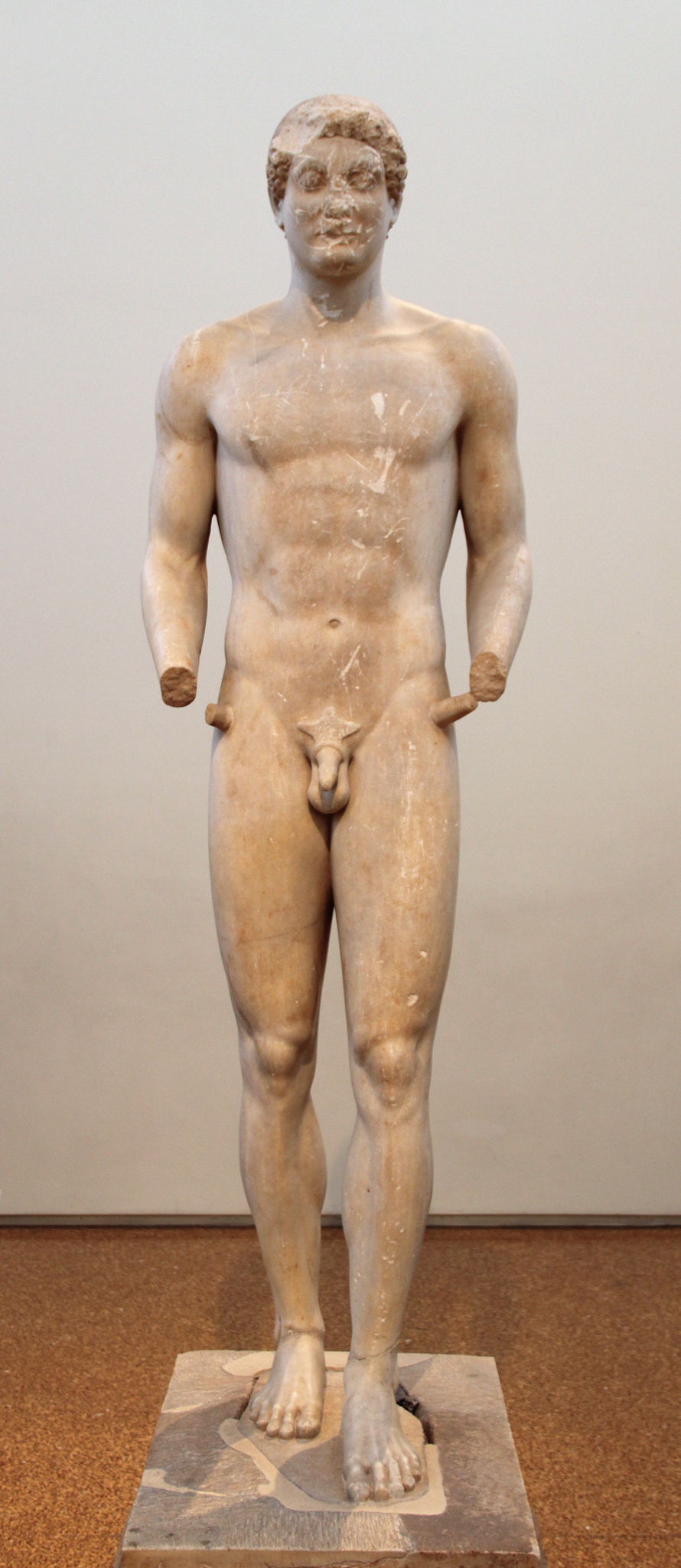
Statue funéraire d'Aristodikos. Marbre, 1,96 m. 510-500. MNArch Athènes
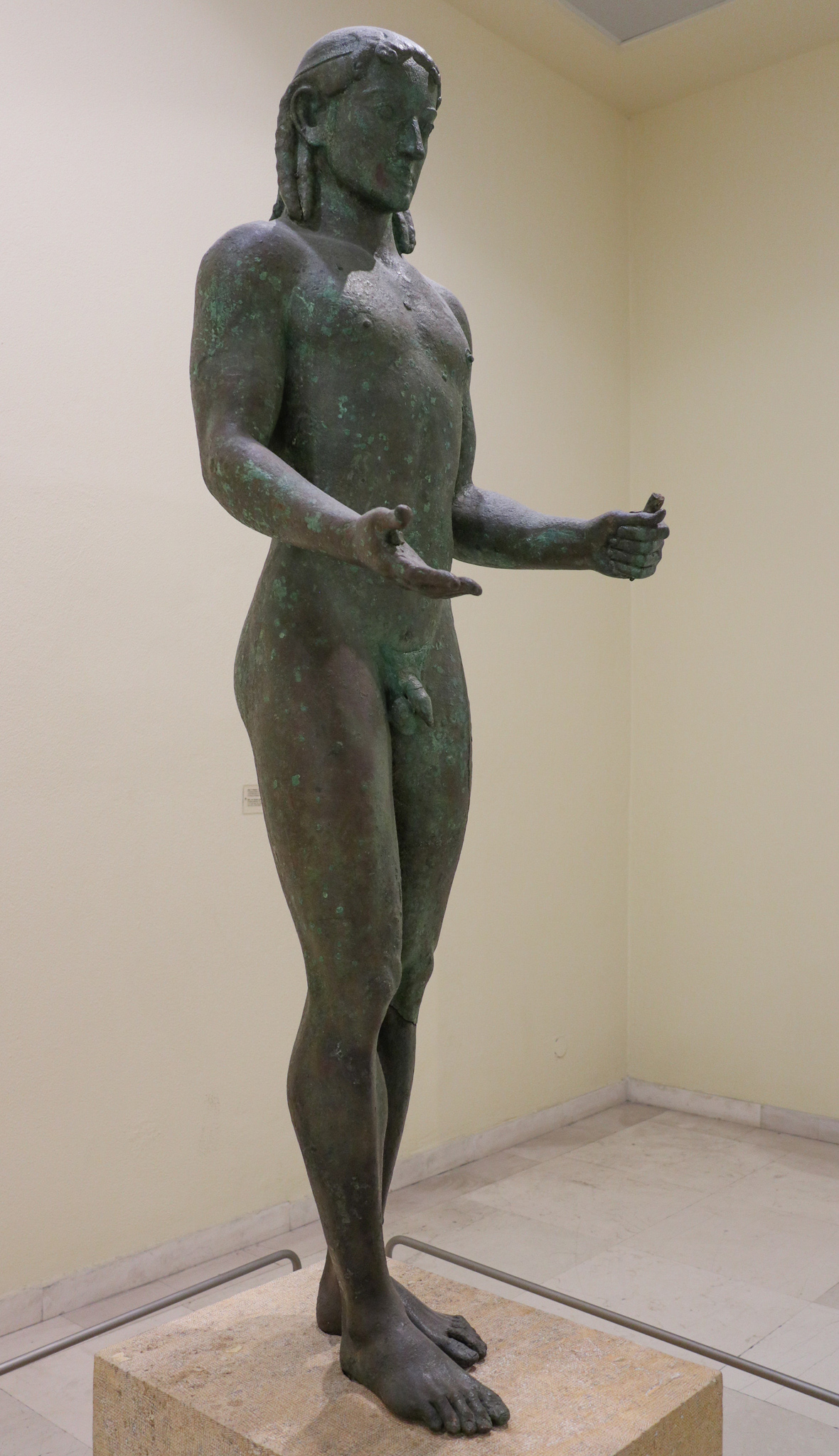
Apollon du Pirée, 530-520 ou début Ve. Bronze, H. 1,92 m. MArch Pirée

Le kouros d'Aristodikos s'écarte nettement des modèles précédents en Attique. Son corps est bien plus naturel, modelé avec plus de souplesse et de discrétion. On ne retrouve plus les effets quasiment dessinés par une musculature trop visible. Par contre l'étude scrupuleuse du vivant se manifeste dans le détail : ce sont les pieds qui sont traités beaucoup plus précisément, comme pour relever un défi, réaliser une prouesse.  Ce type de corps jeune et athlétique ne sera plus commandé pour un monument funéraire de l'élite. La société grecque sort transformée de la guerre avec les Perses. Le kouros disparaît avec l'interdiction d'élever de tels monuments funéraires, à partir de la fin du siècle, et cela perdurera jusqu'en 430 lorsqu'on voit un art funéraire renaitre, mais sous la forme que nous appelons "classique".
L'Apollon du Pirée, n'est pas un kouros comme la statue funéraire d'Aristodikos. C'est une statue de dieu, pour cette raison il ne sourit pas. Son geste, verser une libation, est grave et digne. Ce type de bronze, de taille « divine » - au-dessus de la taille humaine moyenne à cette époque - est possible grâce à la mise au point de la méthode indirecte de fonte à cire perdue. Cette technique, déjà en usage dès le milieu du siècle, permet de produire la statue en plusieurs parties, avec une quantité de bronze bien moindre que s'il s'agissait d'une fonte pleine. L'ensemble est ensuite assemblé et complété par de petits éléments fondus à part, et éventuellement avec d'autres métaux que le bronze. L'or de la phiale qu'il tenait, l'or de sa chevelure et de son pubis introduisaient une polychromie qui venait relever le bronze brillant et à la patine rouge orangée que les Grecs appréciaient particulièrement. En plus, la technique indirecte (en creux) de fonte à cire perdue a permis de développer une représentation beaucoup plus libre dans les mouvements du corps. En effet des éléments d'armature en fer, passant par les pieds et soudés au plomb dans la base, pouvaient assurer la stabilité d'un personnage saisi au début d'un mouvement. George Steinhauer date cette façon de procéder après 530-520, lorsque le type du kouros donne lieu à de nouveaux sujets, l'athlète, le héros, et ici le dieu Ce qui aurait participé, pour certains historiens de l'art, à une nouvelle esthétique au début du Ve siècle : le style sévère.

Première et seconde guerre de Troie. Figures d'angle. Frontons Ouest et Est. Temple d'Aphaia, Égine. Glyptothèque, Munich
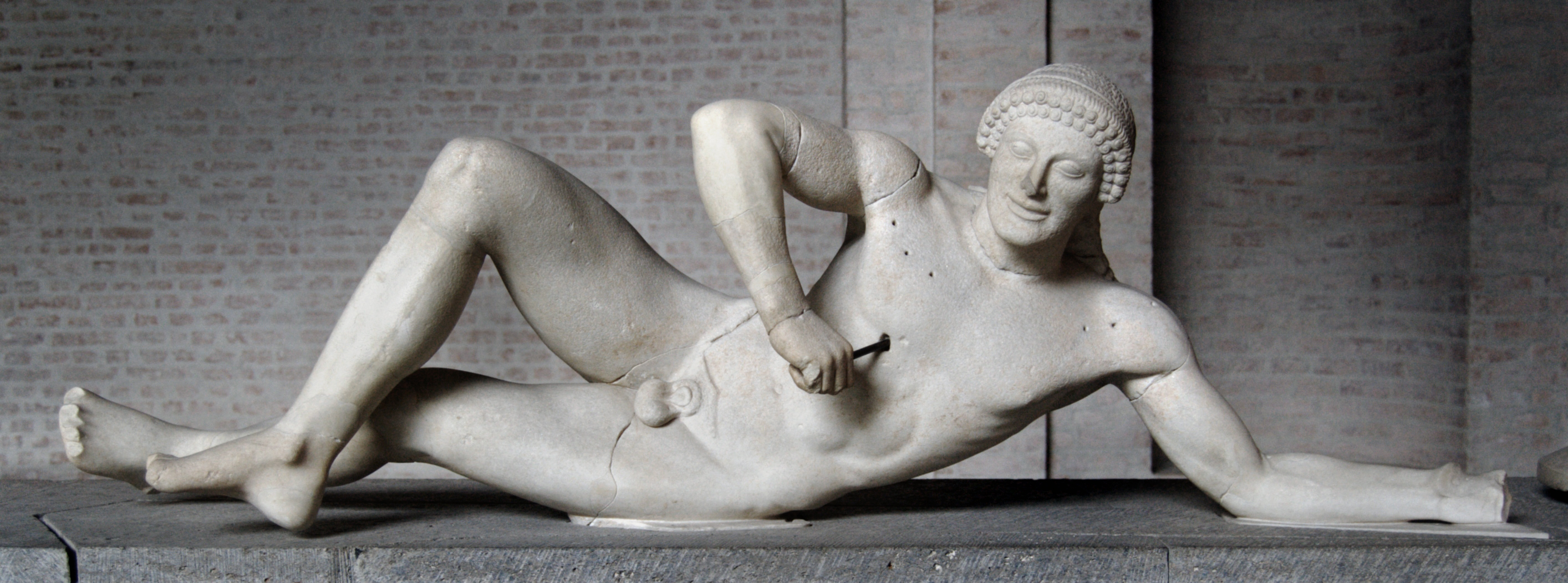
Guerrier nu souriant qui s'arrache une flèche reçue en pleine poitrine. Fronton Ouest, angle droit. Encore archaïque, 500-490.
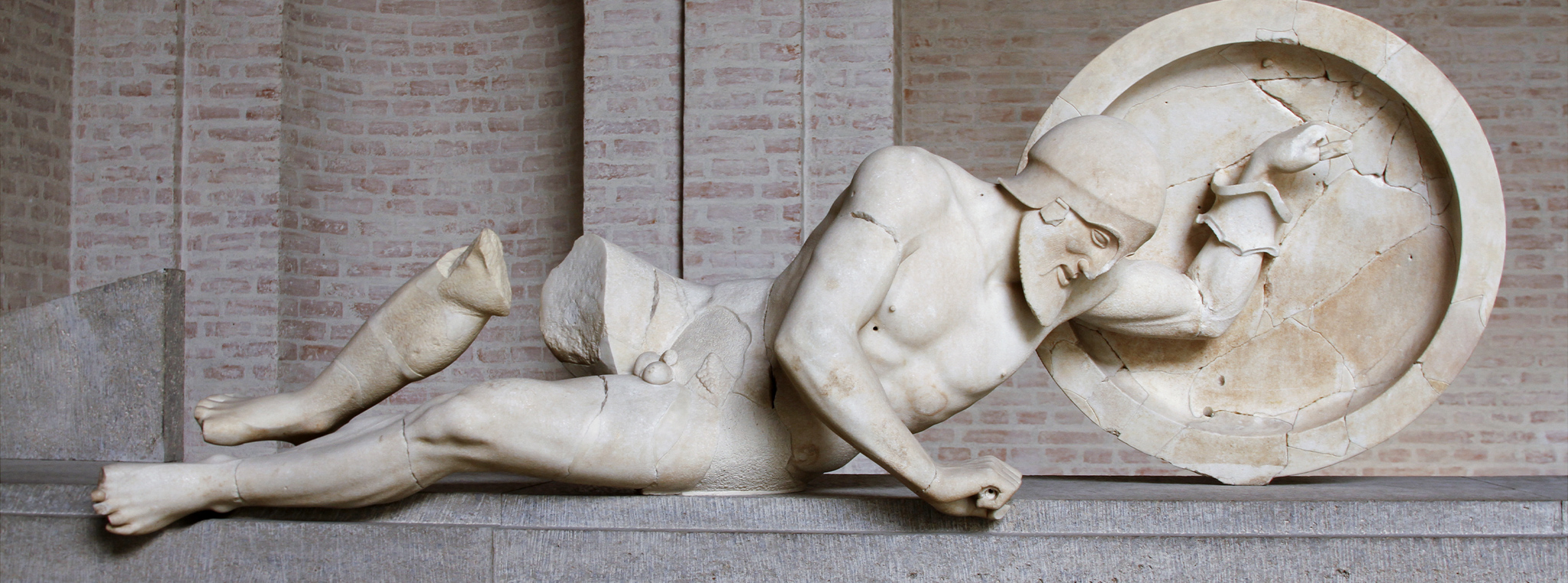
Guerrier nu (Laomédon ?). Fronton Est, angle gauche, L 1,845 m. Déjà « style sévère », 490-480.

Selon Claude Rolley, les frontons du temple d'Aphaia à Égine - en ronde-bosse alors qu'auparavant il s'agissait de hauts-reliefs - constituent les ensembles les plus célèbres de la sculpture architecturale archaïque. Ces deux frontons présentent de très forts contrastes par leur composition, le fronton Ouest étant le plus compact, mais surtout certaines figures, les deux archers et les deux mourants, sont traités de manières nettement différentes. Par exemple, le blessé du fronton Ouest, pour être bien lisible d'en bas, se trouve dans une position très inconfortable, alors qu'il est supposé extraire une flèche de son corps. La question de la visibilité de la figure du mourant  du fronton Est est traitée avec bien plus de « naturel ». D'abord sa tête se détache clairement sur le fond de son bouclier, parallèle au plan du mur. Son bras est encore engagé dans le brassard du bouclier, mais sa main a déjà lâché prise. Enfin, sa musculature n'a rien des formes "décoratives" habituelles. Et Claude Rolley en déduit que « au moment où la grande sculpture de bronze se développe, les marbriers veulent rivaliser avec la liberté de pose qu'elle permet ». Ce style est nouveau, on peut dire qu'il est « sévère »... à l'image des temps qui s'annoncent.